# Tizian

Selbstbildnis um 1567, Museo del Prado, Madrid

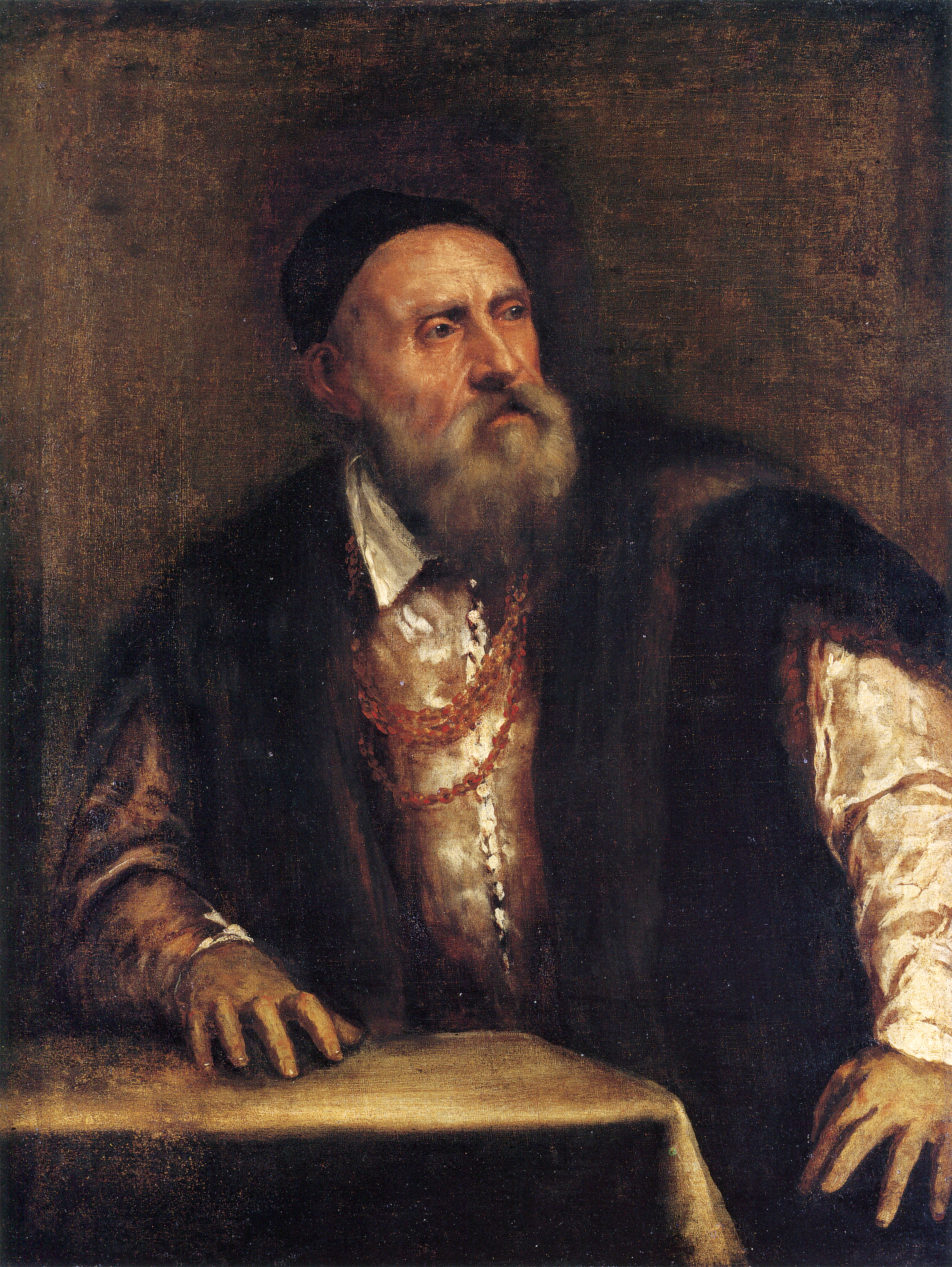
Selbstbildnis 1550–1562, Gemäldegalerie Berlin

Tizian (eigentlich Tiziano Vecellio, wahrscheinlich * um 1488 bis 1490 in Pieve di Cadore bei Belluno, damals Grafschaft Cadore; † 27. August 1576 in Venedig) gilt als der führende Vertreter der venezianischen Malerei des 16. Jahrhunderts und einer der Hauptmeister der italienischen Hochrenaissance. Zu Lebzeiten wurde er oft nach seinem Geburtsort Da Cadore genannt.
Sein Schaffen fiel in das Goldene Zeitalter der venezianischen Malerei, als die Serenissima ihre wirtschaftliche und kulturelle Blütezeit erlebte. Schon als neunjähriges Kind kam Tizian nach Venedig und wurde von den Brüdern Gentile und Giovanni Bellini ausgebildet. 1513 eröffnete er in San Samuele seine eigene Werkstatt und entwickelte sich zu einem europaweit gefeierten Künstler. 1533 wurde er von Kaiser Karl V. in den Adelsstand erhoben und zu dessen Hofmaler ernannt. 1545 reiste Tizian auf Einladung von Papst Paul III. nach Rom, 1548 und 1550 begleitete er Karl V. sowie dessen Sohn Philipp II. auf die Reichstage zu Augsburg. Als Tizian in hohem Alter 1576 an der Pest starb, war er der wohl erfolgreichste Maler der venezianischen Geschichte.
Von seinen Zeitgenossen als „die Sonne unter den Sternen“ bezeichnet, war Tizian einer der vielseitigsten und mit insgesamt 646 Werken auch produktivsten italienischen Maler seiner Zeit. Er malte sowohl Porträts als auch Landschaften, mythologische und religiöse Themen. Zu seinen bekanntesten Arbeiten zählen Himmlische und irdische Liebe, Mariä Verkündigung, Madonna der Familie Pesaro, Venus von Urbino und Toilette der Venus. Charakteristisch für seine Werke ist sein ausgeprägter Kolorismus, den er sein Leben lang beibehielt.
Gegen Ende seines langen Lebens vollzog er dann einen drastischen Stilbruch, der bereits zum Barock hinführt und den viele Kunsthistoriker als eine Rückkehr zu sich selbst sehen.
Bereits zu Lebzeiten waren Tizians Werke in allen wichtigen Sammlungen vertreten, wie etwa in den Vatikanischen Museen. Auch die Herrscherfamilien der Hocharistokratie, unter anderem die d’Este, Gonzaga, Farnese und die Habsburger, kauften zahlreiche Werke für ihre Sammlungen auf. Tizians Werke wurden, ebenso noch zu Lebzeiten, durch etliche Stiche und Kopien rezipiert. Namhafte Maler des 16. Jahrhunderts wie Lambert Sustris oder Jacopo Tintoretto wurden stark von Tizian beeinflusst. Seine Malweise und besonders seine Farbgebung sollten aber nicht nur auf seine Zeitgenossen, sondern auch auf zukünftige Generationen von Malern einen starken Einfluss haben. Der Bogen der von ihm beeinflussten Maler spannt sich dabei von Peter Paul Rubens über Antoine Watteau bis hin zu Eugène Delacroix.

## Leben

### Geburt

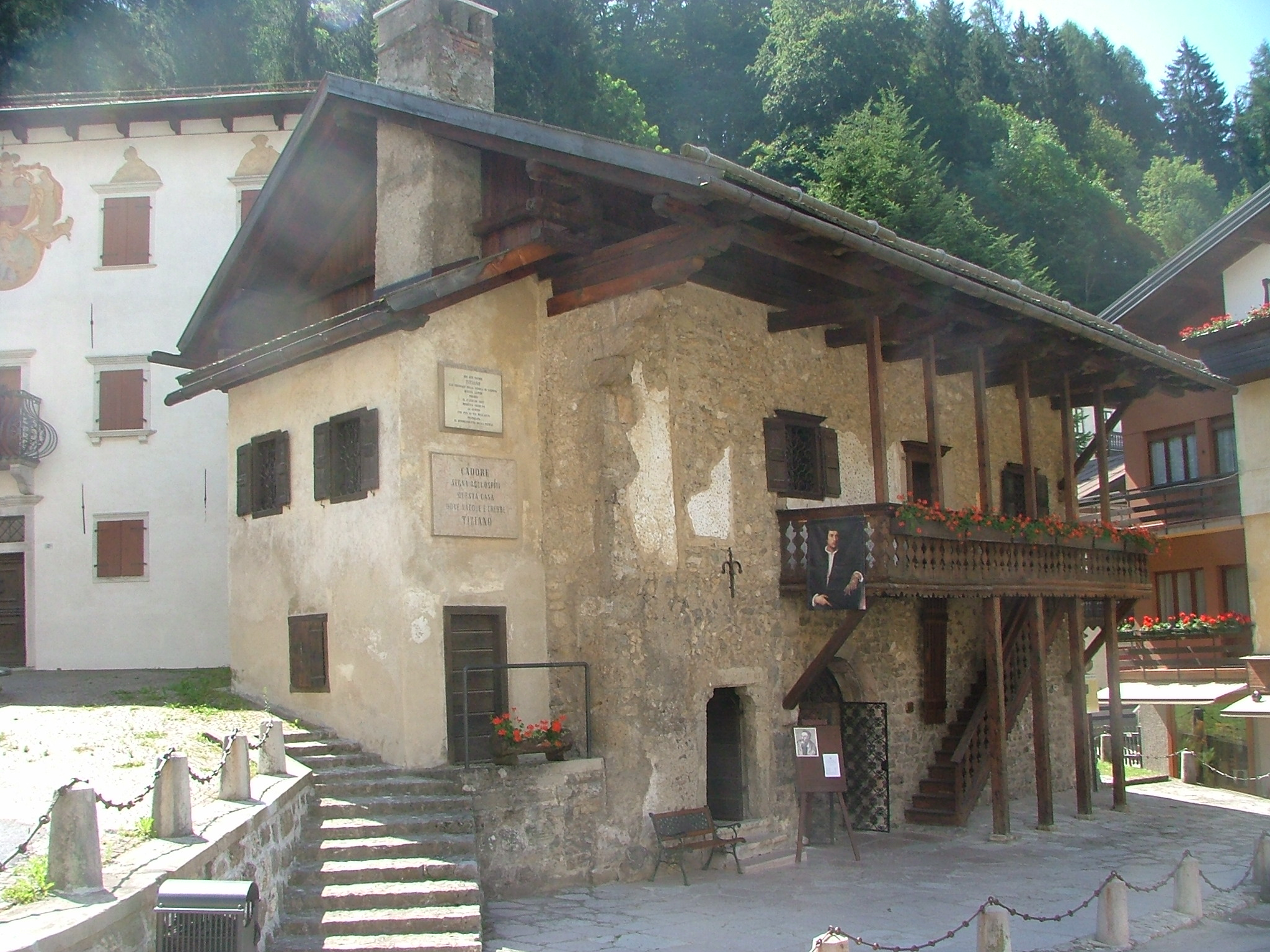
Geburtshaus Tizians in Pieve di Cadore

Tiziano Vecellio wurde in Pieve di Cadore in den Dolomiten als ältestes von vier Kindern geboren. Er entstammte einer wohlsituierten Familie niederen Adels; sein Großvater bekleidete eine leitende Funktion in der Stadtverwaltung. Sein Vater Gregorio hatte den Posten des Superintendenten am Schloss von Pieve inne; urkundlich erwähnt wird dieser jedoch nur 1508 während der Feldzüge der Liga von Cambrai. Die Dolomiten bei Pieve hatten zeitlebens einen starken Einfluss auf Tizian. Anders als bei den meisten bedeutenden venezianischen Künstlern macht sich bei ihm daher ein starker sogenannter „kontinentaler“ Einfluss bemerkbar, welcher zu einem für venezianische Verhältnisse sehr plastischen Stil führte.
Sein Geburtsdatum ist bis heute umstritten, da weder Urkunden noch andere schriftliche Zeugnisse von der Geburt existieren:
- Das Sterberegister der Gemeinde San Canciano in Venedig führt unter seinem Namen den Zusatz: „Er starb im Alter von einhundert drei Jahren“. Nach dieser Quelle wäre also 1473 das Geburtsjahr. Ein weiteres Indiz ist ein Brief Tizians vom 1. August 1571 an den spanischen König Philipp II.[6] In diesem klagt Tizian über sein hohes Alter von fünfundneunzig Jahren.[7]
- Seriöse Zeitgenossen jedoch widersprechen diesen Aussagen. Vasari hielt in seinen Lebensbeschreibungen fest, er habe Tizian 1566 in Venedig im Alter von 76 Jahren getroffen. Ähnlich behauptet Dolce, Tizian sei 1509 bei Aufnahme der Arbeiten am Fondaco dei Tedeschi, erst 20 Jahre alt gewesen. Auch scheint das angebliche Alter von 103 Jahren unglaubwürdig. Die aktuelle Forschung und die meisten relevanten Institute, wie etwa das Metropolitan Museum of Art und das Getty Research Institute, gehen daher von einer Geburt zwischen 1488 und 1490 aus.[7]
- Eine dritte Hypothese geht von der Datierung eines Frühwerks von Tizian aus. Hierbei handelt es sich um eine Votivtafel mit dem Titel Papst Alexander VI. und Jacopo Pesaro vor dem hl. Petrus. Das Bild wurde aus Anlass des Sieges der christlichen Flotte über die Osmanen bei Leukas gemalt, wobei die Schlacht 1502 stattfand und das Gemälde kurz darauf entstanden sein soll. Da er bei Entstehung dieser Tafel nicht jünger als zwanzig gewesen sein kann, wäre er also zwischen 1480 und 1482 geboren. Jedoch ist die Datierung dieses Frühwerks umstritten.[8]

### Kindheit und Ausbildung (Zeit bis 1510)

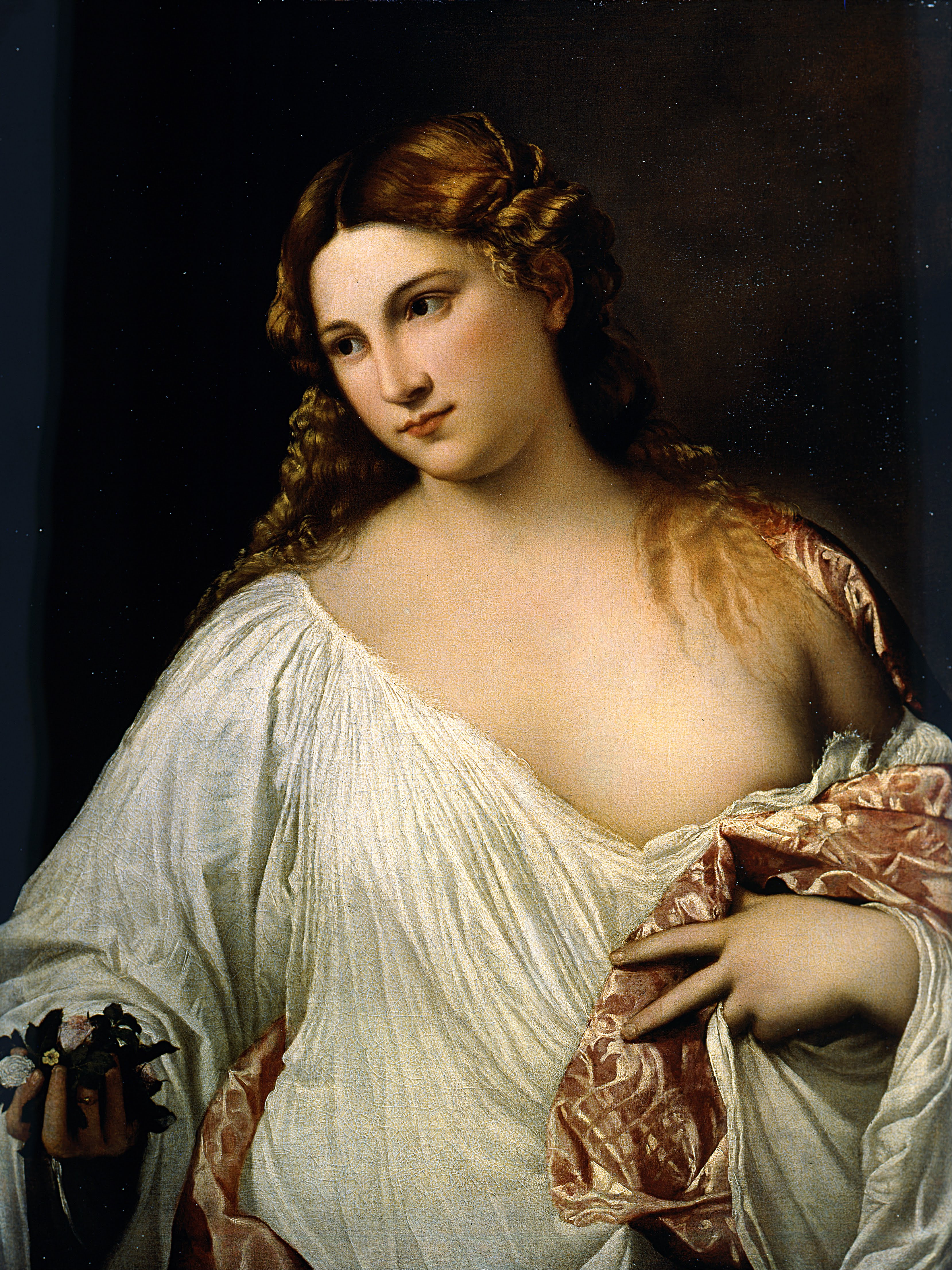
Flora (um 1515–1520), Uffizien, Florenz

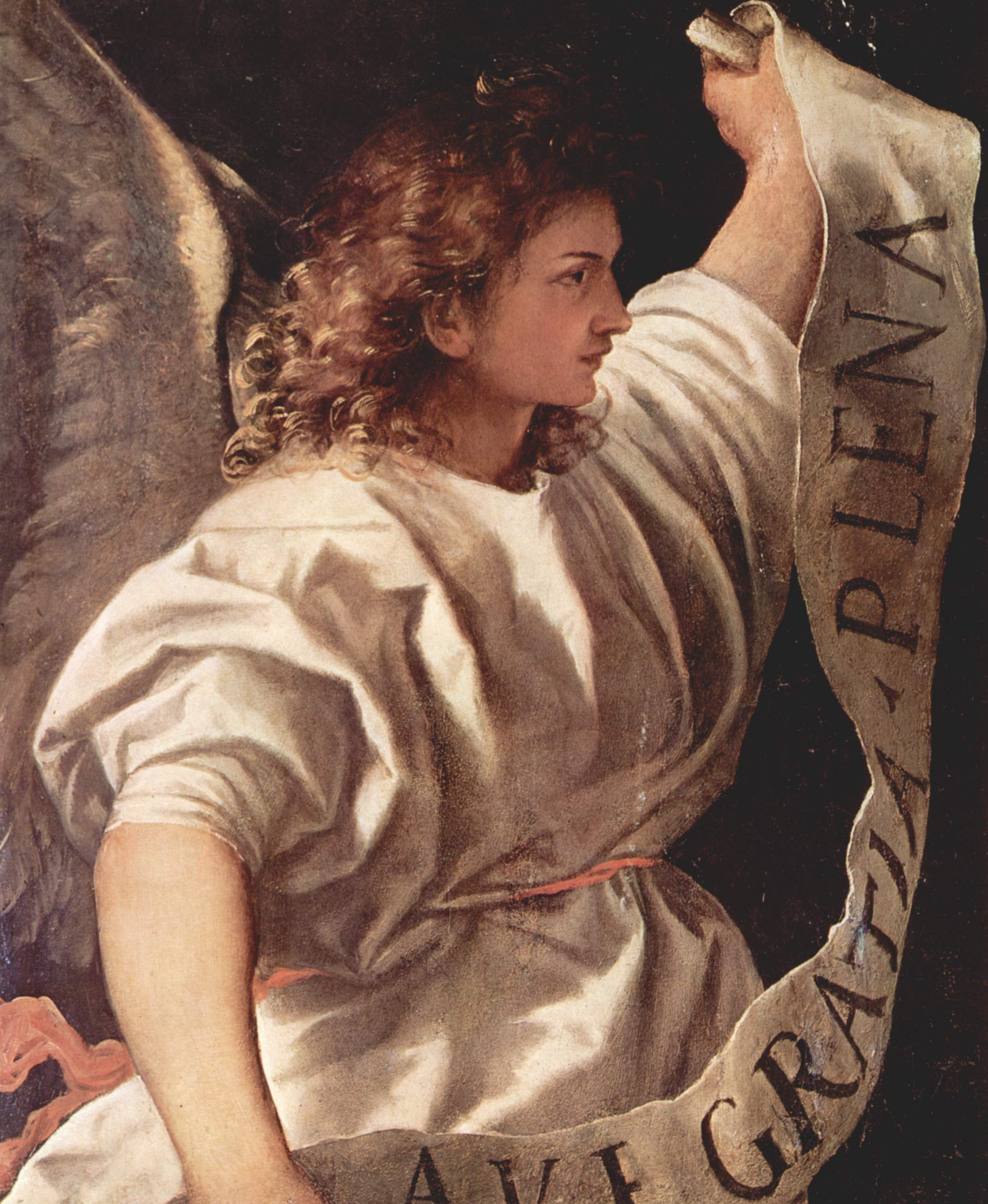
Polyptychon Averoldi (Detail Verkündigungsengel) 1522, Santi Nazaro e Celso, Brescia

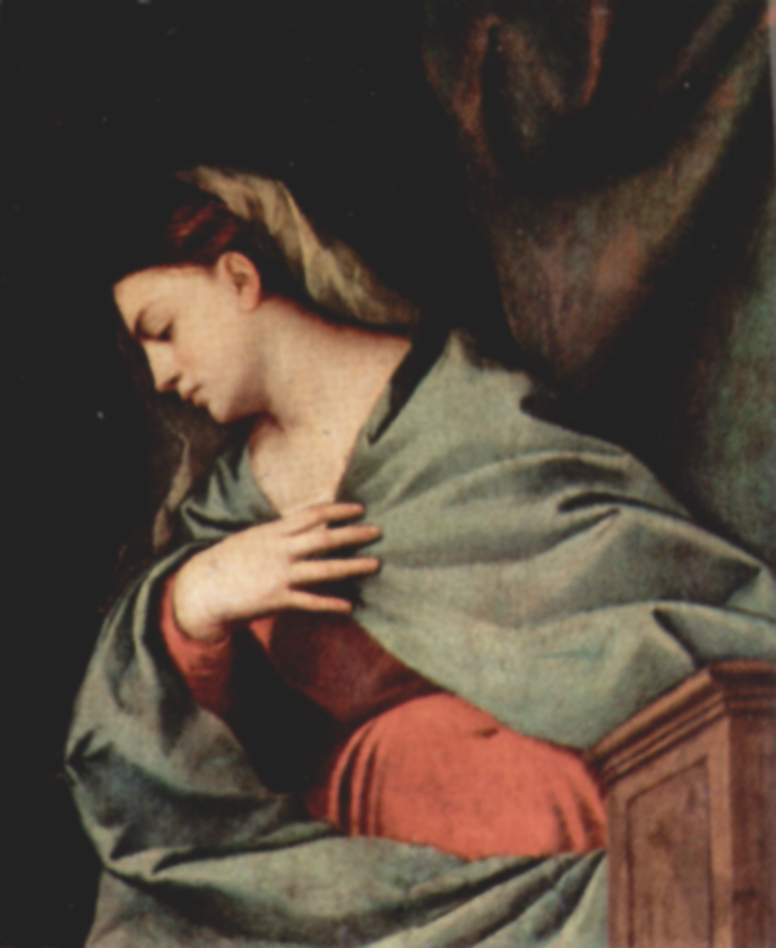
Polyptychon Averoldi (Detail Jungfrau) 1522, Santi Nazaro e Celso, Brescia

Das genaue Alter Tizians bei seiner Ankunft in Venedig ist unklar. Es wird ein Alter zwischen neun und zwölf Jahren angenommen. Durch Zeitgenossen ist belegt, dass sein Talent schon sehr früh zum Vorschein kam. Vorerst wurden Tizian und sein Bruder Francesco zu ihrem Onkel nach Venedig geschickt, um dort nach einer passenden Lehrstelle für beide zu suchen. In Venedig wurden sie dann bei dem Mosaikmaler Sebastiano Zuccato ausgebildet. Zuccato, möglicherweise ein Freund der Familie, ermöglichte es Tizian, in der Werkstatt der damals renommiertesten Maler Venedigs, wie Gentile und Giovanni Bellini, aufgenommen zu werden. Dort kam er mit einer Gruppe von jungen und talentierten Malern wie Sebastiano del Piombo, Lorenzo Lotto, Palma da Serinalta und Giorgione in Kontakt. Auch sein Bruder Francesco Vecellio sollte als Mitarbeiter in seiner Werkstatt einige Bedeutung erlangen.
1507 erhielt der zu diesem Zeitpunkt schon recht bekannte Giorgione von der Stadt Venedig den Auftrag, die Außenfresken am 1505 unter der Leitung von Antonio Abbondi wiedererrichteten Fondaco dei Tedeschi auszuführen. Von den bis 1509 gemalten Fresken sind aufgrund von Witterungsschäden nur noch Fragmente erhalten, die in der Galleria Franchetti in der Ca’ d’Oro aufbewahrt werden. Außer diesen nur in schlechtem Zustand erhaltenen Exponaten sind nur noch einige Radierungen von Zanetti aus dem Jahr 1760 erhalten. Während Giorgione mit der Ausführung der Fassade beauftragt wurde, malten die jüngeren Tizian und Morta da Feltre an den weniger prestigeträchtigen Seiten. Doch nicht nur für Giorgione, sondern besonders auch für Tizian stellten die von Zeitgenossen hochgelobten Fresken den beruflichen Durchbruch dar.
In weiterer Folge wurden Giorgione und Tizian jedoch zu Rivalen, obschon sie weiter zusammenarbeiteten. Dadurch ist auch heute noch die Zuschreibung vieler der in dieser Zeit entstandenen Werke umstritten. In der neueren Forschung werden viele ehemals Giorgione zugeschriebene Werke jetzt Tizian zuerkannt; umgekehrt fand das bisher kaum statt. Zu Lebzeiten wurden die beiden Maler als Begründer und Anführer einer arte moderna angesehen, einer neuartigen Kunst. Beide entwickelten sich daher recht schnell zu gefragten Künstlern.
Nach dem plötzlichen Tod Giorgiones im Jahr 1510 blieb Tizian dessen Stil noch für einige Zeit treu. 1511 malte Tizian die Fresken in der Scuola del Santo in Padua, ein Jahr darauf kehrte er wieder nach Venedig zurück. Häufig wird dieser kurzzeitige Weggang nach Padua mit dem größeren Zustrom von Malern aus der Terra Ferma in die Stadt Venedig erklärt, demnach kam es zu einem allgemeinen Preisverfall für Kunstgüter, der auch viele bedeutende Maler wie Sebastiano del Piombo dazu nötigte, die Stadt zu verlassen.

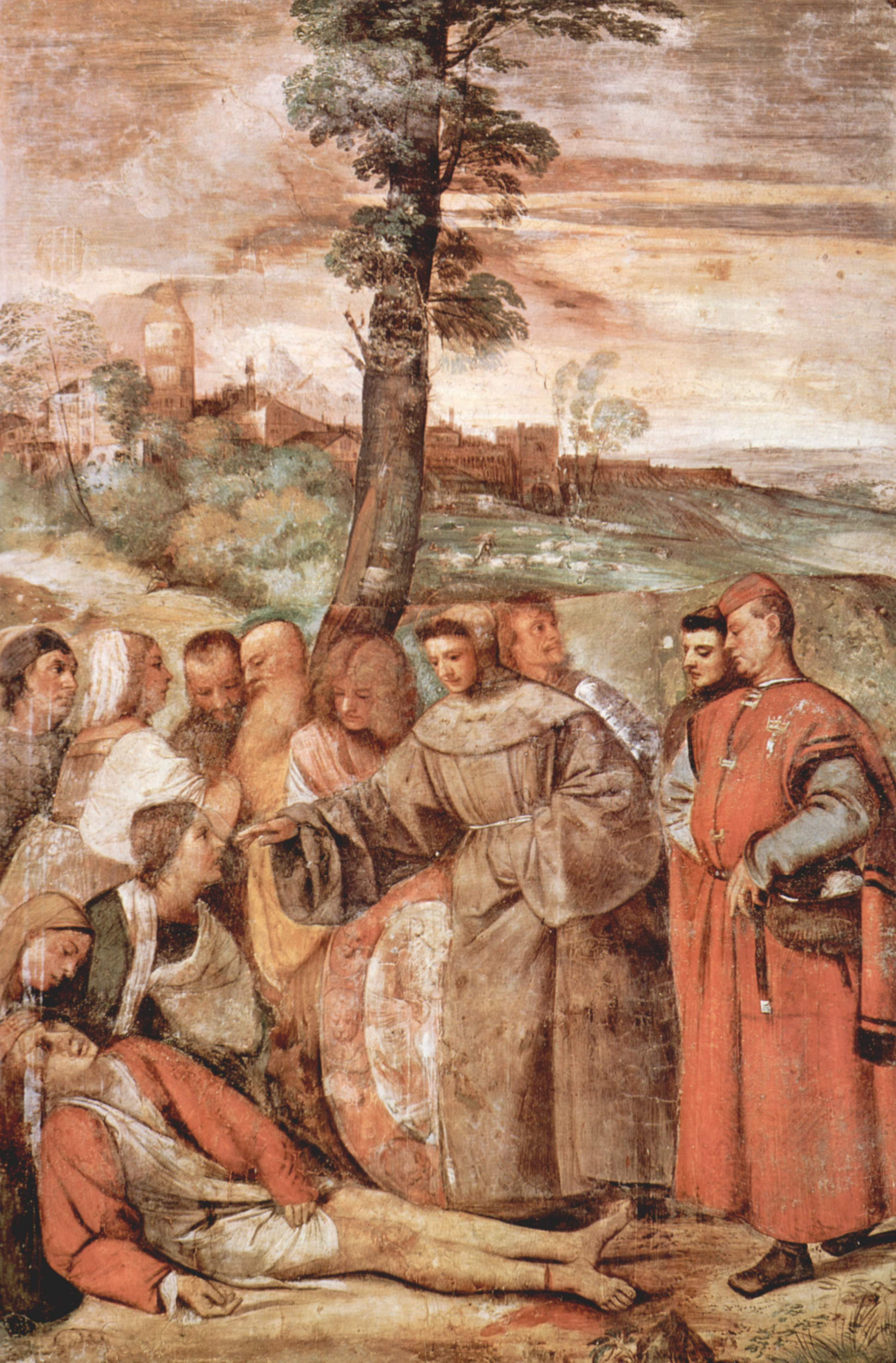
Das Wunder der Heilung eines abgeschlagenen Beines (1511), Fresko, Scuola del Santo, Padua

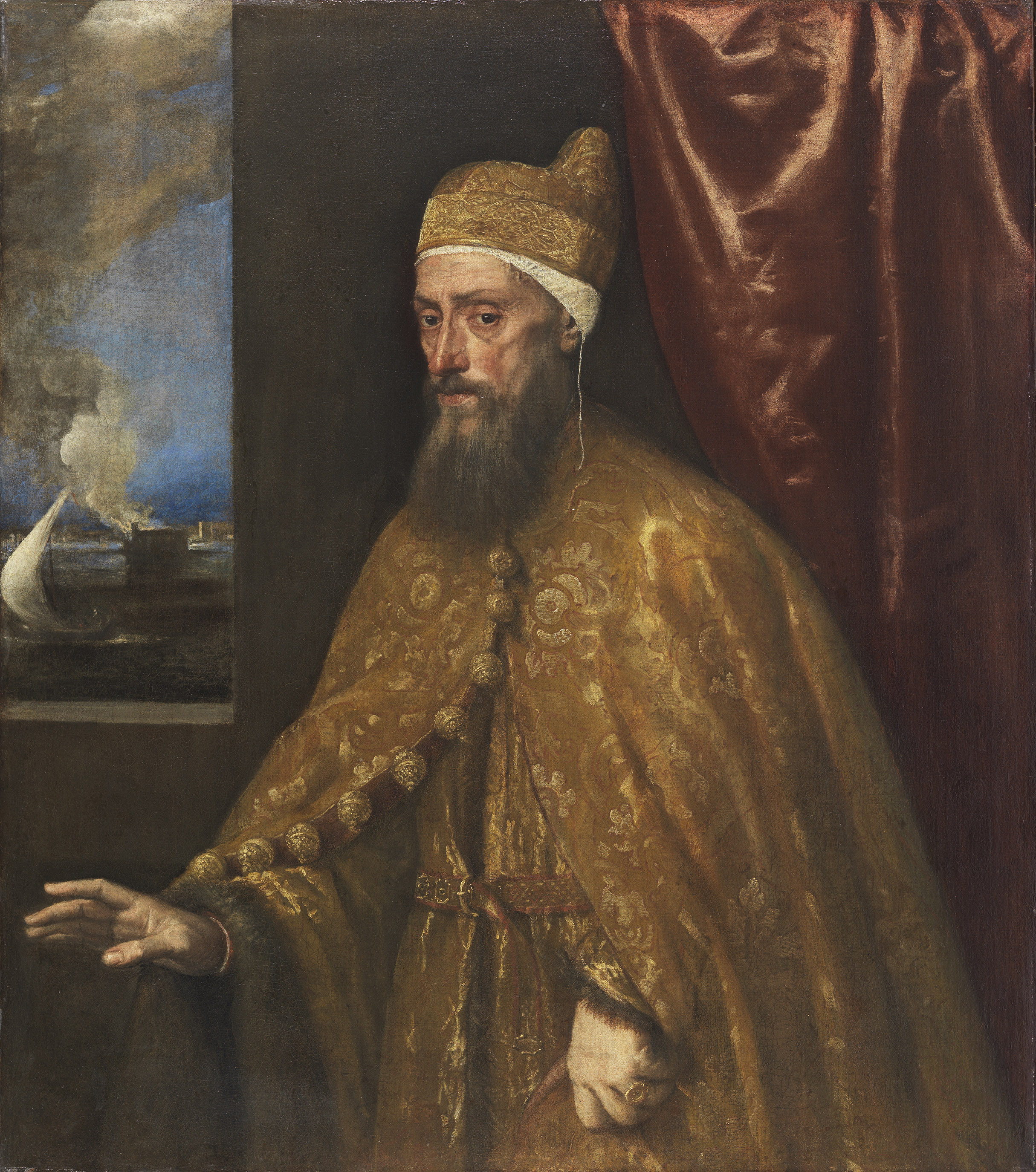
Porträt des Dogen Francesco Venier, Museo Thyssen-Bornemisza, Madrid

### Karriere und erste wichtige Erfolge (1510–1530)
Der Tod Giorgiones (1510) und Giovanni Bellinis (1516) ließ Tizian ohne ernstzunehmende Rivalen in der venezianischen Schule zurück. Für die nächsten sechzig Jahre sollte Tizian der unumstrittene Hauptmeister der venezianischen Malerei sein.
Nachdem er die Einladung des Humanisten Pietro Bembo abgelehnt hatte, in den Dienst des Heiligen Stuhls zu treten, erhielt Tizian 1513 das unter Künstlern begehrte Maklerpatent La Senseria am Fondaco dei Tedeschi. Im selben Jahr eröffnete er eine Werkstatt am Canal Grande bei San Samuele. Erst 1517 erhielt Tizian dann die Privilegien einer Sinekure der Stadt Venedig, um die er sich schon Jahre zuvor beworben hatte: Er wurde Superintendent der Regierung. Als solcher musste er vor allem Bellinis Gemälde im Großen Ratssaal fertigstellen. Außerdem sollte er noch die beschädigte Schlachtendarstellung in der Sala del Collegio aus dem 14. Jahrhundert durch ein Ölgemälde ersetzen. Mit der Stadt Venedig ging er einen weiteren Vertrag ein: Er erhielt pro Jahr ein fixes Salär von 20 Kronen und wurde außerdem von einigen Steuern befreit. Im Gegenzug dazu verpflichtete er sich, zeitlebens alle Dogen zum Festpreis von 8 Kronen zu porträtieren.
In den Jahren 1516 bis 1530 gab Tizian den giorgionesken Stil auf und wandte sich einem monumentaleren Stil zu. In diesen Jahren nahm er Beziehungen zu Alfonso d’Este (1516 reiste er erstmals nach Ferrara) auf, für den er das Venusfest (1518–1519), das Bacchanal (1518–1519, beide im Prado, Madrid) und Ariadne auf Naxos (in der National Gallery, London) malte. In Ferrara schloss er Freundschaft mit dem Dichter Ludovico Ariosto, den er mehrfach porträtierte. Ebenfalls kam er mit dem Herzog von Mantua Federico II. Gonzaga in Kontakt, der später sein bedeutendster Mäzen wurde. Zur gleichen Zeit führte Tizian seine Reihe von kleinformatigen Frauen- und Madonnenbildern fort. Diese, wohl meist nach dem Bild venezianischer Kurtisanen erstellten Frauendarstellungen gehören zu den frühen Höhepunkten seines Schaffens. Von Bedeutung sind hierbei: Madonna mit dem Kind (La Zingarella), Salome, Flora, Junge Frau bei der Toilette. Wichtigstes Werk dieser Zeit ist jedoch Himmlische und irdische Liebe.
Von 1516 bis 1518 entstand das wohl bedeutendste Bild seiner Karriere, die Himmelfahrt Mariä (sogenannte Assunta) für die Kirche Santa Maria Gloriosa dei Frari in Venedig. Im 19. Jahrhundert war das Gemälde jahrzehntelang in der Accademia in Venedig ausgestellt, kehrte dann aber wieder an seinen ursprünglichen Platz zurück. Die Assunta war zur damaligen Zeit eine Sensation. So meinte Dolce: „Die Größe und Schrecklichkeit eines Michelangelo und die Lieblichkeit und Anmut eines Raffael vereinigen sich so zum ersten Mal in dem Meisterwerk eines jungen venezianischen Malers“. Sogar die Signoria nahm das Gemälde zur Kenntnis und stellte fest, dass Tizian ihr zugunsten seine Verpflichtungen im Großen Ratssaal vernachlässigte. In den folgenden Jahren führte Tizian den Stil der Assunta fort. Seinen Höhepunkt erreichte dies mit der Madonna des Hauses Pesaro (Santa Maria Gloriosa dei Frari, Venedig). Zu dieser Zeit befand sich Tizian auf dem Höhepunkt seines Ruhms.
1525 heiratete er seine Frau Cecilia und legitimierte damit ihr erstes Kind Pomponio. Zwei weitere sollten folgen, darunter Tizians Lieblingssohn und späterer Assistent Orazio. Im Jahr 1527 schloss er zudem Bekanntschaft und recht rasch eine enge Freundschaft mit Pietro Aretino, dessen Porträt er für Federico Gonzaga malte. Im selben Jahr lernte er Jacopo Sansovino kennen, der als Flüchtling vor dem Sacco di Roma nach Venedig kam. 1530 starb seine Frau während der Geburt ihrer Tochter Lavinia. Mit seinen drei Kindern zog er um und überzeugte seine Schwester Orsa davon, nach Venedig zu kommen, um den Haushalt zu übernehmen. Das neue Haus befand sich im Biri Grande, einem damals sehr vornehmen Stadtteil Venedigs, der, am Meer liegend, für seinen Blick auf Murano und die Alpen und auch für seine „üppigen“ Gärten bekannt war.

### Hochzeit (1530–1550)

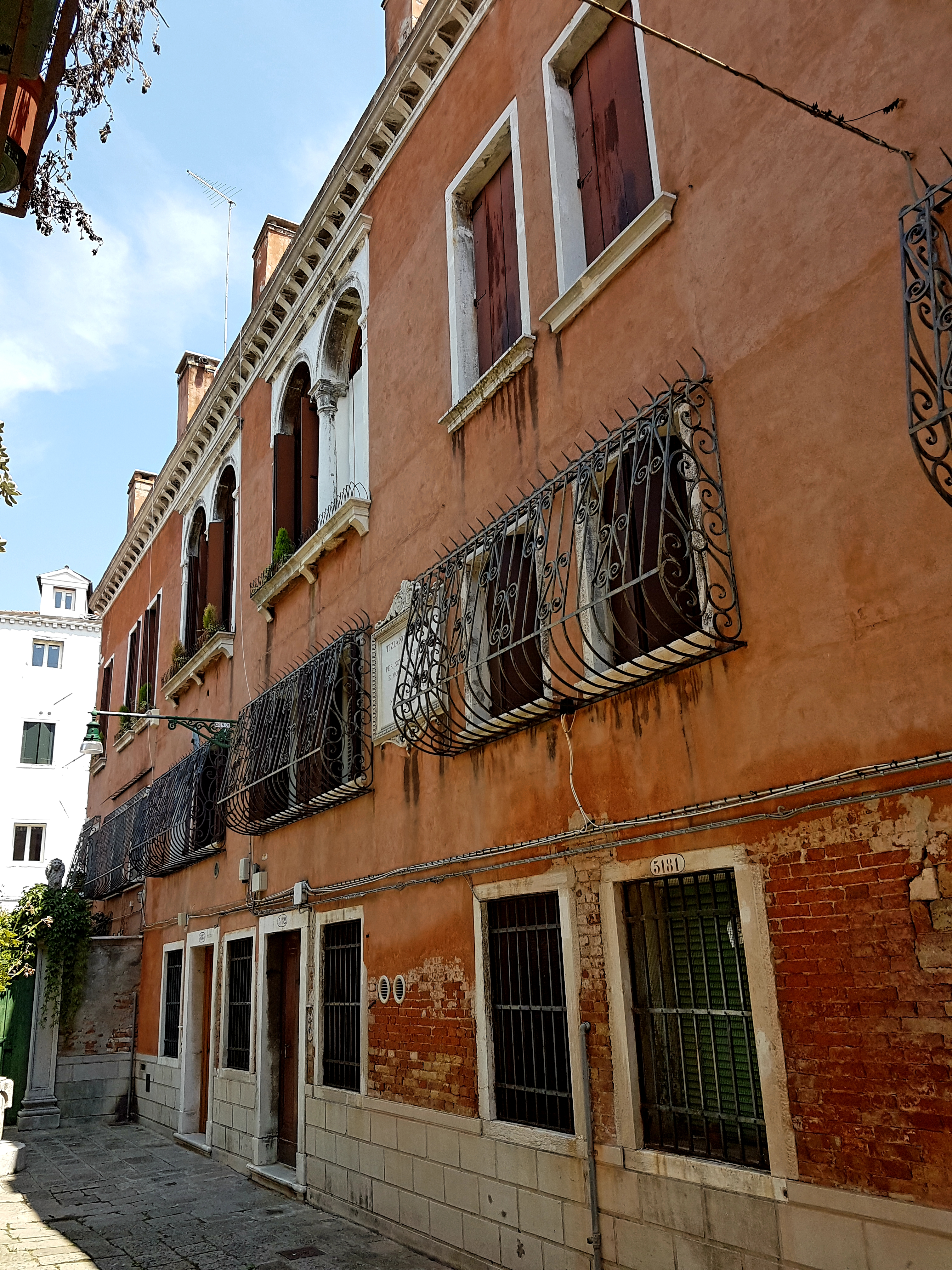
Tizians Wohnhaus in Venedig-Cannaregio

1530 schuf er den außergewöhnlichen, bereits zur Epoche des Barock hinführenden Tod des Petrus Martyr für die Kirche San Zanipolo (1867 durch Feuer einer österreichischen Granate zerstört). Einzige verbliebene Zeugnisse des Gemäldes sind Kopien und Stiche. Ausgehend hiervon entwickelte er einen neuen, differenzierteren Stil, sodass in der Zeit von 1530 bis 1550 seine kreative Schaffenskraft nochmals zu einem Höhepunkt kam.
1532 begab sich Tizian im Auftrag von Federico Gonzaga nach Bologna, wo gerade Kaiser Karl V. weilte. Tizian porträtierte den Habsburger zweimal, wobei er den extrem vorstehenden Unterkiefer des Kaisers im Gegensatz zu seinem Konkurrenten Jakob Seisenegger stark schönte (Porträt Karl V. mit Ulmer Dogge, 1532, KHM Wien). Daraufhin wurde er am 10. Mai 1533 zum kaiserlichen Hofmaler und zum Ritter vom Goldenen Sporn ernannt. Auch seine Kinder wurden geadelt, was für einen Maler eine außergewöhnliche Ehre war. Die aufgrund der Vernachlässigung der Arbeiten im Dogenpalast unzufriedene venezianische Regierung entzog ihm 1537 sein Maklerpatent zugunsten von Giovanni Antonio da Pordenone, dem zu dieser Zeit einzigen Rivalen Tizians. Jedoch verstarb dieser Ende des Jahres 1539, sodass Tizian das Patent zurückerhielt. In der Zwischenzeit wandte er sich pflichtbewusst seinen Arbeiten im Dogenpalast zu. Außerdem hatte er die dem Rat schon lange versprochene, heute nur noch in Fontanas Stich erhaltene Schlacht bei Cadore (im großen Ratssaal) in Freskotechnik gemalt.
In Bezug auf materiellen Reichtum und beruflichen Erfolg kann seine zu diesem Zeitpunkt erreichte Stellung nur noch mit der von Raffael, Michelangelo und zum späteren Zeitpunkt von Peter Paul Rubens verglichen werden. 1540 erhielt Tizian eine Pension der D’Avalos, dem Marquis del Vasto und darüber hinaus eine jährliche Zahlung Karls V. aus dem Staatsschatz von Mailand in Höhe von 200 Kronen (die später sogar noch verdoppelt wurde). Eine weitere Einnahmequelle war ein im Jahr 1542 abgeschlossener Vertrag zur Getreideversorgung von Pieve. Er besuchte seinen Geburtsort fast jedes Jahr und war dort ebenso einflussreich wie großzügig. Dort hielt sich Tizian meist in einer Villa am benachbarten Manza-Hügel auf. Von hier aus beobachtete er die Form und Beschaffenheit der Landschaft, wobei sich die hierbei gewonnenen Erkenntnisse in seinen Landschaftsdarstellungen zeigen.
Seit 1542 bemühte sich Papst Paul III., Tizian nach Rom zu holen, wobei der Künstler erst vier Jahre später dem Ruf folgte. Sein Ziel war ein päpstliches Lehen für seinen Sohn Pomponio, womit dessen Lebensunterhalt gesichert gewesen wäre. Dieses Lehen wurde dem Künstler jedoch verweigert. Trotzdem wurde ihm ein gebührender Empfang bereitet, er wurde zum Ehrenbürger der Stadt ernannt und trat in dieser Würde gleichsam die Nachfolge des großen Michelangelo an. Außerdem hätte er Sebastiano del Piombos einträglichen Posten übernehmen können. Dieses Projekt scheiterte jedoch, als ihn Karl V. 1546 nach Augsburg beorderte.
Auf der Rückreise von Rom Richtung Norden besuchte Tizian Florenz und traf 1548 in Augsburg ein, wo er den Kaiser mehrmals porträtierte. Das Porträt Karls V. in der Münchener Pinakothek, das lange für ein Tizian-Werk gehalten wurde, stammt – wie mittlerweile nachgewiesen – nicht von Tizian, sondern von Lambert Sustris. Tizian kehrte zwar bald wieder nach Venedig zurück, wurde aber 1550 von Philipp II. wiederum nach Augsburg gerufen. Dieser war auch nach seiner Rückkehr nach Venedig noch einer seiner Hauptauftraggeber.

### Letzte Lebensjahre (1550–1576)

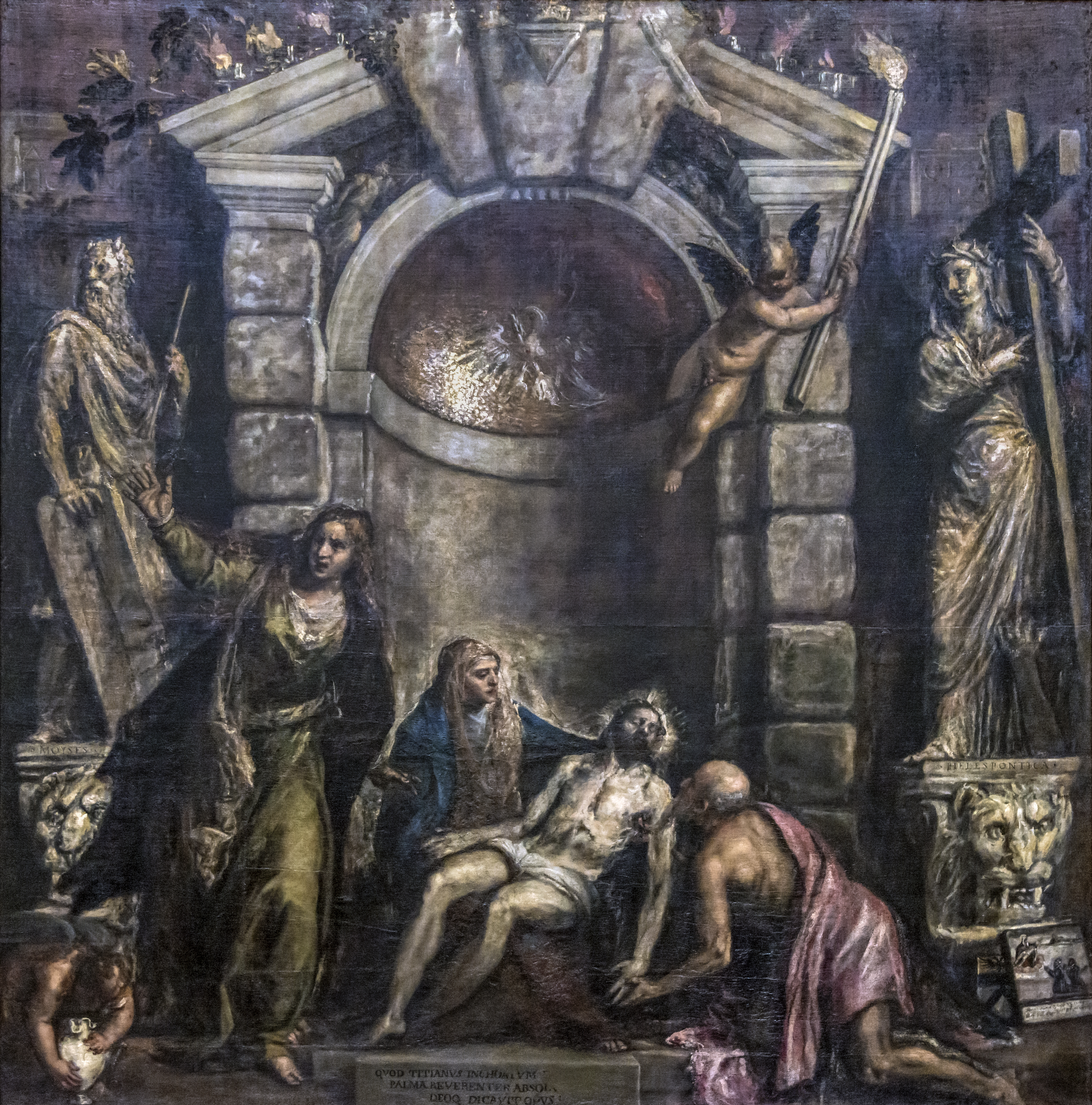
Pietà (Mitte der 1570er Jahre), Galleria dell’Accademia, Venedig

Während der letzten 25 Jahre seines Lebens (1550–1576) arbeitete Tizian hauptsächlich für Philipp II. und als Porträtist. Aus dieser Schaffensphase stammt das Gemälde Bildnis eines Feldherrn. Er begann daher, sich aus dem Geschehen in Venedig mehr und mehr zurückzuziehen. Durch den Umstand, dass er viele der durch seine Schüler angefertigten Kopien selbst vollendete, gibt es auch bei seinem Spätwerk große Schwierigkeiten bei Zuschreibung und Datierung. 1555 war Tizian auf dem Konzil von Trient. 1556 sprach er Paolo Veronese bei der Bewertung von Gemälden für Sansovinos Bibliothek den ersten Preis zu. 1566 wurde er in die florentinische Akademie aufgenommen und erhielt vom Rat der Zehn die Kontrolle über die Drucke, die nach seinen Werken angefertigt wurden. Auch gegen Ende seines Lebens nahm er weitere Aufträge an. Zu dieser Zeit war sein Hauptauftraggeber nach wie vor Philipp II., für den er die berühmte Reihe Poesie mit mythologischen Bildern malte.
Einer seiner treuesten Gefährten zu dieser Zeit war sein Neffe Marco Vecellio, auch genannt Marco di Tiziano. Er begleitete seinen Meister während dieser Zeit und imitierte dessen Maltechnik. Auch hinterließ Marco einige fähige Werke, so zum Beispiel das Treffen Karls V. mit Papst Clement VII. (1529) im Dogenpalast und Mariä Verkündigung in der Kirche San Giacomo di Rialto. Auch ein Sohn Marcos, genannt Tizianello, war Anfang des 17. Jahrhunderts als Maler tätig.

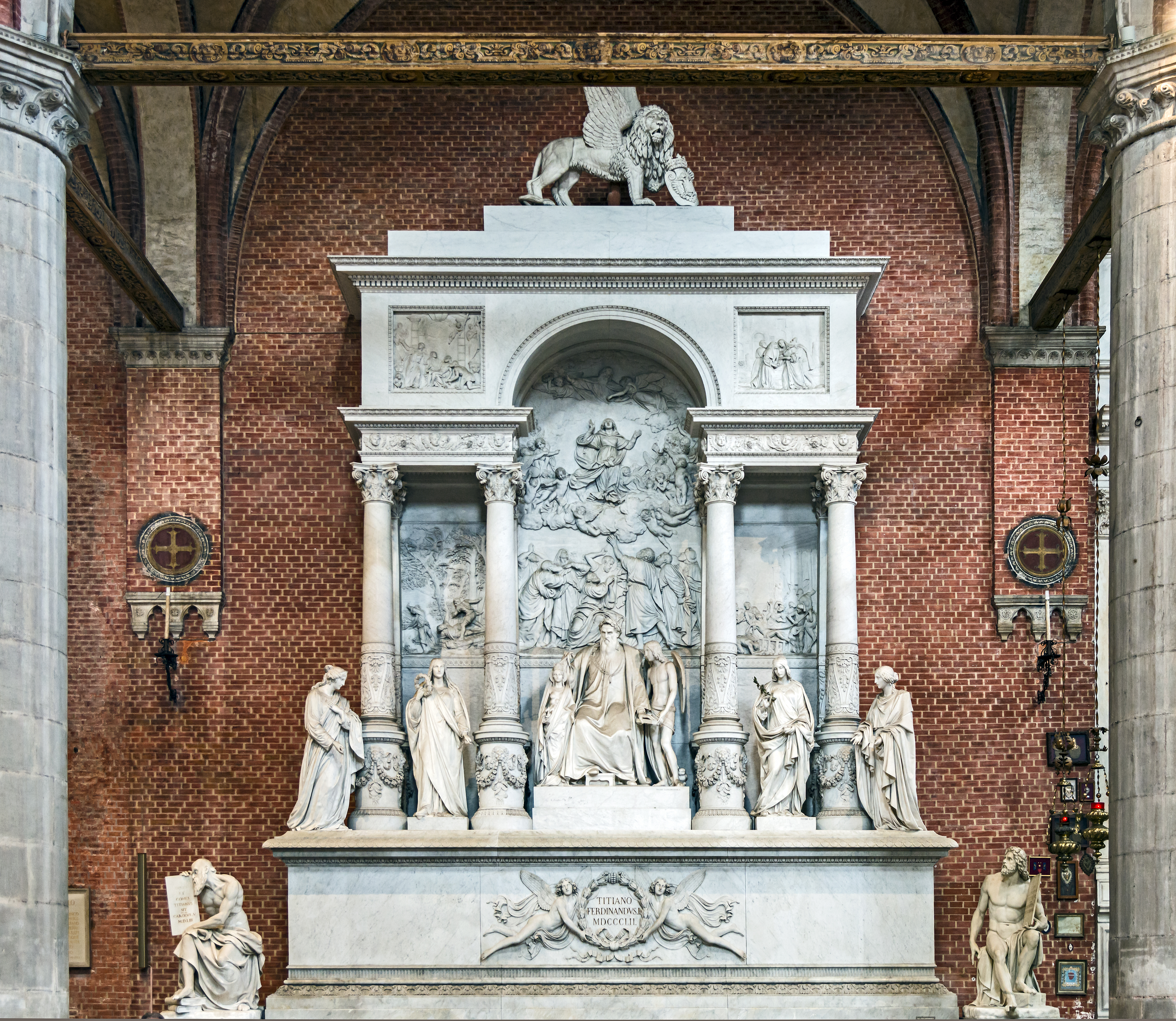
Grab von Tizian in Venedig.

Tizian hatte seine Tochter Lavinia mit Cornelio Sarcinelli di Serravalle verlobt. Sie war den Berichten nach eine gut aussehende junge Frau, an der er sehr hing und die er häufig malte. Nach dem Tod ihrer Tante Orsa hatte sie den Haushalt Tizians übernommen. Wegen des stattlichen Einkommens Tizians erlangte sie eine gesicherte finanzielle Position. 1554 fand die Hochzeit mit Cornelio statt, jedoch starb sie bereits 1560 während einer Geburt. In dieser Zeit erlebte Tizian weitere schwere Schicksalsschläge. Sein enger Freund Pietro Aretino starb unerwartet 1556. Ein einschneidendes Erlebnis in seinem Leben war auch der Tod seines Intimus Jacopo Sansovino im Jahre 1570. Karl V., mit dem ihn eine aufrichtige Dankbarkeit und fast schon Freundschaft verband, starb 1558, sein Bruder Francesco 1559. Sein drastischer Stilwechsel im Vergleich zu seinen früheren Meisterwerken der Hochrenaissance mag auch in diesen persönlichen Schicksalsschlägen begründet sein, was unter anderem einigen Briefen an Philipp II. entnommen werden kann. Die Werke, die er in dieser Zeit schuf, scheinen so durch diese Erfahrungen des Älterwerdens geprägt.
Als Begräbnisort hatte Tizian ursprünglich die Kreuzkapelle in der Kirche Santa Maria Gloriosa dei Frari gewählt. Im Gegenzug dafür bot er den Franziskanern, denen die Kapelle gehörte, ein Bild der Pietà an. Auf diesem sind er selbst und Orazio vor dem Heiland stehend abgebildet. Das Werk wurde fast vollendet, jedoch kam es zu Streitigkeiten über das Bild. Schließlich legte Tizian seinen Geburtsort Pieve di Cadore als Begräbnisstätte fest. Tizian starb in hohem Alter am 27. August 1576 in Venedig an der Pest, wobei er das einzige kirchlich beigesetzte Opfer der Epidemie war. Er wurde schließlich doch in der Kirche Santa Maria Gloriosa dei Frari beigesetzt, das Gemälde der Pietà wurde von Palma il Giovane fertiggestellt. Tizians großzügige Villa wurde während der Pest von Dieben geplündert. Kurz nach Tizians Tod starb auch sein Sohn und Gehilfe Orazio an derselben Krankheit. Als König von Lombardo-Venetien erteilte schließlich Ferdinand von Österreich den Auftrag, ein großes Monument für Tizians Grab, das zuvor nicht einmal eine Gedenkinschrift trug, zu schaffen. Der Auftrag wurde von zwei Schülern des Antonio Canova zwischen 1838 und 1852 ausgeführt.

## Werk
Tizian war neben Raffael einer der ersten Künstler, die den Wert ihrer Gemälde durch das Beifügen einer Signatur erhöhten. Während seines gesamten Schaffens signierte Tizian mit TICIANUS F. Diese arbeitete er oft, besonders zu Beginn seines Schaffens, in die entsprechenden Gewänder der dargestellten Personen ein. Oft kann aus der Form der verwendeten Signatur auf die Beziehung Tizians zu der dargestellten Person geschlossen werden. Wie diese Signaturen im Einzelnen zu interpretieren sind, bleibt jedoch im Unklaren.

### Kunstauffassung

Auswahl der Porträtwerke Tizians
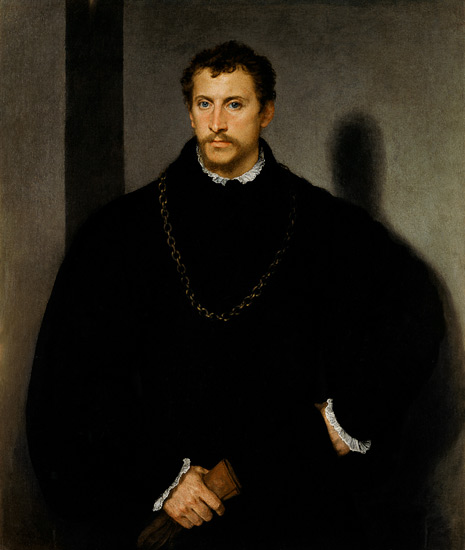
Der junge Engländer, 1540–1545, Palazzo Pitti, Florenz
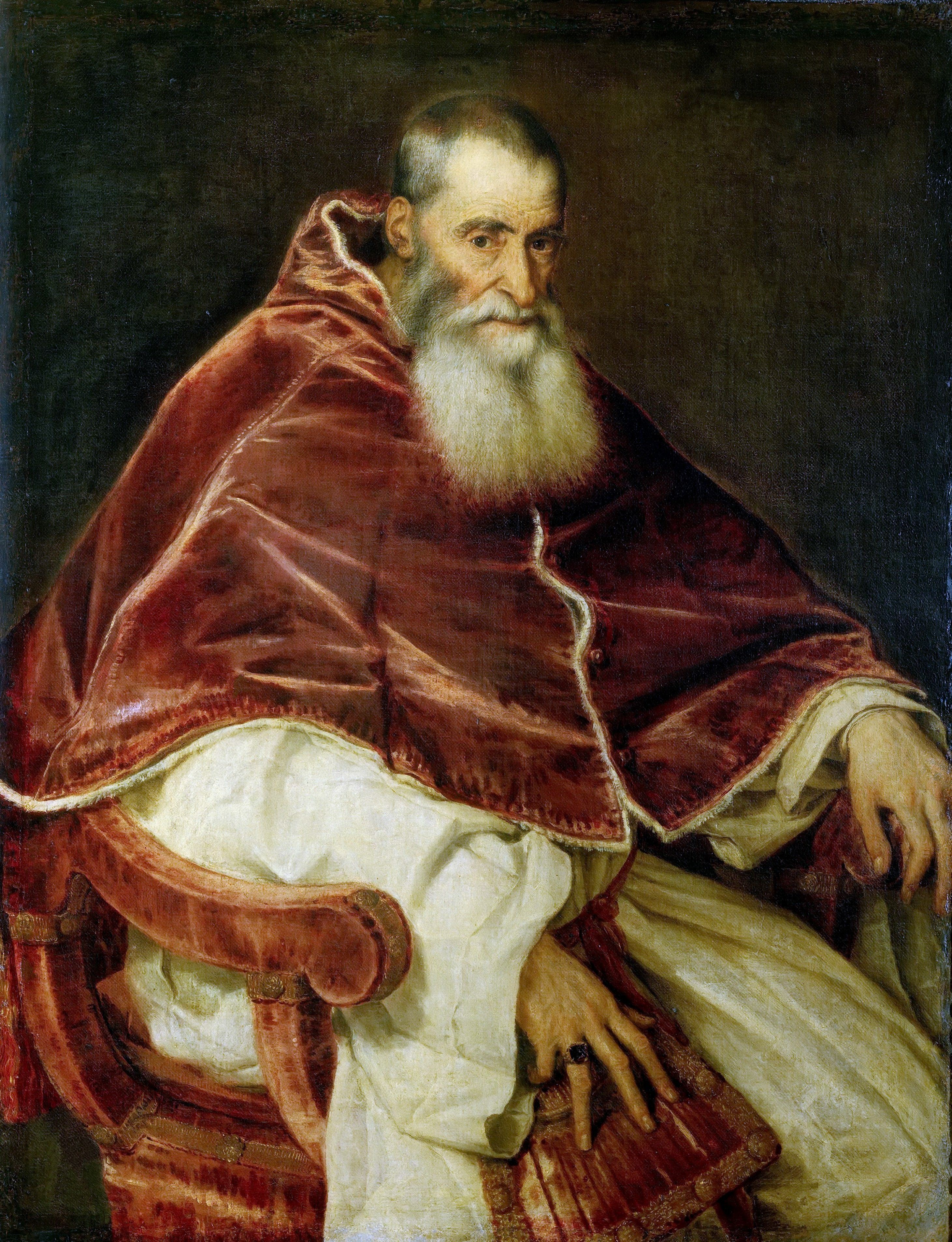
Papst Paul III., 1543, Museo di Capodimonte, Neapel
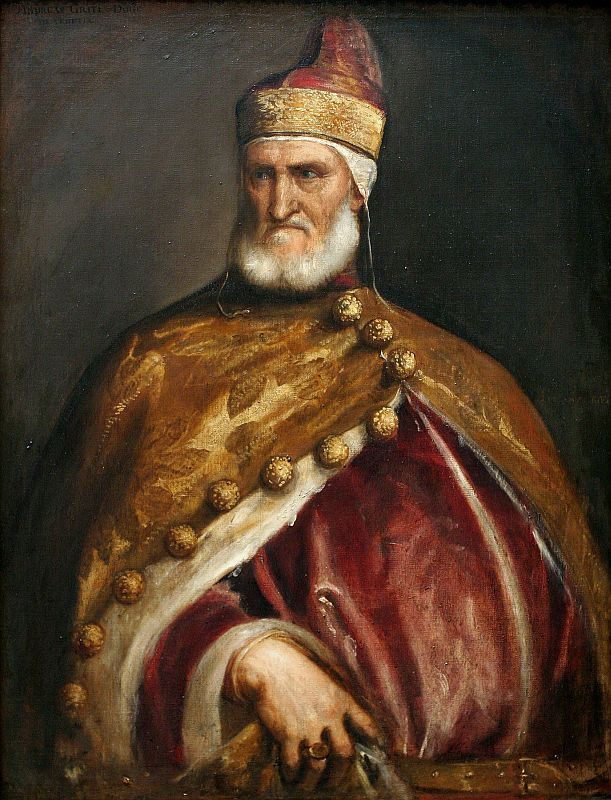
Porträt des Dogen Andrea Gritti, um 1545, National Gallery of Art, Washington
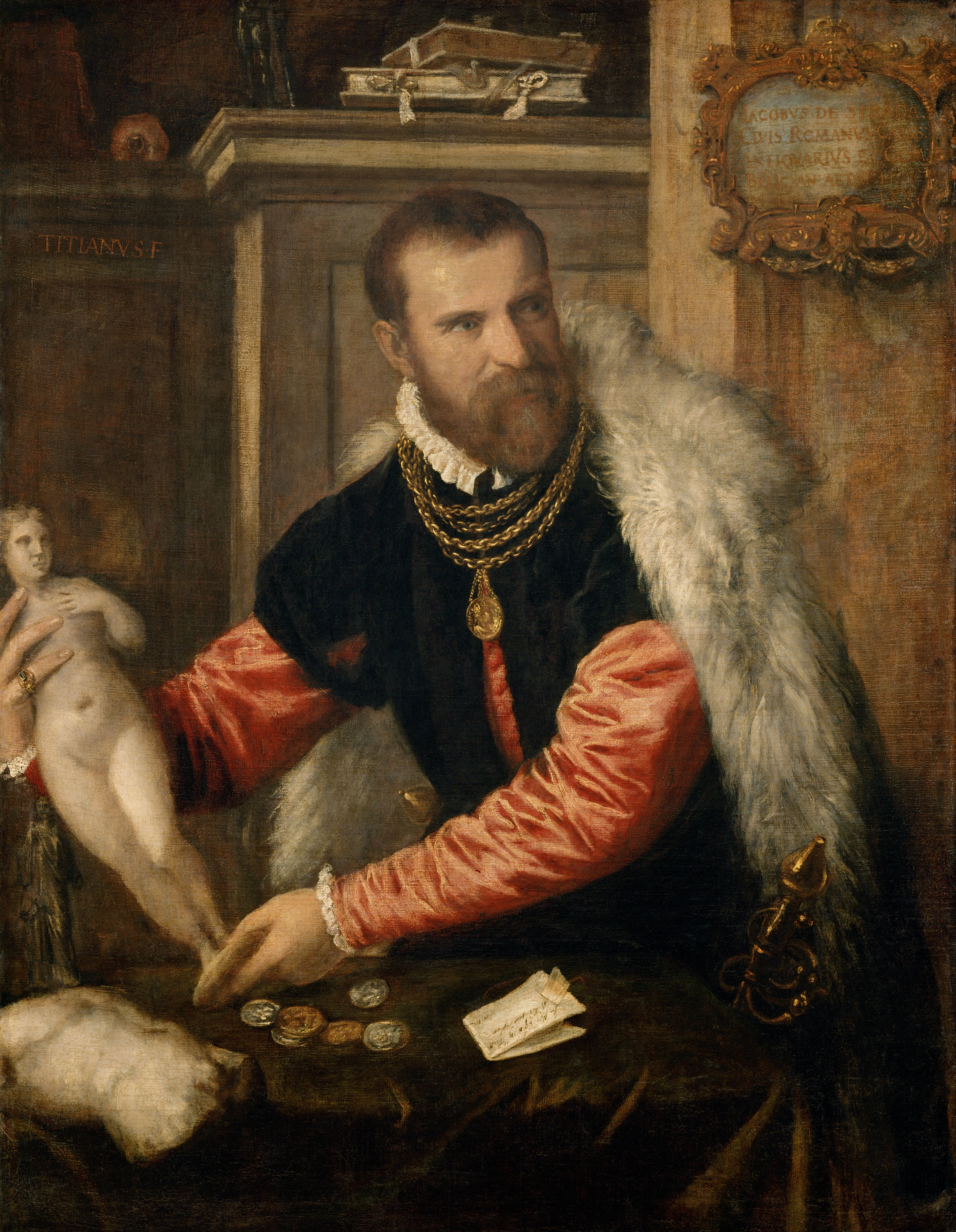
Jacopo Strada, 1567–1568, Kunsthistorisches Museum, Wien

- La Schiavona, um 1508–1510, National Gallery, London
- Bildnis eines jungen Mannes, um 1511, National Gallery, London
- Francesco Maria della Rovere, 1536–1538, Uffizien, Florenz
- La Bella, 1536, Palazzo Pitti, Florenz

Von seiner Kunstauffassung her war Tizian weniger klassisch/idealistisch als etwa Raffael oder Michelangelo. Er kam vor seiner Romreise 1546 wohl nur sehr selten in Kontakt mit antiken Kulturgütern. Nie studierte er diese derart intensiv und nachahmend wie das etwa bei den römischen Malern der Fall war. In Tizians Werk vereint sich eine elementarstarke Physis mit den Traditionen der venezianischen Kunst. Seine Personen sind nicht durchgeistigt oder stilisiert wie die der großen römischen Meister, sondern lebendig und omnipräsent, was auch häufig als Malkraft bezeichnet wird.

„Tizians Kunst ist der Ausdruck eines Naturells, in dem sich die Gelassenheit einer elementarstarken Physis mit geistiger Individualität, mit den Traditionen Venedigs und mit den Bedürfnissen und Vorstellungen einer neu sich bildenden Gesellschaft […] in sich vereinigt.“

Im Gegensatz zu Michelangelo war diese physisstarke Darstellung weniger Mittel zur Hervorbringung von künstlerischem Ausdruck, sondern Selbstzweck. Die Macht wirkt in seinen Bildern elementar, indem sich menschliche Handlungen mit der Umwelt (wie etwa dem Wüten eines Sturmes oder das Herunterstürzen eines Felsblocks) vereinigen. Weiters ist Tizian wohl der größte Kolorist der italienischen Renaissance, so geht die Bezeichnung tizianrot auf ihn zurück. Oft wird er auch auf seine neuartige Farbgebung beschränkt und die Wirkung seiner Gemälde damit erklärt. Durch die Kolorierung seiner Bilder zeigte er jedoch auch einen gewissen sehnsüchtigen Drang, der seinen Bildern ihre große Sensibilität gibt. Seine Sehnsucht und Gottesfurcht sind nicht abstrakt, sie ist aber auch nicht wie bei Raffael oder Michelangelo ausdrücklich gestaltet. In den Darstellungen der Heiligen ist Tizian weder der Heilige noch der Sublime. Seine Sehnsucht verwirklicht sich in der von ihm dargestellten Natur. Obwohl er zweifellos einer der Hauptmeister der Hochrenaissance ist, behält er in seinem Stil etwas typisch "venezianisches" bei, das ihn von den römischen Meistern der Zeichenkunst, wie Raffael und Michelangelo, unterscheidet.

Auswahl der Porträtwerke Tizians
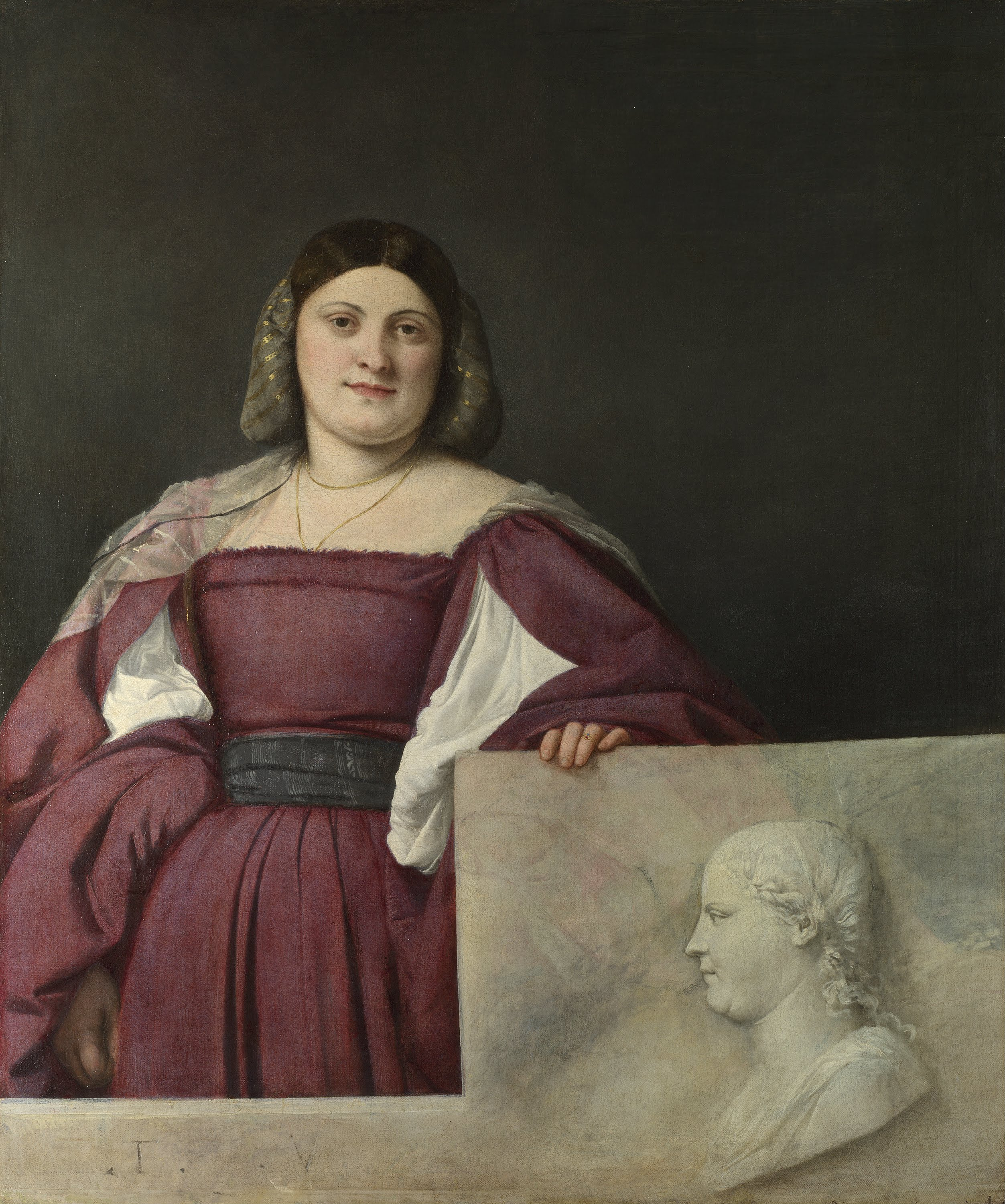
La Schiavona, um 1508–1510, National Gallery, London
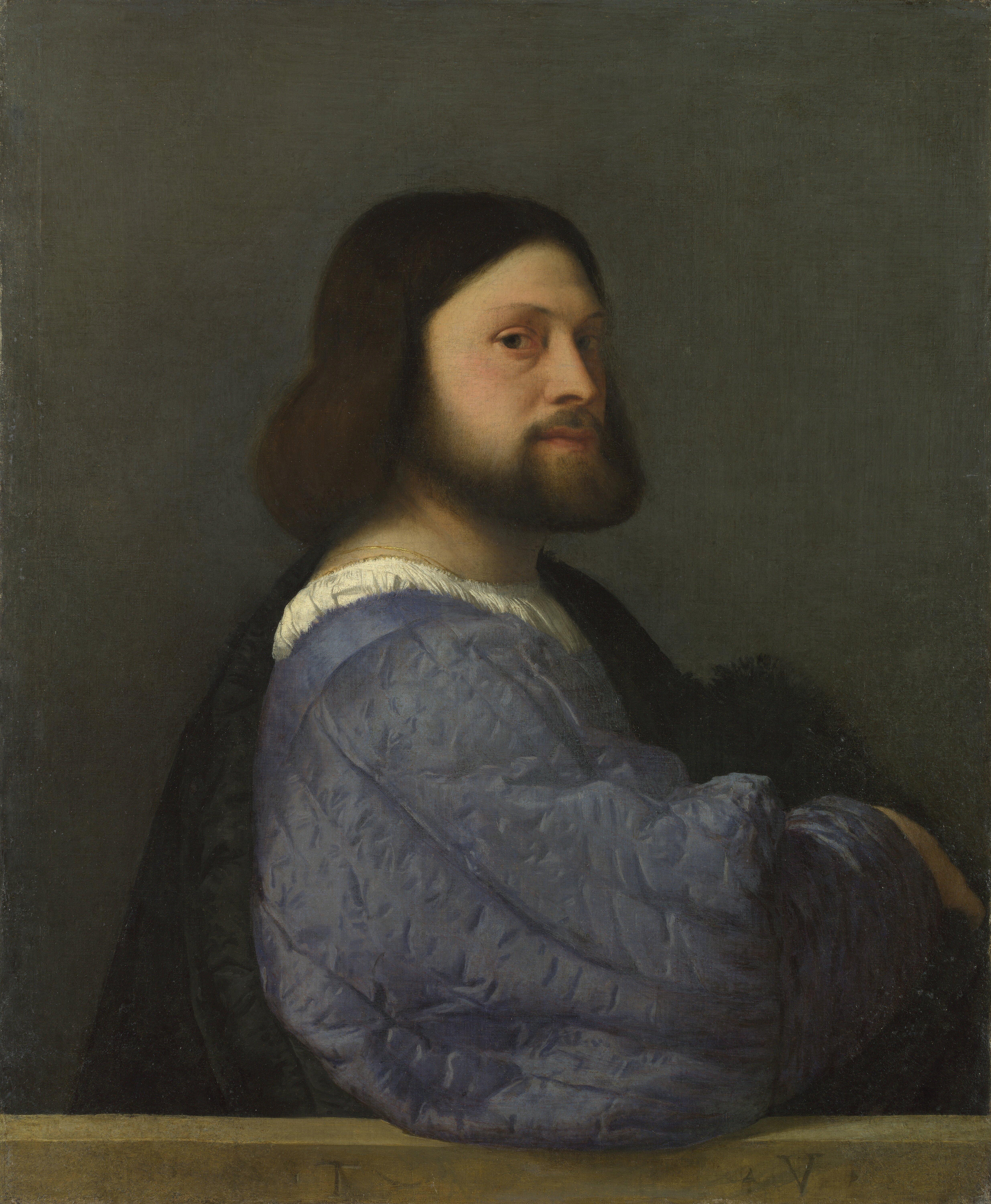
Bildnis eines jungen Mannes, um 1511, National Gallery, London
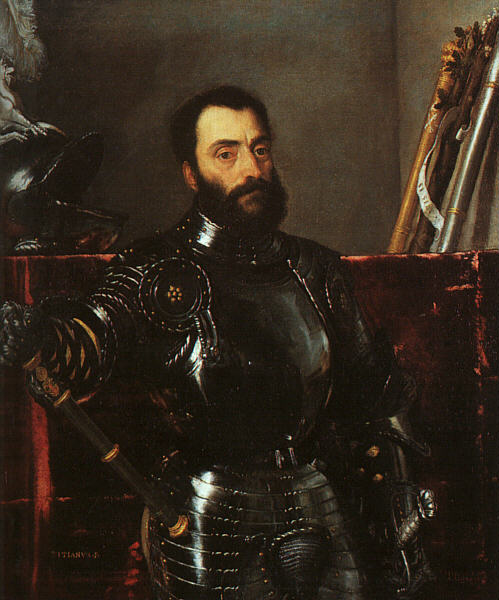
Francesco Maria della Rovere, 1536–1538, Uffizien, Florenz
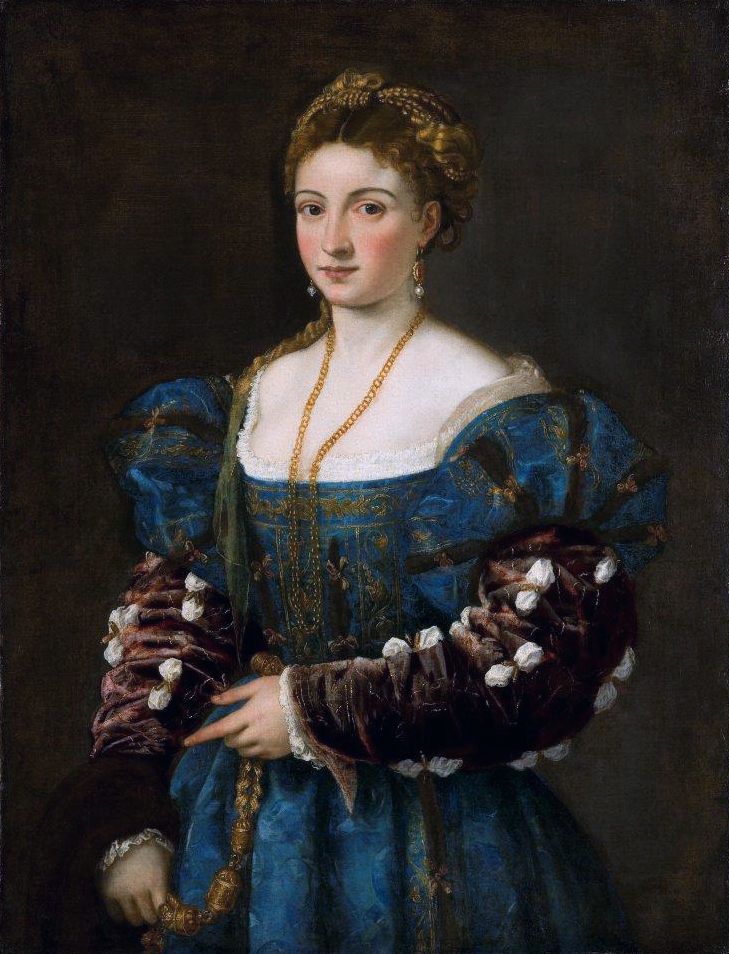
Der junge Engländer, 1540–1545, Palazzo Pitti, Florenz
- Papst Paul III., 1543, Museo di Capodimonte, Neapel
- Porträt des Dogen Andrea Gritti, um 1545, National Gallery of Art, Washington
- Jacopo Strada, 1567–1568, Kunsthistorisches Museum, Wien

Ungewöhnlich ist der lange Zeitraum den Tizians Œuvre umfasst. Es erstreckt sich über mehr als sieben Jahrzehnte und ist nahezu deckungsgleich mit der Hochblüte der venezianischen Malerei. Dieser lange Entwicklungsprozess wird auch in der Tizians Werken eigenen Erhabenheit deutlich. Er umspannt somit die gesamte Geschichte des wechselvollen 16. Jahrhunderts und damit der Hochrenaissance und von Teilen des Manierismus. Eine Besonderheit, die auch in Tizians langer Schaffenszeit begründet sein könnte, sind die in seinem Werk klar ausgeprägten und voneinander unterscheidbaren Schaffensperioden.
Zu Beginn seines Schaffens zeigt sich noch seine langwierige Suche nach neuen, modernen Konventionen, die jene des 15. Jahrhunderts ablösen konnten. Daraufhin folgte seine Hauptschaffensperiode, die sich ebenfalls noch genauer unterteilen lässt. Seine Spätwerke weisen dann bereits zum Barockstil von Rubens, Rembrandt und Watteau hin und heben sich stilistisch deutlich von seinen anderen Werken ab.
Als erster italienischer Künstler mit wahrhaft internationaler Klientel hatte Tizian dies zu einem großen Teil seinen Porträts zu verdanken. Die Porträtmalerei machte es möglich, Kontakte zu neuen Auftraggebern zu knüpfen und alte Beziehungen zu pflegen. Da Tizian nur ungern reiste, mussten sich die Auftraggeber selbst zum Meister nach Venedig begeben, um von ihm porträtiert zu werden. Das Privileg, dass Tizian den Darzustellenden aufsuchte, war lediglich Kaiser Karl V. oder Papst Paul III. vorbehalten. Seine künstlerischen Ziele lagen genau im Trend der Zeit, die Bildnisse mehr und mehr dazu verwendete ein selbstbewusstes öffentliches Bild zu formen. Die Hauptcharakteristika dieser Porträts waren ein „ausreichend schmeichelhaftes Konterfei, eine Darstellung der öffentlichen und privaten Stellung […] sowie eine zurückhaltende Charakterisierung, […] die den Dargestellten lebensvoll erscheinen lassen sollte“. Tizian zeichnet sich hierbei dadurch aus, dass er Persönlichkeit und Stimmung der Porträtierten sehr präzise beschreibt und dieses psychologische Profil mit der Anspielung auf den gesellschaftlichen Rang des Dargestellten verknüpft. Das ermöglicht ihm „unter dem Deckmantel der Wahrheit zu schmeicheln“. Gerade deshalb wurden seine Porträts so oft als lebensecht gepriesen und waren geradezu bahnbrechend für die damalige Zeit. Carlo Ridolfi sagt aus, er sei sich dieses speziellen Stils bewusst gewesen und habe deshalb alle, die ein einfaches, ehrliches Porträt von sich wollten, an den Maler Giovanni Battista Moroni verwiesen.

### Die Anfänge (bis 1510)

Fresko Das Wunder des sprechenden Neugeborenen, 1511, Scuola del Santo, Padua

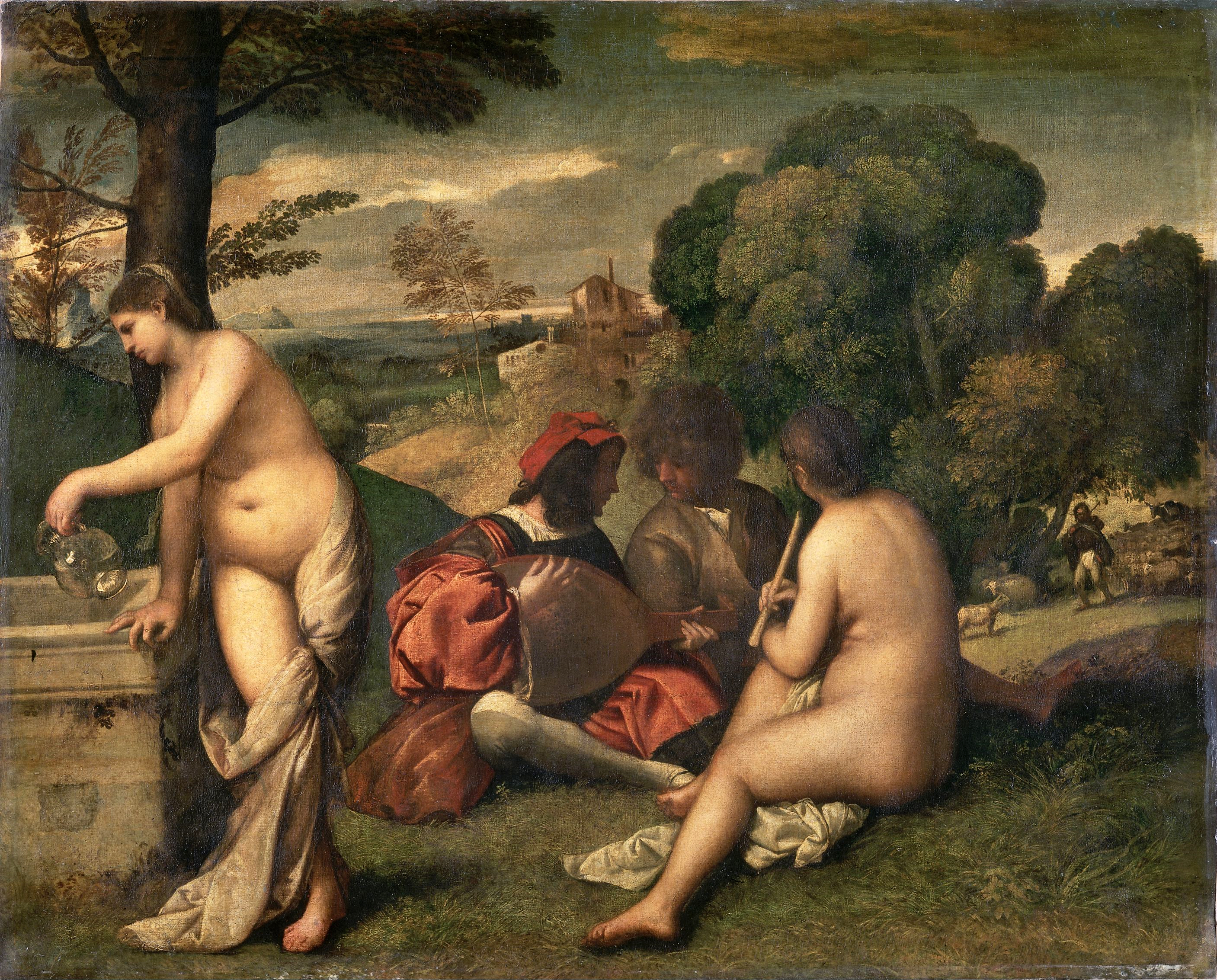
Ländliches Konzert, 1511, Louvre, Paris

Die Frühphase Tizians ist durch eine starke Ähnlichkeit mit dem Werk Giorgiones geprägt. Der Hauptunterschied zwischen den beiden aufstrebenden Künstlern der Serenissima besteht in der Personendarstellung. Während Giorgiones Werke entrückt, sachlich und durchgeistigt sind, zeichnet sich Tizians Werk schon in dieser Zeit durch eine vergleichsweise starke physische Präsenz und Interaktion der dargestellten Personen aus. Doch bleibt die Zuschreibung vieler Werke dieser „Frühzeit“ weiterhin umstritten, was nicht überraschend ist, da beide Künstler in der gleichen Werkstatt zusammenarbeiteten. Bis heute ist nicht geklärt, ob nicht Tizian zeitweise sogar Giorgiones Lehrling war.
Auffällig ist auch der lange Lernprozess, der sich in Tizians Bildern zeigt. Während Giorgiones Bilder nichts von jugendlicher Unbeholfenheit oder Unerfahrenheit erkennen lassen, sondern vor allem durch ihre Frische bestechen, sind Tizians Frühwerke noch relativ unsicher und stilistisch unausgegoren. Sie lassen zwar sein Talent erahnen, nicht aber sein Können. Es handelt sich also bei seinen ersten Arbeiten vor allem um einen sehr langen und harten Lernprozess, an dessen Ende der führende Maler nördlich von Rom stehen sollte. Tizians Leben lässt sich daher klar in verschiedene Phasen einteilen, wobei die Frühphase als sehr lang und prägnant hervortritt.
Schon bei Tizians erstem kunsthistorisch bedeutsamen Werk, den Außenfresken am Fondaco dei Tedeschi, werden die Hauptcharakteristika des Frühwerks deutlich. Der Vergleich der Judith Tizians (erhaltenes Fragment der Außenfresken am Fondaco: Galleria Franchetti in der Ca’ d’Oro) mit dem ebenfalls als Fragment erhaltenen Akt Giorgiones werden die wichtigsten Unterschiede zwischen beiden Künstlern deutlich. Während Tizian mit einer kraftvollen, dynamischen Handschrift malt, sind Giorgiones Figuren ruhiger, lyrischer und vergleichsweise stilisiert. Doch auch hier sind Giorgiones Fresken künstlerisch noch deutlich reifer. Die Fresken standen stilistisch gesehen unter dem Eindruck der sog. Malerei des „Westens“. Vor allem der Einfluss Albrecht Dürers der sich zwischen 1505 und 1506 in der Lagunenstadt aufhielt, ist greifbar.
Auch in kleinformatigen Werken und mythologischen Darstellungen ist Giorgiones Einfluss auf Tizian sichtbar. Das bedeutendste Werk seiner Frühphase ist das Ländliche Konzert im Pariser Musée du Louvre. Heutzutage wird es aufgrund der detaillierten Körpersprache nicht mehr Giorgione, sondern Tizian zugeschrieben. Nicht nur die endgültige Zuschreibung, sondern auch die Bedeutung des Bildes ist umstritten. Der Lautenspieler scheint dem Schäfer das Spiel beibringen zu wollen und ist im Begriff, eine Saite anzuschlagen. Der Schäfer wendet sich sofort dem Lautenspieler zu und missachtet dabei die Nymphe mit ihrer Flöte. Die Laute ist möglicherweise symbolisch der höfischen Gesellschaft zuzuordnen, während die einfach zu spielende Flöte die Wildnis darstellt. Seitlich schüttet eine Nymphe Wasser aus einem Krug zurück in den Brunnen, was auf ihre mögliche Angst vor der Einführung höfischer Werte hindeuten könnte. Demnach wäre die Darstellung so zu interpretieren, dass hier der Konflikt zwischen der unbeholfenen Wildnis und der sie zerstörenden Zivilisation gezeigt wird.
Die einzigen genau dokumentierten Werke aus der Frühzeit sind Das Wunder des eifersüchtigen Ehemanns, Das Wunder des sprechenden Neugeborenen sowie Das Wunder des geheilten Jünglings. Hierbei handelt es sich um Fresken in der Scuola del Santo in Padua, die Tizian 1511 malte. Auch bei diesem Werk handelt es sich um einen Lernschritt Tizians, in dem er sich neuen Problemen stellt, seine gefundenen Lösungen aber im Vergleich zu anderen zeitgenössischen Werken, wie die Stanzen des Raffael und die Fresken in der Sixtinischen Kapelle, jedoch deutlich abfallen. Angeregt wurde die Thematik, in der es vor allem um Vergebung und Versöhnung geht, wohl auch durch die rasche geschlossene Rückkehr der Terra Ferma zur Republik Venedig während der Kriege gegen die Liga von Cambrai.
Das früheste bekannte Porträt von Tizian ist das Bildnis eines Mannes (1508, National Gallery, London). Bei diesem handelt es sich wahrscheinlich um ein Selbstporträt Tizians; lange Zeit wurde es jedoch für eine Darstellung Ariostos gehalten. Es diente unter anderem Rembrandt als Vorlage für seine berühmten Selbstporträts. In diesem Gemälde ist die Verbundenheit zu Giorgione noch greifbar, Tizian zielt jedoch auf eine weitere Steigerung des Realismus von Giorgione ab, wie dies beispielsweise durch den aufgebauschten Ärmel erkennbar ist. Das Porträt ist förmlich geprägt durch Tizians starken Naturalismus. Das selbstbewusste Auftreten des Mannes und die realistische Darstellung der Kleidung sollten auch weiterhin Konstanten im Werk Tizians bleiben.

### Jugendwerk und erste große Erfolge

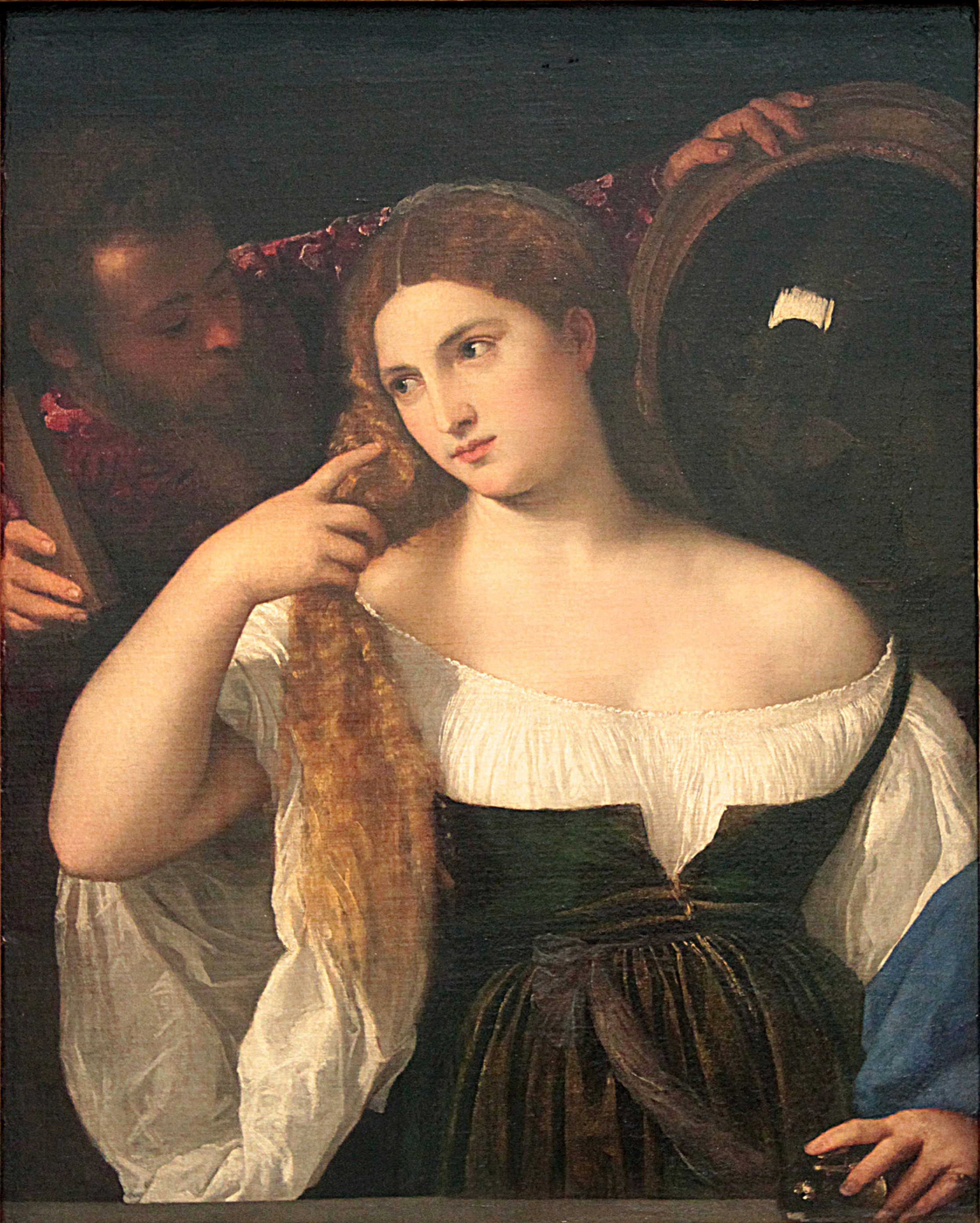
Die Frau im Spiegel, 1515, Louvre, Paris

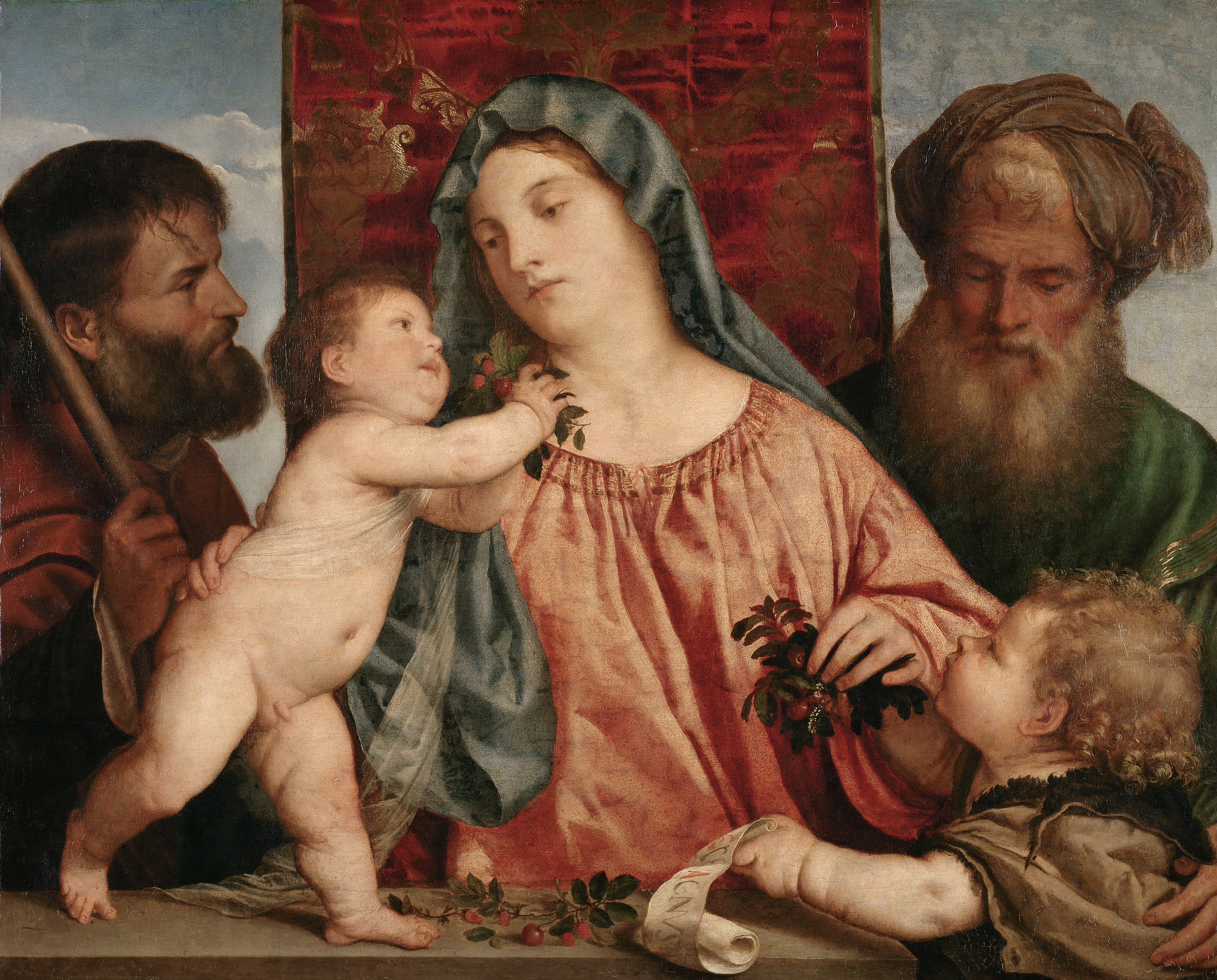
Kirschenmadonna um 1515, Kunsthistorisches Museum, Wien

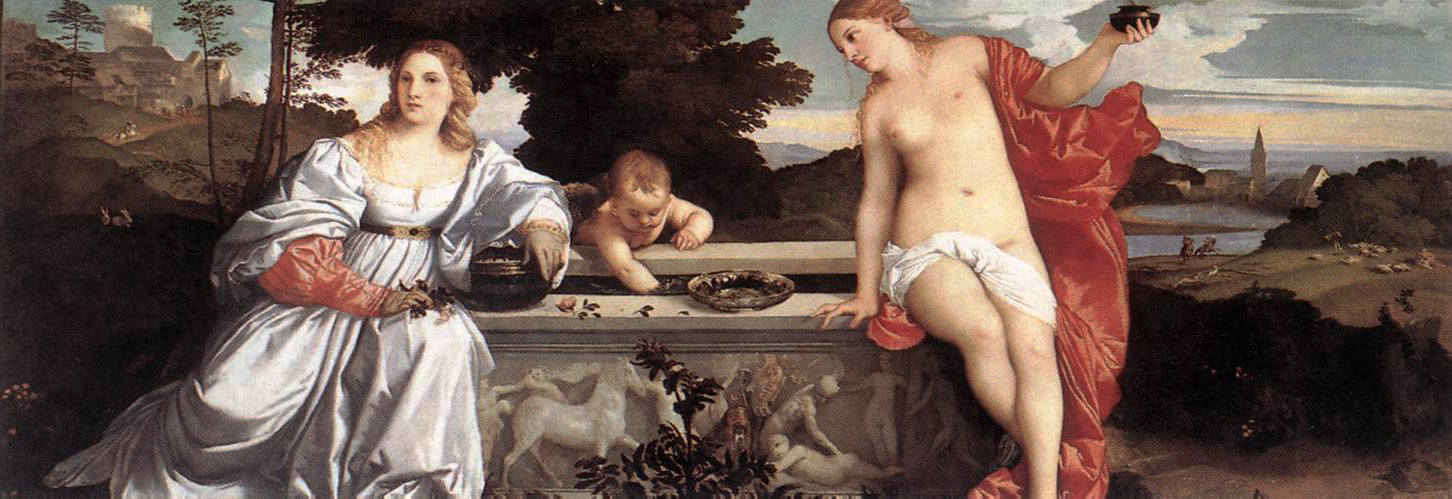
Himmlische und irdische Liebe 1515, Galleria Borghese, Rom. Gemälde zu Sogno di Polifilo (1515)

Nach Giorgiones Tod 1510 und Sebastiano del Piombos Abgang nach Rom war Tizian in Venedig abgesehen vom alternden Bellini nahezu konkurrenzlos. Das durch diese Umstände erlangte Selbstbewusstsein zeigt sich auch in seinen Werken. Noch immer in der Lernphase, wendet er sich nun anderen, neuen Aufgaben zu und so entsteht eine bedeutende Reihe an Madonnen- und Frauenbildern. Besonders deutlich wird sein neues Selbstbewusstsein bei seiner Madonna mit Kind und den Hl. Antonius von Padua und Rochus, die sich in der Kirche Santa Maria della Salute befindet und sich thematisch auf die in den Jahren 1509/10 wütende Pest bezieht. Tizians Figuren sind hier in der für ihn typischen, neuen demonstrativen Direktheit gestaltet. Der Raum bleibt dabei begrenzt, wodurch die physische Präsenz der Figuren noch verstärkt wird. Auch die starke Farbgebung spielt bei der Ausgestaltung des Raums zweifellos eine wichtige Rolle.
Das älteste und bekannteste aus der Reihe der Frauen- und Madonnenbildern ist die wegen ihres zigeunerähnlichen Aussehens (dunkler Teint und braune Augen) so genannte Zigeunermadonna (Madonna zingarella). Bei dieser Madonna zeigt sich der Gegensatz zwischen Tizian und seinem Lehrer Bellini, gleichsam der Unterschied zwischen dem 16. und 15. Jahrhundert, sehr deutlich. An Stelle der kühlen, distanzierten Madonnen Bellinis tritt nun eine warme, körperlich präsente Madonna. Trotz dieses markanten Unterschieds geht der Grundtypus auf Bellini zurück. Röntgenbilder zeigen, dass sich das Christuskind ursprünglich dem Betrachter zuwandte, was dies noch unterstreicht. Tizian führte demnach Giorgiones Praktik, nach Beginn des Werks noch einschneidende Veränderungen durchzuführen, fort. Andere wichtige Madonnenbilder sind die Hl. Familie mit einem anbetenden Hirten, in der sich immer noch Tizians Unerfahrenheit zeigt und die Madonna mit Kind und den Hl. Dorothea und Georg, in der das Motiv der Sacra Conversazione noch um einen häuslichen Aspekt erweitert wird.
Venedig zu Tizians Zeiten hatte den Charakter einer Kapitale des Vergnügens. Es war eine reiche, prächtige Stadt – von der Ausstrahlung oft verglichen mit dem Paris der Belle Époque – und einer der größten Drehpunkte der Welt. Die Anzahl der unterschiedlichsten Kurtisanen war groß, dementsprechend war auch eine große Nachfrage nach Frauenbildnissen vorhanden. Tizians Serie von Frauenbildern gehört zu den großen Glanzleistungen seiner Karriere. Die lebensechte, kraft- und charaktervolle, detaillierte Darstellungsweise macht es wahrscheinlich, dass es sich um idealisierte Porträts lebendiger Vorbilder handelte.
Das wichtigste Bild dieser Reihe ist die Flora in den Uffizien in Florenz. Zu dem Bild existieren unterschiedliche Deutungen: Die dargestellte weibliche Person wird als Allegorie der Ehe, als gefeierte Kurtisane der Antike (Flora) oder als Göttin des Frühlings angesehen. Die Komposition nimmt Stellung zu der Behauptung, dass die Malerei die Skulptur übertreffen würde, da sie neben einer allseitigen, plastischen, körperlichen Darstellung noch die Farbigkeit zu bieten habe. In ihrer skulptuarischen Schönheit gleicht die Flora einer mit Farbe durchdrungenen Marmorbüste. Das Gemälde steht damit stellvertretend für die Art und Weise in der Tizian die Antike in sich aufnahm.
In ähnlichen Zusammenhang steht die 1514 entstandene himmlische und irdische Liebe. Der neuplatonische Titel ist wohl nicht zutreffend, in der kunsthistorischen Diskussion kommt es oft zur Deutung als Allegorie des ehelichen Lebens. Bei der bekleideten Frau handelt es sich im Unterschied zu den Frauenbildern nicht um ein Porträt, sondern um ein Studiomodell. Sie weist traditionelle Attribute einer Braut auf. Die Gefährtin verkörpert die eheliche Liebe, sie soll die scheue, jungfräuliche Braut in die Ehe führen. Die Landschaft, welche die Figuren umgibt ist nun perfektioniert. Die im warmen Sonnenlicht sitzende Braut wird durch die Bäume beschirmt, während die rechte Seite als Symbol für die größere Freiheit der verheirateten Frau, offener gestaltet und das Licht gleißender ist.

### Die „klassische“ Phase

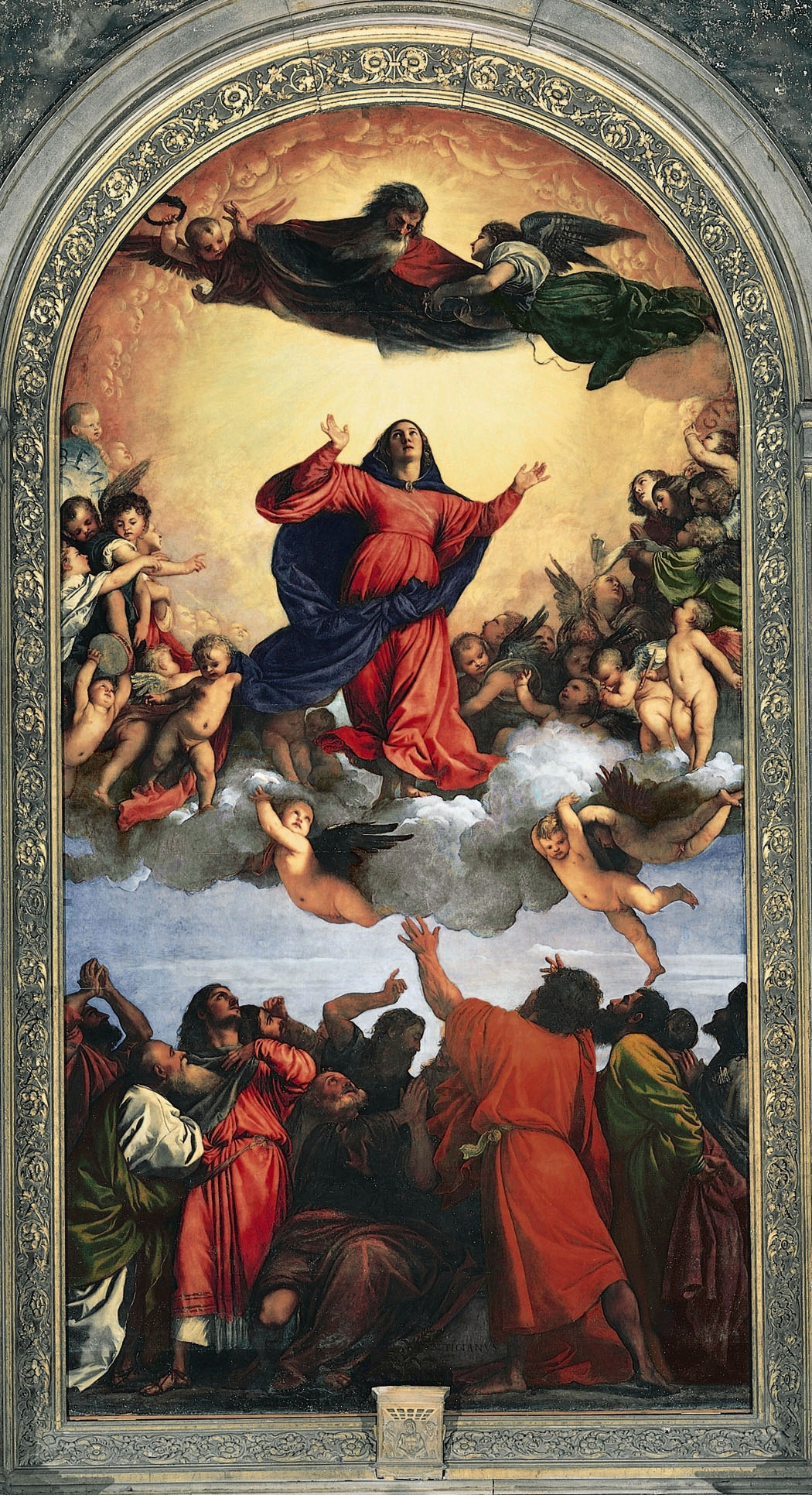
Mariä Himmelfahrt 1516–1518, Santa Maria Gloriosa dei Frari, Venedig

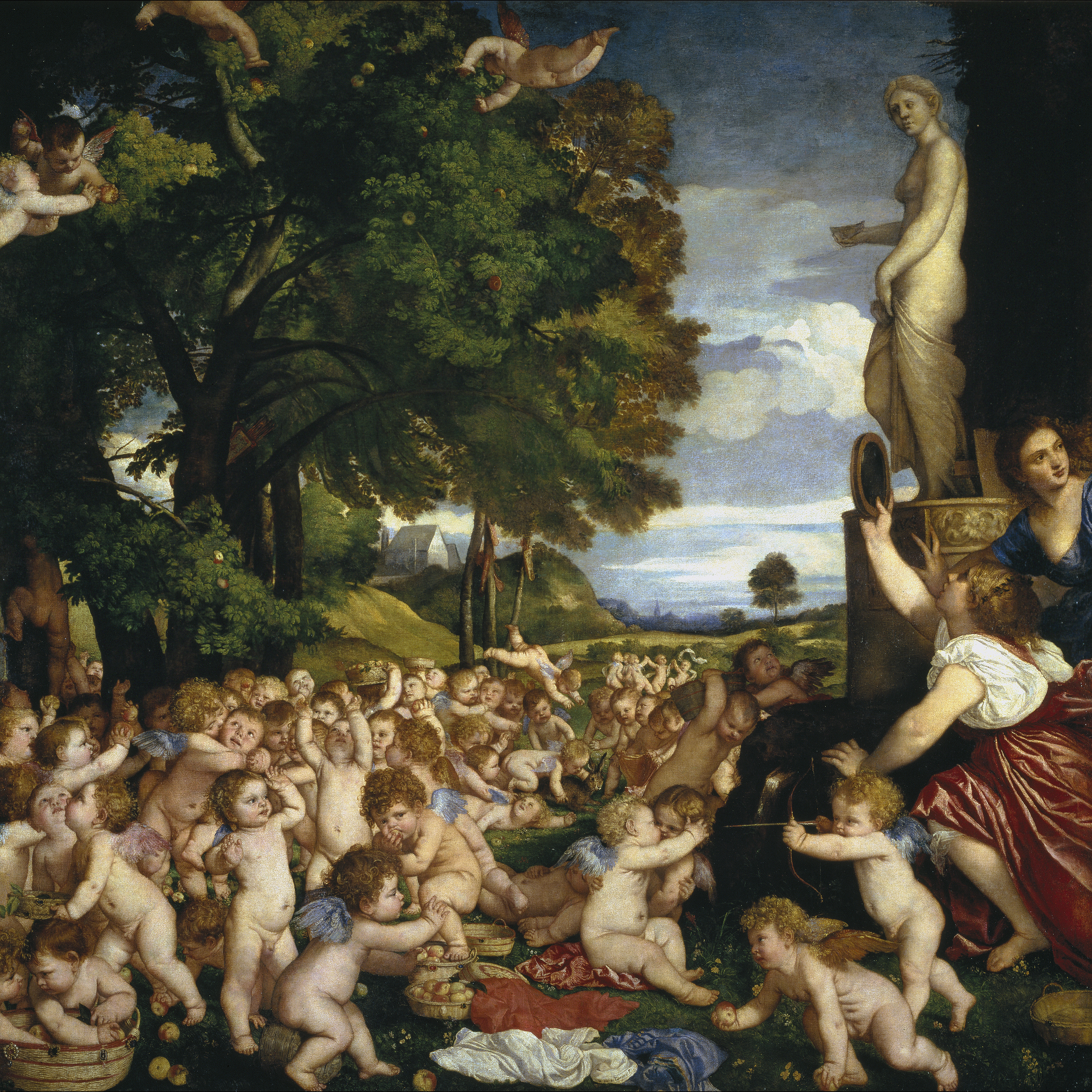
Venusfest 1518–1520, Prado, Madrid

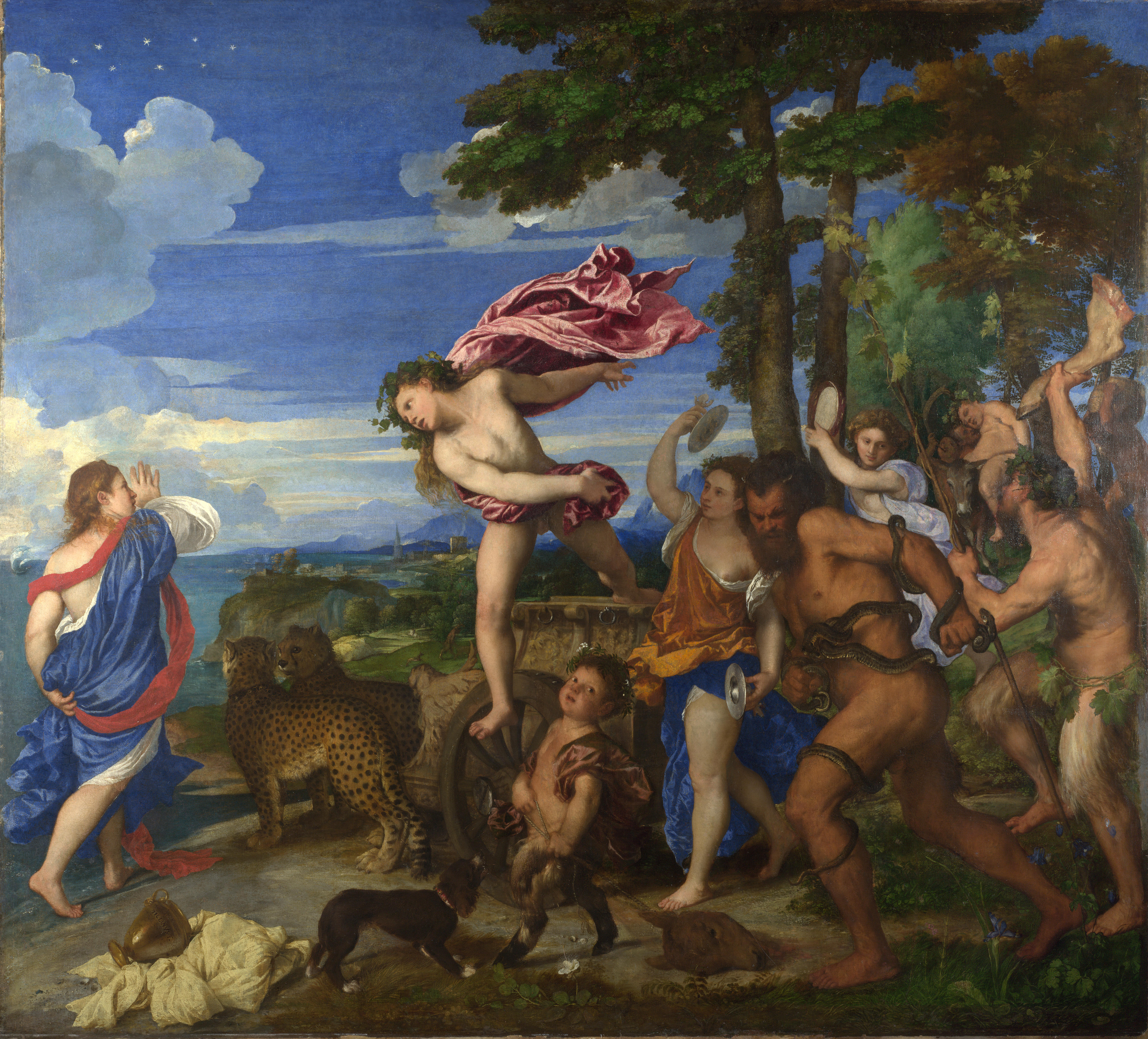
Bacchus und Ariadne 1520–1523, National Gallery, London

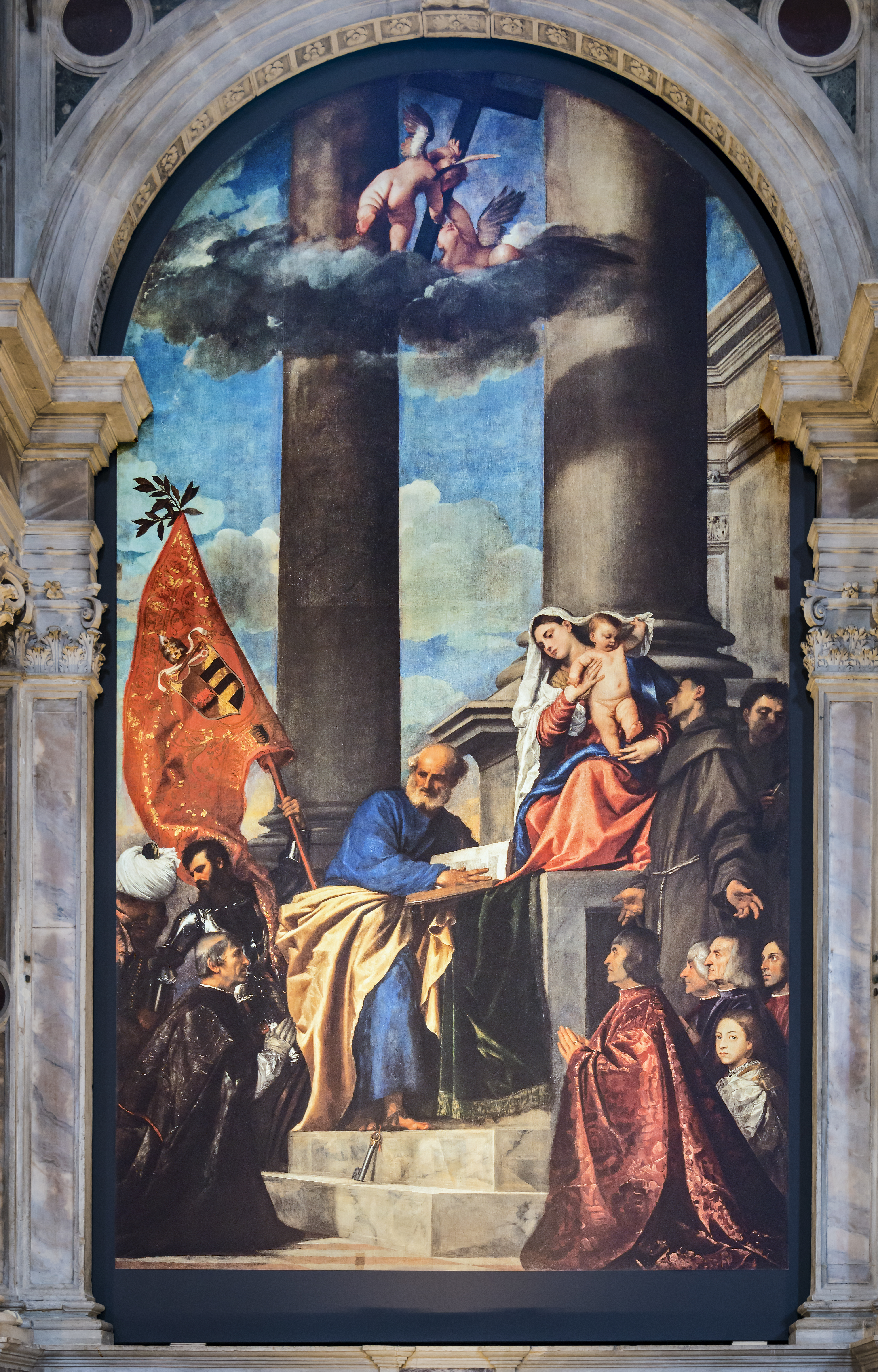
Madonna der Familie Pesaro 1526, Santa Maria Gloriosa dei Frari, Venedig

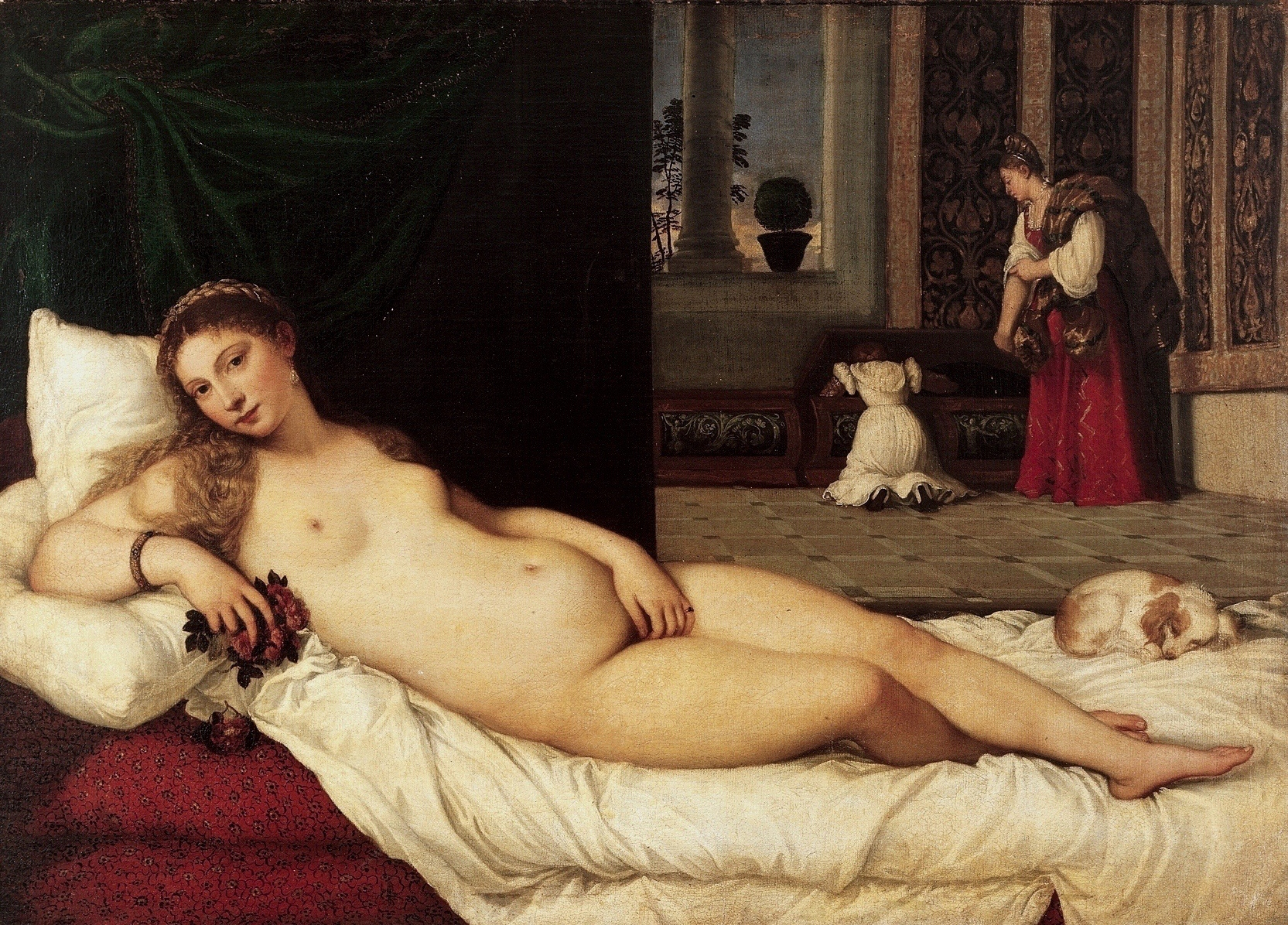
Venus von Urbino 1538, Uffizien, Florenz

Nach diesen beiden Anfangsphasen seines Werks folgt nun eine Periode, die von der Kunstkritik oft als die „klassische Periode“ seines Schaffens eingestuft wird. Sie ist vor allem geprägt durch große Meisterwerke abendländischer Kultur, die in dieser Phase in Reihe entstehen. In diesem Jahrzehnt tritt ein ambitionierter, selbstsicherer Tizian in Erscheinung, der mit seinem unerschöpflichen Drängen nach Steigerung seinen weltgeschichtlichen Ruhm begründet. In dieser Schaffensphase überwand Tizian endgültig das Quattrocento, schuf die neue, große Form des Altarbilds und gab mythologischen Darstellungen eine neue Form. Tizian wird in dieser Zeit zum führenden Maler Italiens.
Seine in Venedig erworbene künstlerische Vorrangstellung machte er durch das erste einer Reihe von großen Altarbildern deutlich und beweist seine Inspiration als universeller Maler. Die Mariä Himmelfahrt (Assunta) ist das bedeutendste Werk der venezianischen Renaissance. Die mächtigen Apostelfiguren sind ein Widerhall an Michelangelo und es sind klare Bezüge zur Farbigkeit Raffaels vorhanden. Deutlich sichtbar wird Tizians Bestreben, beide zu übertrumpfen und mit der venezianischen Tradition endgültig zu brechen. Tizian, obgleich er noch nie in Rom gewesen war, muss doch über reisende Künstler und Laien, Zeichnungen, Drucke und Statuetten klar im Bild über die Entwicklungen in Rom gewesen sein. Besonders deutlich wird dies bei der Madonna mit dem Kind, den Hl. Franziskus und Blasius und dem Stifter Alvise Gozzi in Ancona. Das Kompositionsschema dieses Gemälde ist eindeutig inspiriert von Raffaels Madonna von Foligno, auch wenn die Farbgebung und der lebhafte Schwung des Bilds typisch für Tizian sind.
Mann mit dem Handschuh ist der Titel eines Gemäldes, das im Zeitraum 1520 bis 1523 entstand. Das Bild zählt noch zum Frühwerk Tizians, leitet jedoch den Übergang zu seinem reifen Stil ein. Es befindet sich heute im Louvre in Paris.
Ein weiteres Hauptwerk der religiösen Malerei ist die ebenfalls in der Frari-Kirche befindliche Madonna der Familie Pesaro. Das Bild ist trotz seiner langen Entstehungsgeschichte von 1519 bis 1526 im Vergleich zur Assunta straffer, kühler und reifer. Es ist von aristokratischer Erhabenheit erfüllt, die Profile der versammelten Familie Pesaro halten den Betrachter auf Distanz. Die mächtigen Säulen, die kraftvoll zum Himmel streben, tragen zum erhabenen Charakter des Bilds bei. Dabei handelte es sich um einen späten Einfall Tizians, ursprünglich war ein Tonnengewölbe geplant gewesen. Im Jahr 1530 vollendete Tizian den Tod des Petrus Martyr, das, aus Sicht vieler Zeitgenossen, das beste jemals von ihm gemalte Gemälde war. Das Bild verbrannte tragischerweise 1867, als es restauriert werden sollte, sodass es uns nur aus Skizzen und Kopien bekannt ist. Zum ersten Mal spielt die Landschaft in der monumentalen Gestaltung des Altarbilds eine Rolle, genauso wie niemals zuvor eine solche Gewalttätigkeit dargestellt worden war. Insgesamt kann zusammengefasst werden, dass der Altar eine wichtige Tür in Richtung Barock öffnete.
Tizians erster großer Auftrag außerhalb Venedigs war ein mythologischer Zyklus für Alfonso d’Este. Er war nicht dessen erste Wahl gewesen; erst nachdem weder Fra Bartolommeo noch Raffael den erteilten Aufträgen nachkamen, griff der Herzog auf Tizian zurück. Im Venedig der damaligen Zeit gab es kaum Nachfrage für mythologische Zyklen, sodass sich Tizian hier an ein ihm bisher völlig unbekanntes Metier heranwagte. Es entstanden drei bedeutende Gemälde: das  Venusfest, das Bacchanal sowie Bacchus und Ariadne. Im Venusfest, dessen Stoff aus den „Gemälden“ von Philostrat stammt, zeigt sich Tizians Freude am kindlichen Spiel und seiner Bewegtheit. Die Kinder strömen dem Betrachter geradezu entgegen, wie ein Fluss der Wasser führt. Die anschaulich dargestellten Putti tragen die Handlung, Venus und ihre Gefährten sind ähnlich dem Hintergrund, deutlich tonaler, dargestellt. Quellen für das zweite Bild der Reihe Bacchus und Ariadne sind Catull und Ovid. Es zeigt Bacchus, der liebestrunken vom Wagen springt, und Ariadne, die erschreckt und fasziniert zugleich innehält. Es vereint stärkste Bewegung mit vorbildhafter Ruhe. Um die das Gemälde auszeichnende farbliche Brillanz zu erreichen, musste Tizian auf die stärksten damals erhältlichen Pigmente zurückgreifen. Von der Komposition her steht das Gemälde Raffael sehr nahe und ist damit ein Musterbeispiel für die Einarbeitung entlehnter Ideen durch Tizian in dessen Gemälden. Bacchanal ist das letzte Gemälde der für den Fürsten von Ferrara angefertigten Reihe. Sie zeigt Bacchus' Ankunft auf der Insel Andros. Er wird dort von seinem Gefolge empfangen und verwandelt unter anderem das Wasser einer Quelle in Wein. Die Darstellung der Szene durch Tizian zeigt in keiner Weise eine moralische Missbilligung dieser Vorgänge, was für den Hedonismus des Erschaffers spricht.
In der „klassischen Phase“ Tizians entstanden einige sehr bekannte Porträts. Vor allem in der ersten Hälfte des dritten Jahrzehnts schuf er auch in diesem Bereich Meisterwerke der italienischen Renaissance. Ein Hauptwerk ist das Bildnis des Vincenzo Mosti im Palazzo Pitti in Florenz. Durch die gewählten Farbakkorde gewinnt die dargestellte Person an Kostbarkeit, die große malerische Freiheit bei Gesicht und Kleidung belebt das Bild. Typisch für Tizians Porträts, gibt es auch bei diesem einen „klassischen“ Blickfang: der weiße Kragen. Besonders bekannt ist der Mann mit Handschuh aus dem Pariser Louvre. Es zeigt einen vor dem Übertritt ins Mannesalter stehenden Jüngling, wobei der für Tizian charakteristische stolze Gesichtsausdruck durch eine mitreißend-melancholische Nachdenklichkeit ersetzt wurde.

### Auseinandersetzung mit dem Manierismus
Nach Tizians „klassischer“ Phase voller Höchstleistungen und Energien folgte eine Periode des Rückschlags. In den Jahren 1530–1540 entstanden kaum noch bedeutende Werke, es scheint, als hätte sich Tizian in dieser Zeit in einer schweren Schaffenskrise befunden. Oft abgehandelt wird dies unter dem Schlagwort: „Manierismuskrise“. Deutlich zeigt sich in Tizians Werken ein Stilwechsel, die Periode der Jugendwerke ist vorbei, mehr und mehr muss Tizian um seine Kreativität ringen. Tizians künstlerische Natur war für manieristische Strömungen denkbar ungeeignet, sodass sich vom Manierismus in Tizians Werken wenig bis gar nichts zeigt.
Tizians jugendliche Kraft und Einheitlichkeit seiner Werke ließ nach, es ist nicht mehr ein jedes die logische, weiter entwickelte Fortsetzung des vorhergehenden. Er malte nicht mehr für die Allgemeinheit, sondern für seine Auftraggeber, Sammler und Mäzene. Es begann die Phase, in der ihm die Gunst des Kaisers wichtiger war als die Anerkennung Venedigs. Man kann in dieser Zeit von einer Übergangsphase sprechen, die Tizian schließlich erst zu seinem charakteristischen Stil führte. Doch auch in dieser Phase gelangen Tizian, wenn auch seltener als in den Jahren zuvor, noch viele Meisterwerke.
Das wohl wichtigste repräsentative Werk dieser Zeit ist der Tempelgang Mariens für die Scuola Grande di Santa Maria della Carità. Die Scuola ist heutzutage Teil der Galleria dell’Accademia, wo das Gemälde auch heute noch an seinem ursprünglichen Ort platziert ist. In dem Bild zeigt sich Tizians Verbundenheit zur Serenissima, dem damals wohl liberalsten Staaten- und Gemeinwesen Italiens. Als Hofmaler in Madrid oder Rom hätte er viel weniger künstlerische und geistige Freiheit genießen können als in Venedig. Doch zeigt sich auch eine gewisse Distanz zur Stadt, da er als Hintergrund und Fluchtpunkt die Berggipfel von Cadore wählt. Das Werk wird von vertikalen und horizontalen geprägt. Die Umrisse sind geschlossen, die Gesten maßvoll, die Bewegung eingeschränkt. Die Reihung der Figuren mag fast altmodisch wirken und stellt einen Rückgriff auf die Zeremonienszenen des 15. Jahrhunderts von Vittore Carpaccio und Gentile Bellini dar. Jedoch gibt Tizian jeder dargestellten Person ein Eigengewicht, eine eigene Persönlichkeit – Hetzer spricht von individueller Grundkraft – und entwickelt damit die Darstellungsweise deutlich weiter. Ebenso greift er mit seiner Architekturdarstellung Veroneses architektonischer Prachtentfaltung voraus. Insgesamt ist das Gemälde ein gutes Beispiel für Tizians Stilveränderung, die dargestellten Menschen sind jetzt in sich geschlossen und gesammelt, während vorherige Werke durch eine Form höchster, gerichtet ausstrahlende Bewegtheit geprägt sind. Das berühmteste Werk dieser Schaffensphase ist die Venus von Urbino aus den Uffizien in Florenz. Deutlich zeigt sich, dass sich Tizian ganz eng an Giorgiones Ruhende Venus gehalten hat. Während die Ruhende Venus lyrisch, süßlich schlafend und von einer schönen Landschaft umspielt dargestellt wird, handelt es sich bei der Venus von Urbino um eine verführerischere Fassung dieses Werks. Es fehlt alles Mythologische; die Darstellung ist materiell und unsentimental und die Dargestellte entspricht mehr einer Kurtisane denn einer Göttin. Der Besitzer Giubaldo della Rovere, Erbe des Herzogtums Urbino, spricht in Zusammenhang mit dem Werk nur von einer „nackten Dame“. Daher und weil alle mythologischen Merkmale einer Venus fehlen, geht man heute davon aus, dass es sich um eine Allegorie der ehelichen Liebe und nicht um eine Venusdarstellung handelt.

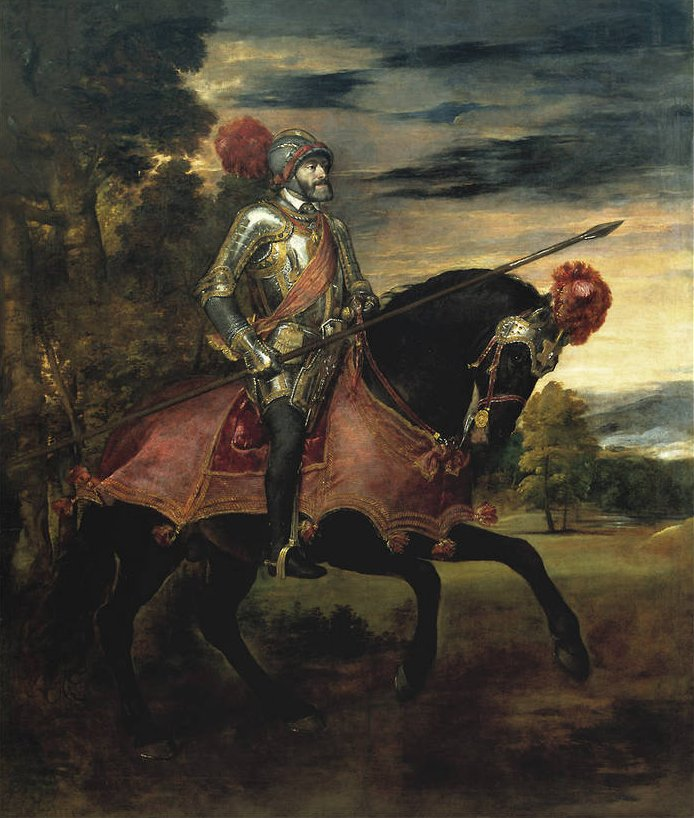
Kaiser Karl V. nach der Schlacht bei Mühlberg 1548, Prado, Madrid

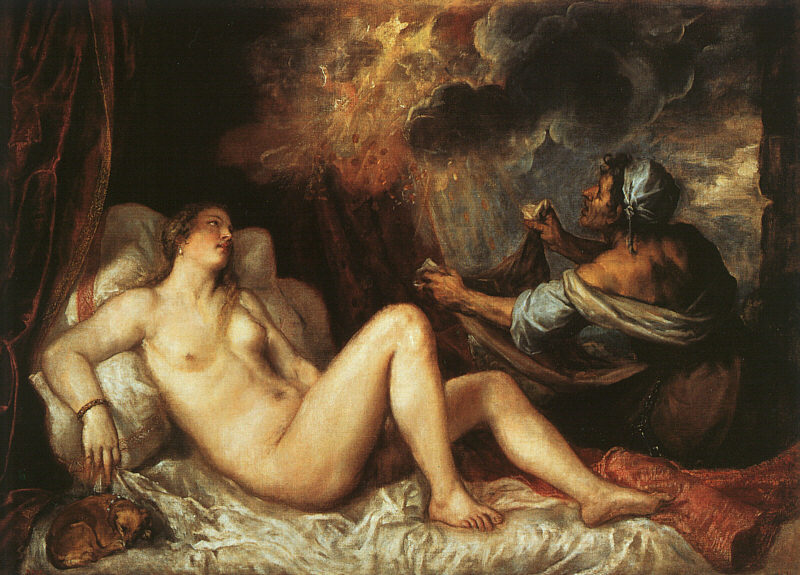
Danaë 1553–1554, Prado, Madrid

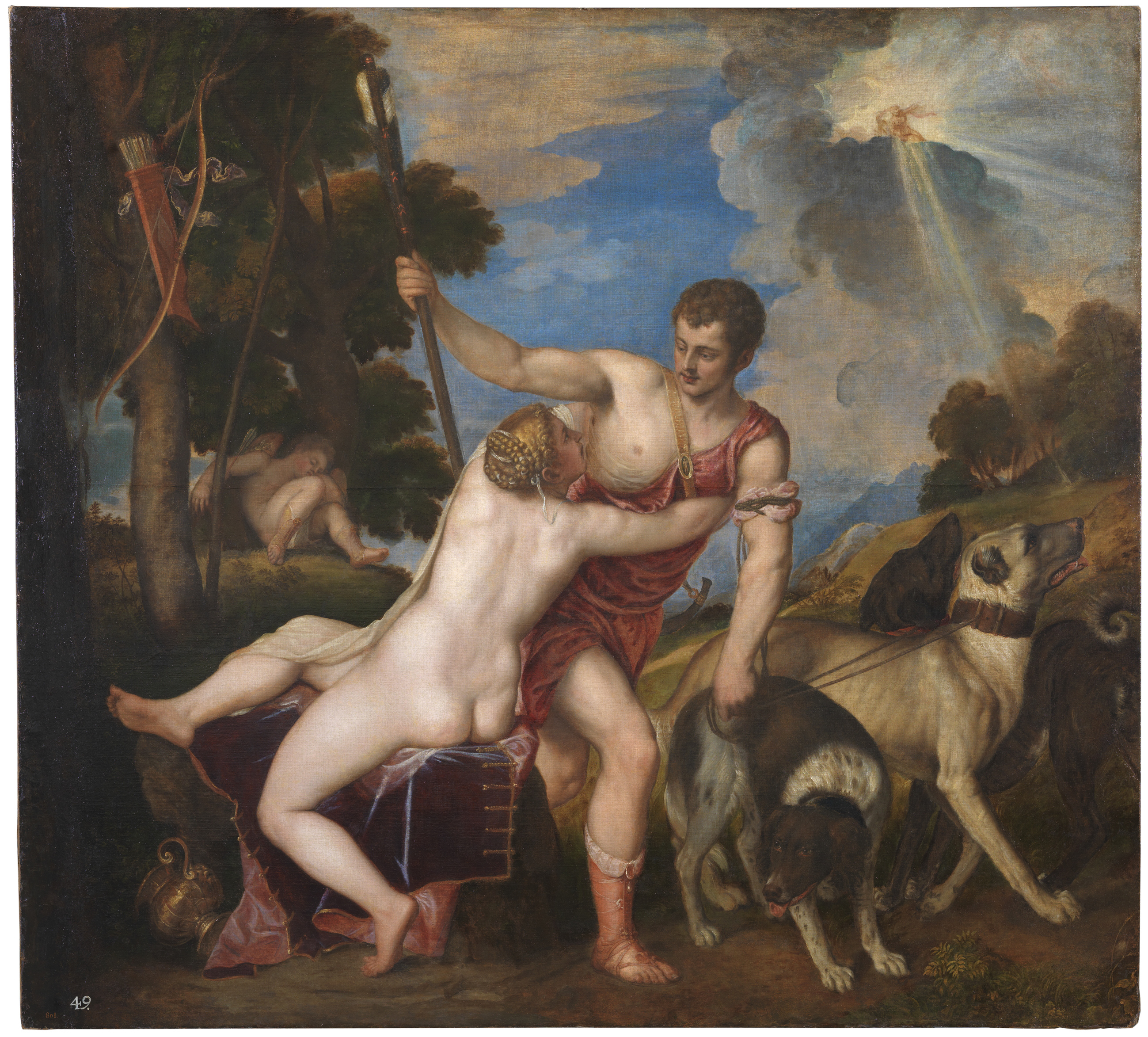
Venus und Adonis 1554, Prado, Madrid

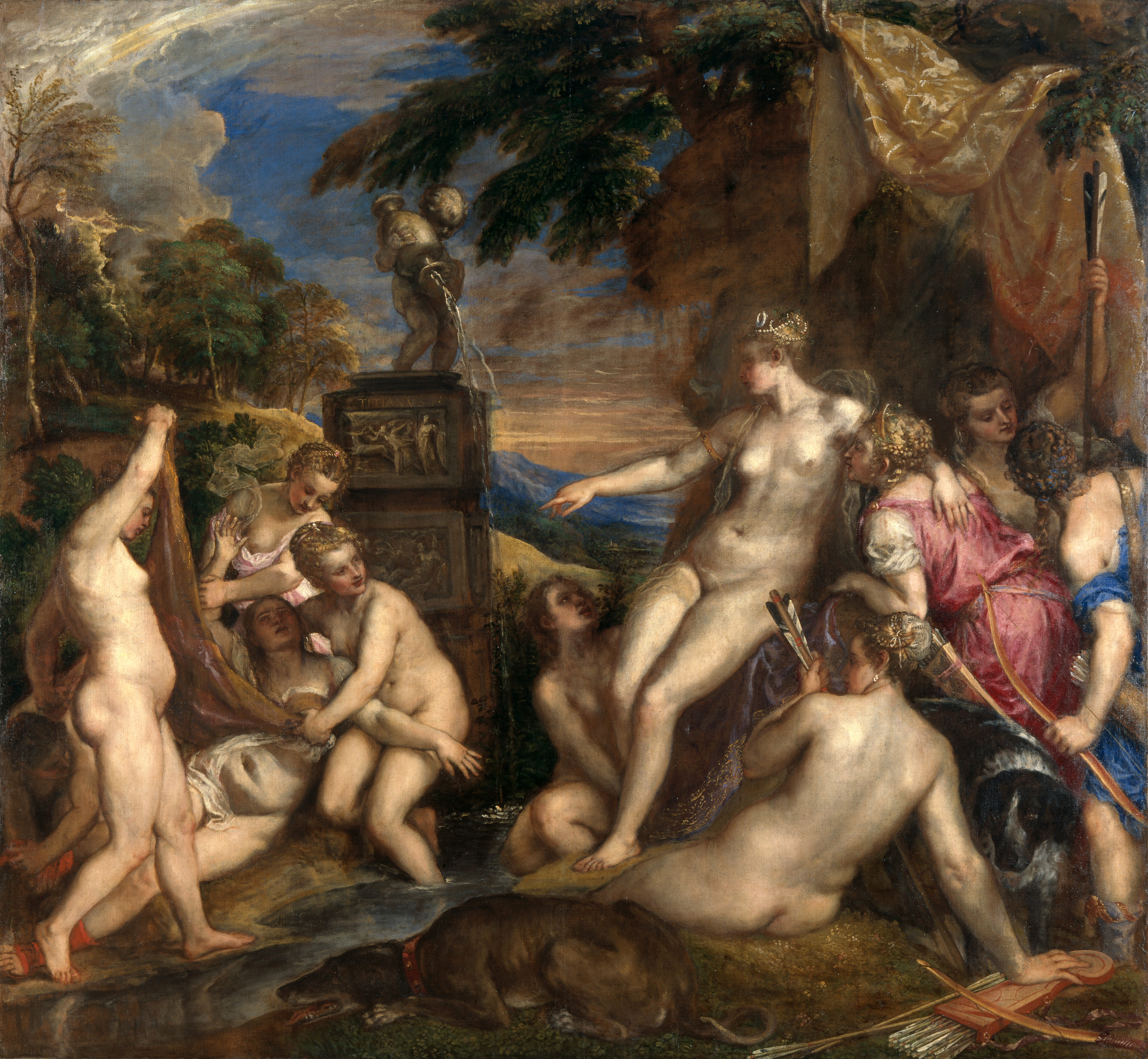
Diana und Kallisto 1556–1559, Duke of Sutherland Collection on loan to the Scottish National Gallery, Edinburgh

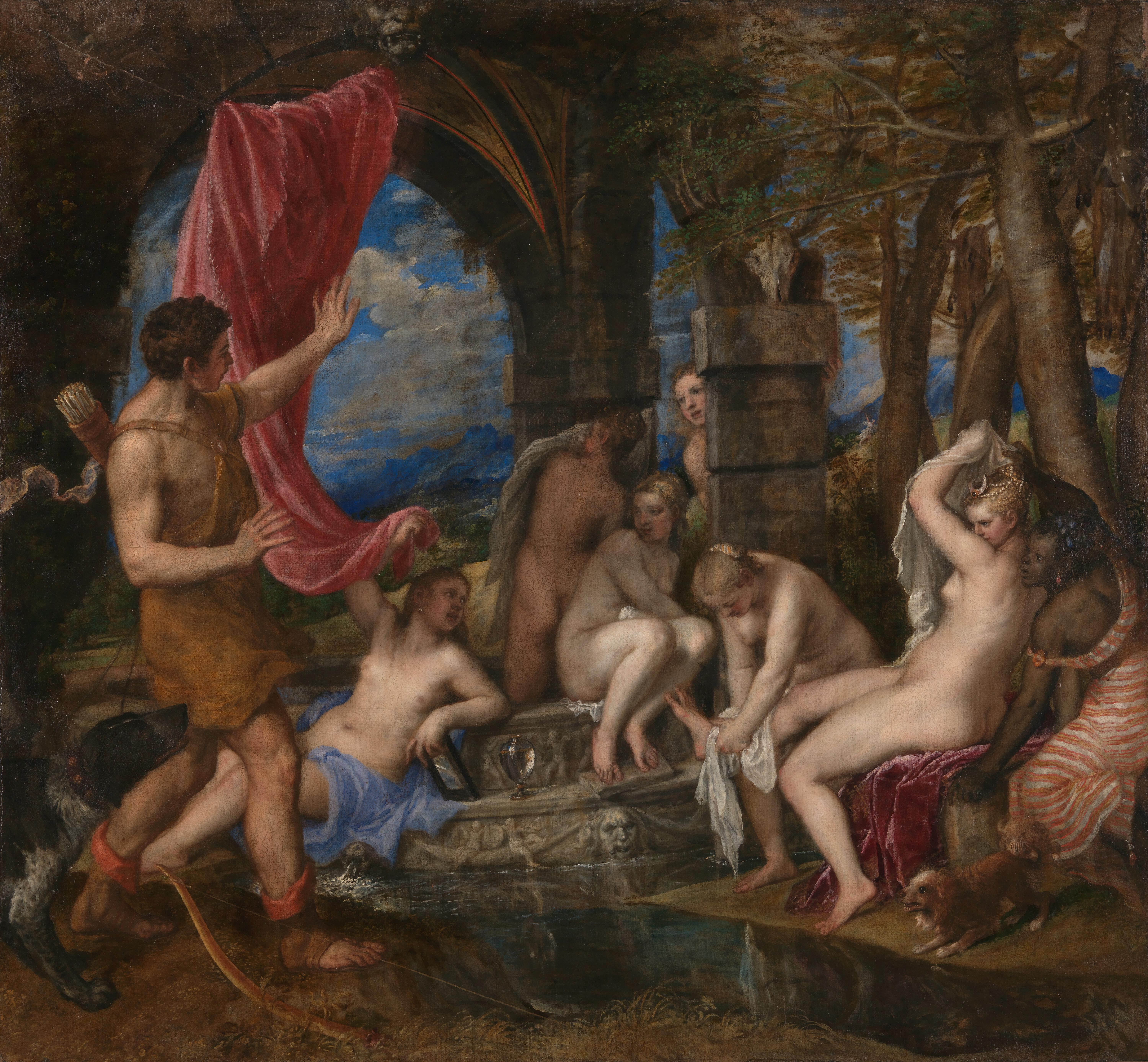
Diana und Aktaion 1556–59, Scottish National Gallery, Edinburgh

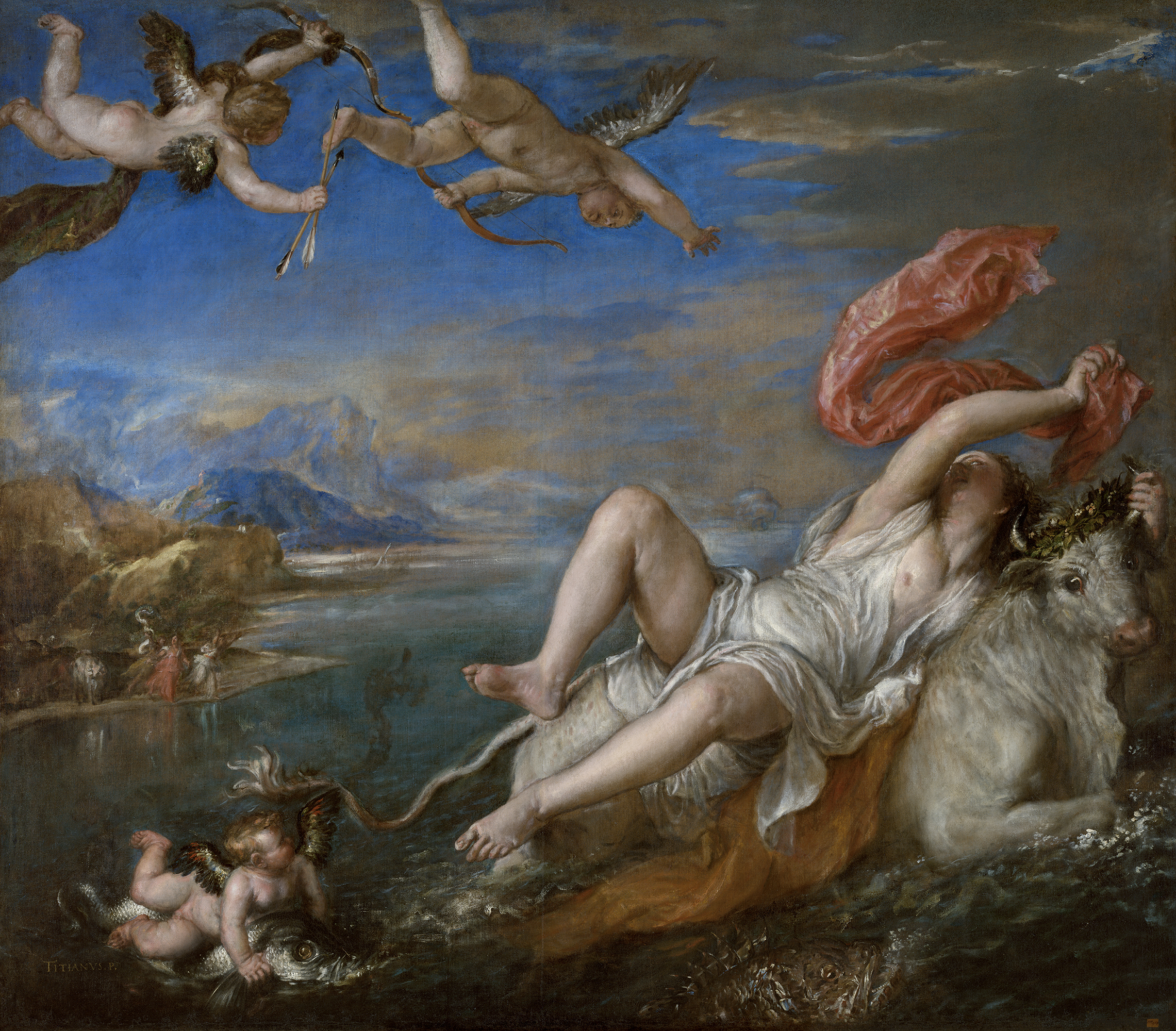
Raub der Europa 1559–1562, Isabella Stewart Gardner Museum, Boston

Tizians Beschäftigung mit dem Manierismus kommt am deutlichsten in den drei Deckengemälden für die Santo Spirito in Isola zur Geltung. Die Gemälde befinden sich heute in der Sakristei der Santa Maria della Salute. Deutlich erkennbar bei den drei Werken Opfer Abrahams, Kain erschlägt Abel und David und Goliath ist der Einfluss Giulio Romanos, mit dessen Werken Tizian immer in Mantua konfrontiert wurde. Die Bilder sind in der Diagonale komponiert und so aufeinander abgestimmt, dass sich eine typische Zick-Zack-Bewegung ergibt, ein bis hin zu Tiepolo typisch venezianisches Stilmittel. Über die Werke ist eine düstere, schwere Gewalttätigkeit ausgebreitet, die in einfacher, elementarer Form auf den Punkt gebracht wird. Auch die Figurendarstellung ist elementar und geradezu urweltlich: Kain schwingt mit wilder Kraft einen Baumstamm als Keule, Abel wird wie ein Stein in den Abgrund gestoßen, wie ein Opfertier drückt Abraham seinen Sohn nieder und mit unglaublicher Wucht fällt der riesige Goliath zu Boden. In seiner manieristischen Phase bringt Tizian alles Dargestellte in brutaler Art und Weise auf die Spitze und tränkt die Szenen so mit Dramatik. In der Dornenkrönung aus dem Pariser Louvre behandelt Tizian die Misshandlung und Verspottung des Höherwertigen und Wehrlosen durch Gewalt und Rohheit. In der äußerst brutal dargestellten Szene bohren die Peiniger die Dornenkrone mit Stöcken in die Kopfhaut. Durch die verwendete Kolorierung wird die Grausamkeit der Szene jedoch abgemildert. Die Stöcke durchschneiden das Gemälde wie Messerstiche und bilden rechts von Jesu Kopf das Dreieck der Dreifaltigkeit. Jesus ist überaus physisch präsent dargestellt, der Betrachter scheint geradezu das pulsierende Blut des Opfers zu spüren. Deutlich spürbar ist auch der Einfluss der römischen Kunst, so sind etwa deutliche Gemeinsamkeiten zwischen der Christusfigur und der Laokoonstatue erkennbar. Das Ecce Homo stellt nicht zuletzt aufgrund des vielfältigen Prominentenkompendiums eine hochpolitische Aussage Tizians dar. Das für die italienische Malerei eher ungewöhnliche Thema erklärt sich aus dem flämischen Auftraggeber Giovanni d'Anna, einem Kaufmann aus dem politischen Umfeld Karls V. Als Pilatus ist Tizians enger Freund, der Kunstkritiker Pietro Aretino, dargestellt. Außerdem noch im Werk platziert sind der venezianische Doge Pietro Lando, der osmanische Sultan Süleyman I., Alfonso d'Avalos und sogar Tizians Tochter. Obwohl Christus deutlich seitlich platziert ist, stellt er aufgrund der herausragenden Bildkomposition das Zentrum des Geschehens dar. Pilatus' Unentschiedenheit zeigt sich aufgrund seiner zwiespältigen Körperhaltung, womit Tizian deutlich seine historische Meinung zeigt.

### Tizian im Dienst der Habsburger
Die Enthüllung des Wunder des hl. Markus in der Scuola Grande di San Marco durch Jacopo Tintoretto 1548 markiert den Beginn der Abwendung Tizians von der venezianischen Gesellschaft. Bedingt wurde das durch die zunehmende Konkurrenz zwischen Tizian und Tintoretto, die sich charakterlich und von ihrer Lebens- und Arbeitseinstellung deutlich unterschieden. Dem angespannten Verhältnis zu Tintoretto stand ein eher herzliches Verhältnis zu Veronese gegenüber.
In dieser Zeit intensivierten sich Tizians Kontakte zu Kaiser Karl V. (als König von Spanien Carlos I.) und dessen Sohn Philipp II. Besonders zu Karl V. entwickelte sich eine enge persönliche Beziehung. So nahm dieser nach seiner Abdankung fast nur Werke Tizians mit sich in das Kloster San Jerónimo de Yuste, darunter ein vom Kaiser hoch verehrtes Porträt seiner 1539 verstorbenen Frau, Isabella von Portugal. Unter diesen Bildern war Tizians Glorie sein Lieblingswerk. Unter der thronenden Dreifaltigkeit sieht man Maria als Mittlerin zwischen Irdischem und Überirdischem. Zur menschlichen Sphäre gehören Francisco de Vargas, der kaiserliche Gesandte in Venedig, und einige Propheten aus dem Alten Testament. Rechts erhöht ist Karl V. selbst kniend dargestellt, barhäuptig und mit – oft als Zeichen für seine Amtsmüdigkeit verstanden – abgenommener Krone. Karl ist das Zentrum der Komposition, der Fluchtpunkt ist die Taube des Heiligen Geists.
Deutlich wird die enge Beziehung Tizians zu Karl V. auch im wichtigsten Bildnis des Kaisers: Karl V. bei Mühlberg. Der Kaiser wird in prächtiger Haltung dargestellt und lässt Spannung und Ungewissheit erkennen. Jedoch zeigt sich auch der zerbrechliche, kränkliche Körper Karls, sodass bei Tizian Karls Größe und Zerbrechlichkeit gleichzeitig dargestellt werden. Auch Tizians Ganzkörperporträt von Philipp II. verrät Interessantes. Im Gegensatz zu seinem Vater, der in einem ähnlichen Porträt zwanzig Jahre zuvor gezeigt worden war, wird er nicht als erfahrener Feldherr dargestellt; die getragene Prunkkleidung ist eher allgemeiner Ausdruck für Philipps ererbte Autorität. Dem Betrachter wird sofort klar, dass Philipp II. keine besonderen militärischen Neigungen empfand. Er erscheint kultivierter und gebildeter als sein Vater.
Philipps Verlobung mit Mary Tudor im Rahmen einer politischen Allianz und dessen ausgeprägtes Interesse für das andere Geschlecht boten die entsprechenden Rahmenbedingungen für eine Reihe mythologischer Gemälde, die sich als richtungsweisendste Werke Tizians erweisen sollten. Tizian nannte diese Reihe „Poesie“, womit er impliziert, dass sich seine Bilder auf eine literarische Quelle beziehen und er sich die Freiheit herausnimmt, die Quelle wie ein Poet frei zu interpretieren. Das erste Bild aus dieser Reihe ist die Danaë aus dem Madrider Prado, eine nochmals deutlich verführerischere Fassung der Danae aus Neapel. Das Ebenbild dazu war Venus und Adonis, das 1554 zu Philipps Hochzeit in London geschickt wurde. Literarisches Vorbild war Ovid; ihm zufolge war Venus in Adonis verliebt und versuchte ihn daher vom Jagen abzuhalten. Als dieser sich widersetzte, wurde er aus Rache von einem Wildschwein tödlich verwundet. Im Vergleich zu Ovids Erzählungen kommt es bei Tizian zu einer Dramatisierung der Ereignisse. Er zeigt die verzweifelte Venus, die versucht, ihren Liebhaber aufzuhalten. Hierbei ist Venus' übertriebene Körperhaltung typisch manieristisch und wurde bedacht eingesetzt, um die Kunstfertigkeit des Malers zu zeigen.
Tizians Tochter Lavinia vermuten einige Forscher im 1555 gemalten Mädchen mit Fruchtschale. Das 1558 entstandene Bildnis des Filippo Archinto erreichte Bekanntheit durch die mysteriöse Teilverschleierung des Porträtierten.
Die wohl bekanntesten Gemälde der Reihe sind die Edinburgher Gemälde Diana und Actaeon und Diana und Callisto. Die erst 1559 fertiggestellten Werke gingen aufgrund der hervorragenden Kolorierung bei eingeschränkter Farbpalette, der vielfältigen Posen und der Sinnlichkeit der Darstellung in die europäische Kunstgeschichte ein. Sie wurden sowohl als manieristisch als auch als barock bezeichnet. Im ersten Werk, welches seit 2009 im gemeinsamen Besitz der Nationalgalerien von England und Schottland ist, geht es um Aktaion, der als Strafe dafür, dass er die Nymphen versehentlich beim Bad gestört hatte, in einen Hirschen verwandelt und von seinen eigenen Hunden gerissen wird. Das Bild zeigt den Moment, indem Aktaion den Schock über seine versehentliche Tat und ihre grausamen Auswirkungen erst noch verkraften muss. Hierdurch erreicht Tizian eine weitere Dramatisierung der ohnehin schon dramatischen Szene. Diana widmet Aktaion einen strafenden Blick, den dieser, der vor Überraschung seinen Bogen fallen ließ, aber noch gar nicht bemerkt hat. Selbst die Magd, welche Dianas Füße trocknet, hat Aktaion noch nicht bemerkt, nur eine Nymphe kauert hinter einer Säule und beobachtet Aktaion kritisch. Insgesamt vermittelt das Werk eine bedrohliche Stimmung, vergleichbar mit der sprichwörtlichen Ruhe vor dem Sturm. Dieses Bild wurde 2012 von den beiden Nationalgalerien mithilfe von Spenden verschiedener Stiftungen und Privatleuten erworben.
Auch das zweite Gemälde ist aus Ovids Metamorphosen abgeleitet. Dargestellt ist die keusche Göttin Diana, die die durch Jupiter verführte, schwangere Kallisto mit herrischer Geste verurteilt. Dianas Gesicht liegt im Schatten, was ein unheilvolles Zeichen in Bezug auf Kallistos Strafe ist. Diese wird verbannt, in einen Bären verwandelt und von ihrem eigenen Sohn fast getötet. Prinzipiell wird das Bild von einem warmen, spätnachmittäglichen Leuchten geprägt. Beide Werke könnten neben der deutlichen Darstellung der Geschehnisse auch eine hochpolitische, nicht gleich offensichtliche Botschaft über die Gefahr der zu großen Nähe zu willkürlicher Macht beinhalten.
Das letzte und besterhaltene Bild der Poesie-Reihe ist der Raub der Europa aus dem Jahr 1562. Die hellenistisch geprägte Körperhaltung der Europa ist noch der Renaissance verpflichtet, doch ihre rundlichen, wonnigen Formen greifen schon weit in den Barock aus. Der erhobene Arm wirft ihr den typischen unheilvollen Schatten in das Gesicht, die geöffneten Schenkel kündigen unmittelbar von ihrem wahrscheinlichen Schicksal. Doch trotz der ihr innewohnenden Angst mischt sich auch Lust in ihr Gesicht, fast könnte man es als Aufforderung an die Putti sehen, ihre Liebespfeile abzuschießen.

### Spätwerk

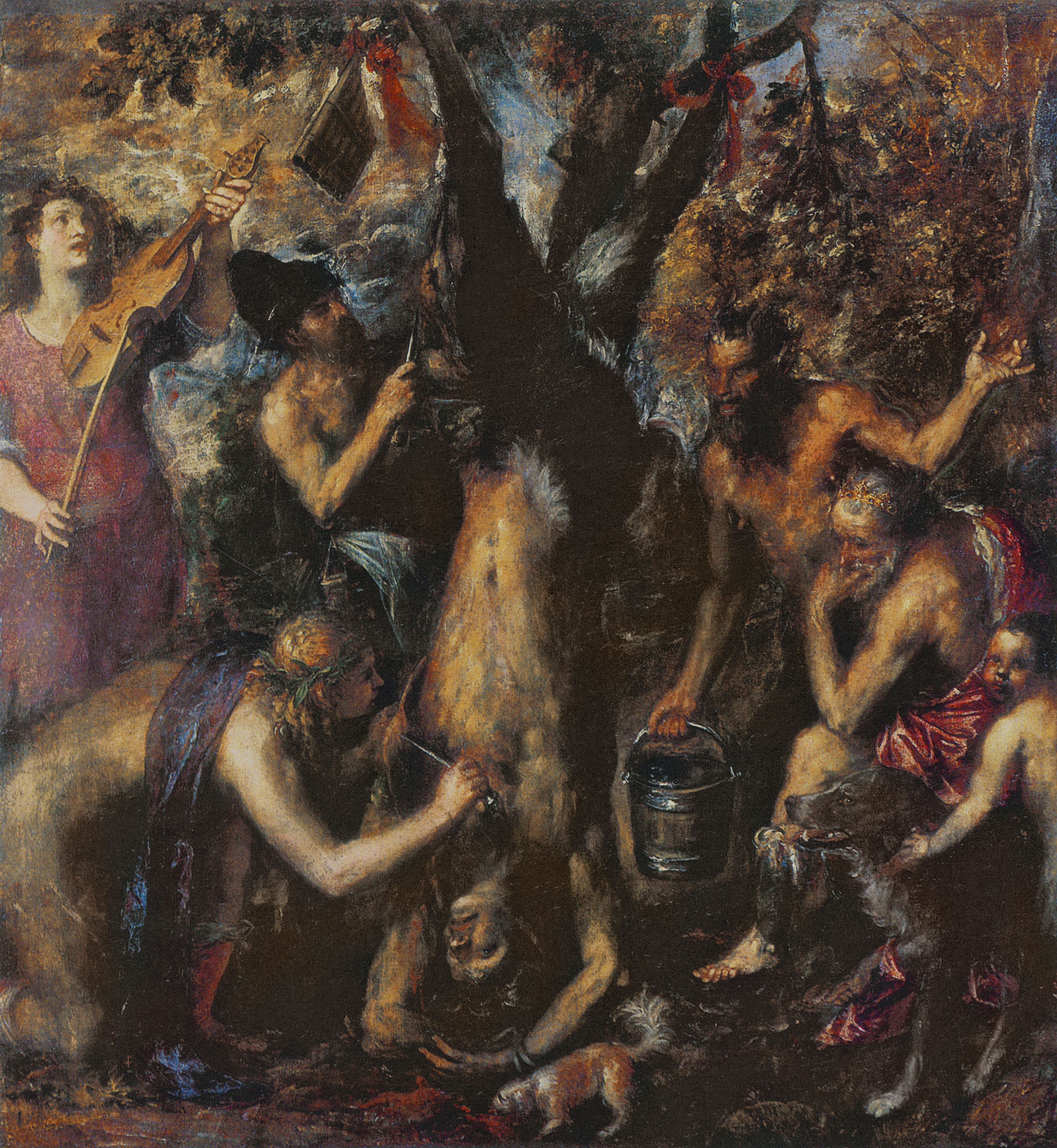
Die Schindung des Marsyas um 1570–1576, Schloss Kroměříž

Etwa ab 1560 vollzog Tizian einen durchgreifenden Stilwechsel, wohl verursacht durch die vielen persönlichen Schicksalsschläge dieser Zeit. In seinen Gemälden hallt sein persönliches Schicksal wider, sie werden dunkler, schwermütiger und sind mit kühnem Duktus gemalt. Die zu dieser Zeit entstandenen Werke werden als sein Spätwerk charakterisiert und waren umstritten. Tizians neuer Stil lag, auch wenn er andere Ursachen haben mag, doch im Trend der Zeit des Manierismus. Die Gegenreformation suchte Werke, die den Beobachter emotional ansprachen, in das Geschehen hineinzogen und ihm seine Anteilnahme abnötigten. Hierdurch sollte eben wieder eine stärkere Bindung der Gläubigen an die Kirche erreicht werden. Insofern traf Tizian mit seinen letzten Werken durchaus den Geschmack des spanischen Hofes. Von Palma Il Giovane, einem Schüler Tizians, kennen wir genauere Informationen zu der Arbeitsweise Tizians im Alter: „So pflegte der Maler mit großen Mengen beherzt aufgetragener Farbe die Komposition zu skizzieren, um die Leinwand anschließend, häufig für mehrere Monate zur Wand zu drehen. Dann unterzog er sie einer äußerst rigiden Überprüfung, als seien sie seine Todfeinde, und hielt nach Fehlern Ausschau. In der letzten Phase der Vollendung malte er mehr mit seinen Fingern als mit seinem Pinsel.“
In der Grablegung Christi, die den Edinburgher Poesie-Bildern beigelegt wurde, wird Tizians großzügiger, offener Duktus, mit dem das Licht eingefangen wird, deutlich. Alle Personen mit Ausnahme von Nikodemus, den Tizian zum eigenen Selbstporträt gemacht hat, neigen sich auf die linke Seite. Damit wird das erschlaffte Gewicht des toten Jesu noch einmal verdeutlicht. Besonders deutlich wird die nun einsetzende gegenreformatorische Kunst durch die Kreuzigung Christi mit Maria und den Hl. Johannes und Domenikus aus Ancona. Die im Vordergrund Trauernden erwecken beim Betrachter Mitgefühl und emotionale Zuwendung. Christus wird kleiner als die anderen Figuren dargestellt, wodurch Trennung und Distanz entsteht. Es handelt sich damit um den Prototyp einer gegenreformatorischen Kreuzigungsdarstellung, die die Gläubigen durch eine besonders wirklichkeitsnahe, gefühls- und lebensechte, sowie völlig unstilisierte Darstellung ansprechen sollte. Ein weiteres Schlüsselwerk Tizians einige Jahre später ist die Verkündigung aus S. Salvatore in Venedig. Dargestellt wird nicht die Verkündigung, sondern der Moment unmittelbar nach der Verkündigung. Maria hat bereits ihren Schleier gehoben, während der Engel in Ehrfurcht ergriffen steht. Das gesamte Bild erscheint sehr materiell, im Widerspruch zur Jenseitigkeit des dargestellten Themas. Im oberen Teil des Gemäldes verschmelzen alle Farben miteinander, bis es zu der grandiosen Lichtfontäne des heiligen Geistes, welche die Himmelsscharen auseinandertreibt, kommt.
Erst im letzten Jahrzehnt seines Lebens kam es zur völligen Überwindung der klassischen Hochrenaissance durch Tizian. Bisher war diese trotz manieristischer Tendenzen immer seine kulturelle Heimat gewesen. Besonders deutlich wird dieser Stilwechsel in der Münchener Dornenkrönung. Während in der Pariser Dornenkrönung Christus in einem heldenhaften Kampf gezeigt ist, der in der Komposition auf Laokoon zurückgeführt werden kann, ist die Stimmung in der Münchener Dornenkrönung ergeben, fast schon wie bei einem Ritual. Die Schindung des Marsyas gehört zu den Werken, an denen Tizian 1576 arbeitete, als eine schreckliche Pest in Venedig wütete. Die triste, düstere Stimmung ist auch hier zu spüren. Die aufflammenden braunroten Töne und das Dunkel der nur vereinzelt erhellten Hauptfarben machen die Grausamkeit der dargestellten mythologischen Szene noch erschreckender. Marsyas ist an den Hufen aufgehängt, einem Tierkadaver gleich, während er von seinem Peiniger Apollo und dessen Gehilfe gehäutet wird.
Mit zunehmendem Alter fertigte Tizian nur noch selten Porträts an, seine Hauptmotive waren großteils religiöser Art. Ausnahmen machte er nur noch für hohe Persönlichkeiten oder ihm in Freundschaft verbundene Personen. So gelangen ihm auch noch in der Phase des Spätwerks zwei Hauptwerke seiner Porträtkunst: das Selbstbildnis im Prado und das Porträt von Jacopo de Strada. Das Selbstbildnis zeigt eine völlig veränderte Art der Selbstdarstellung. An Stelle von Selbstsicherheit und Kraft, die im Berliner Selbstbildnis zu sehen ist, tritt physischer Verfall und gesunkenes Selbstvertrauen. Ein letztes Meisterwerk von Tizians Porträtkunst ist das Bildnis von Jacopo Strada. Die dargestellten Anspielungen auf seinen Beruf lassen sein charakteristisches Gesicht nicht in den Hintergrund treten. Besonders ungewöhnlich für den damaligen Porträttypus ist, dass Strada nicht den Betrachter direkt anblickt, sondern mit fragendem Gesichtsausdruck aus dem Bild herausschaut.

### Stiche
Um ein internationales Publikum für und über sein Schaffen begeistern zu können, wurden von vielen Werken Tizians Reproduktionsstiche geschaffen. Mithilfe dieser Stiche war es Tizian möglich, ein weitaus größeres Zielpublikum zu erschließen, als er das mit herkömmlichen Mitteln konnte. Die seitenverkehrten und monochromatischen Stiche ließen zwar keinen wirklichen Rückschluss auf die Qualität seiner Bilder zu, trotzdem waren sie für Tizians Reputation unersetzbar. Außerdem wurde in der Kunsttheorie der damaligen Zeit die Erfindung, die sich durchaus reproduzieren lässt, als die Hauptleistung bei einem Gemälde angesehen. Der Bedeutung dieser Stiche für seinen beruflichen Erfolg war sich Tizian durchaus bewusst. Daher ließ er ab 1566 nur noch Stiche unter seiner direkten Kontrolle anfertigen. Außerdem erwirkte er im selben Jahr bei der Signoria ein Monopol für den Vertrieb seiner Stiche, womit er verhindern konnte, dass minderwertige oder fehlerhafte Stiche seiner Werke verbreitet bzw. verkauft wurden und sein Ruf dadurch geschädigt würde.
Zwischen 1517 und 1520 fertigte er selbst einige Holzschnitte an. Der Bekannteste aus dieser Reihe ist die Durchquerung des Roten Meers. Hierbei arbeitete er mit Domenico Campagnola zusammen, der weitere Drucke auf Basis seiner Gemälde und Zeichnungen schuf. Deutlich später schickte Tizian Zeichnungen von seinen Bildern an Cornelis Cort, der diese gravierte. Davon hat die moderne Forschung aufgrund von Lampsonius, dem Sekretär des Bischofs von Lüttich Gerard van Groesbeeck, Kenntnis. Er lobte in einem persönlichen Brief die seiner Meinung nach ausgesprochen hohe Qualität der von Cornelius Cort gestochenen Blätter und bat Tizian inständig darum, noch mehr solche Stiche anfertigen zu lassen. Auf Cornelis Cort folgte von 1558 bis 1568 Martino Rota. Meist ließ Tizian Werke reproduzieren, die er an den spanischen Hof geliefert hatte. Diese Aufträge für die Habsburger erhöhten zwar seine Bekanntheit, waren dem italienischen Zielpublikum jedoch unzugänglich. Teilweise nutzte Tizian die Stiche auch, um Themen zu behandeln, für die ihm sonst die Zeit fehlte.

### Farben
Statt wie damals üblich nur mit Ei wurden die Pigmente mit Öl und Ei oder nur mit Öl gebunden, eine Technik der Farbpräparation, die auf den flämischen Maler Jan van Eyck zurückgeht. Die Ölmalerei brachte den Vorteil, über viel längere Zeit eine unveränderte Farbfrische zu präsentieren.
Die Palette Tizians umfasste nach Angaben seines Schülers Giacomo Palma 9 Farben:
| Farbe   | Pigment                   | Ursprung                  |
| ------- | ------------------------- | ------------------------- |
| Weiß    | Bleiweiß                  | anorganisch               |
| Blau    | Lapislazuli               | mineralisch – anorganisch |
| Rot     | Gebrannter Ocker          | anorganisch               |
| Rot     | Purpur der Purpurschnecke | tierisch – organisch      |
| Gelb    | Gelber Ocker, Schöngelb   | anorganisch               |
| Gelb    | Auripigment               | mineralisch – anorganisch |
| Braun   | Gebranntes Siena          | anorganisch               |
| Schwarz | Tierknochenkohle          | tierisch – organisch      |
| Grün    | Malachit                  | mineralisch – anorganisch |

Allerdings verwendete Tizian auch andere Farben wie Gold und Grün und weitere Pigmente wie Realgar als leuchtendes Orange, z. B. im Mantel des Zimbelnspielers im Ölbild Bacchus und Ariadne (entstanden 1520–23).

## Bedeutung und Nachwirkung

### Werkstatt und Schüler
Im Jahr 1513 eröffnete Tizian sein erstes Atelier in San Samuele. Bis zu seinem Tod 1576 bildete er dort Schüler aus, die ihm bei vielen seiner Werke zur Hand gingen oder Kopien dieser anfertigten. Besonders in den Jahren nach 1550 kamen viele Repliken von Tizians früheren Werken auf den Markt, die wohl zumindest teilweise von Tizians Schülern ausgeführt wurden.
Zu Tizians Schülern gehörte Jan Stephan van Calcar, der für den Anatomen Vesal Holzschnitte (nach verschollenen Entwürfen Tizians) von „Muskelmännern“ anfertigte.
Nur wenige von Tizians Schülern erlangten unter eigenem Namen Bekanntheit, die meisten waren wohl ein Leben lang nur Gehilfen des großen Künstlers, so auch Tizians Bruder Francesco, sein Sohn Orazio oder sein Neffe Marco. Nur aus Paris Bordone, Bonifazio Veronese und Palma il Giovane sollten später einmal eigenständige, bekannte Maler werden. Ebendiese drei waren jedoch nur kurz in Tizians Werkstatt beschäftigt. Sowohl Bonifazio Veronese als auch Palma il Giovane verließen seine Werkstatt im Streit mit Tizian. Auch Tintoretto soll zeitweise Lehrling in Tizians Atelier gewesen sein, wobei erzählt wurde, dass Tizian den jungen Tintoretto aus seiner Werkstatt hinausgeworfen hätte. Die beiden Maler kamen aus unterschiedlichen sozialen Schichten und hatten konträre Idealvorstellungen und Weltbilder, was wohl der Grund für ihre Differenzen war. Auch später noch waren beide Künstler erbitterte Konkurrenten, zeitlebens sollten sie ein äußerst angespanntes Verhältnis zueinander haben. Nach Angaben von Giulio Clovio soll El Greco (Dominikos Theotokopoulos), als dieser von Kreta nach Venedig übersiedelte, von Tizian in dessen letzten Lebensjahren beschäftigt worden sei.

Beispielwerke von Tizians Schülern
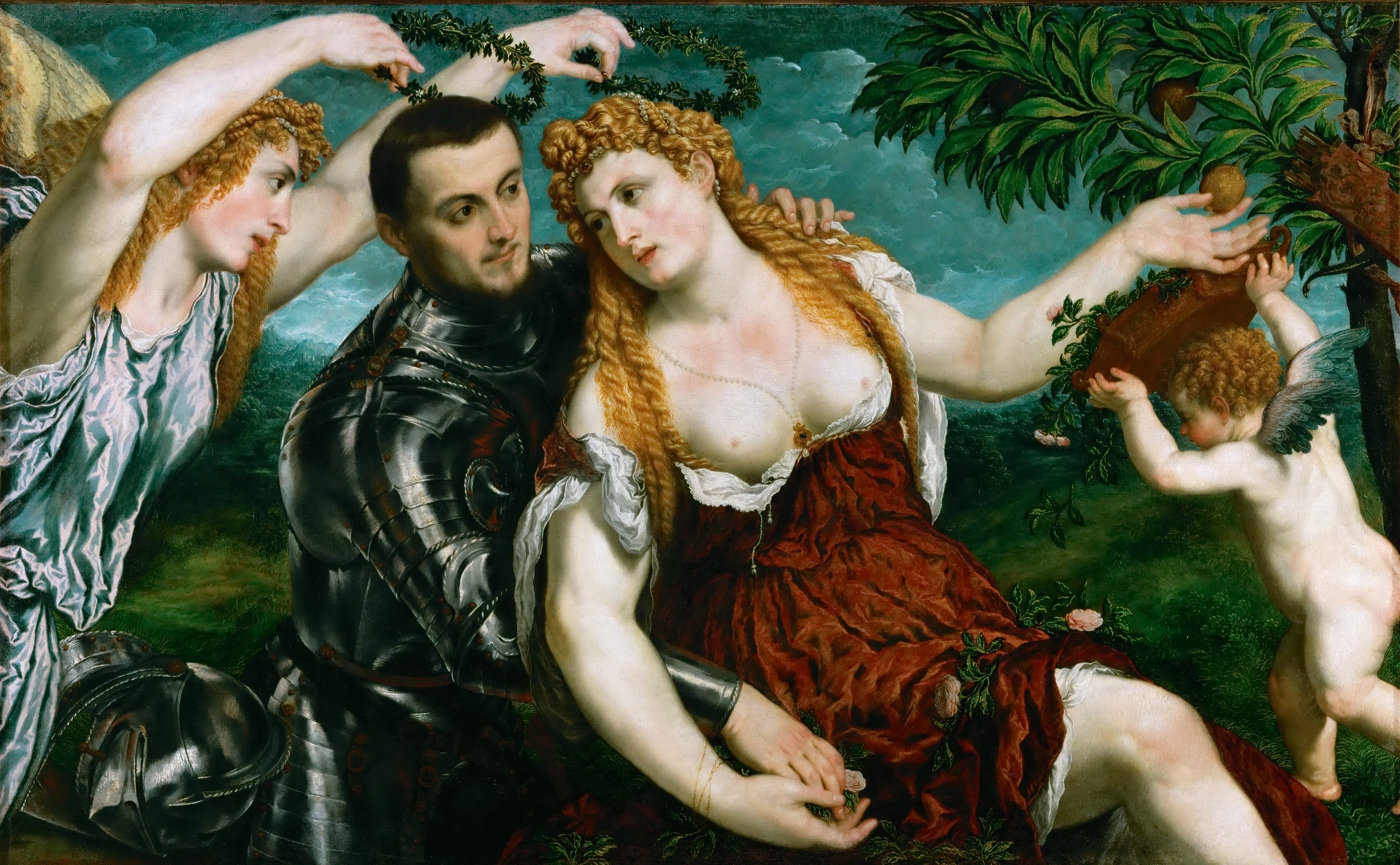
Paris Bordone: Venus, Mars und Cupido, 1560, Kunsthistorisches Museum in Wien
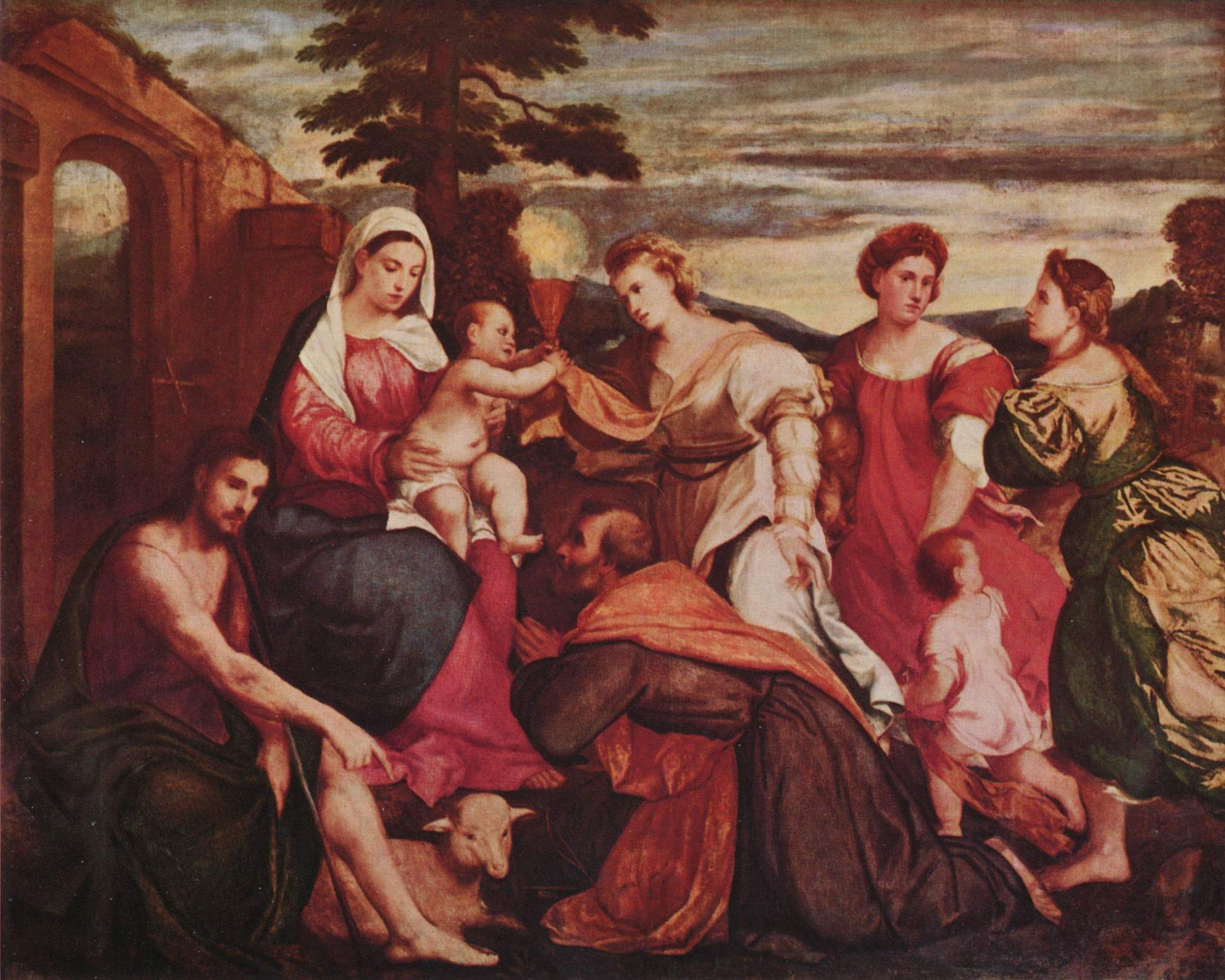
Bonifazio Veronese: Die drei theologischen Tugenden, 1534, Sammlung Lord Methuen bei Bath
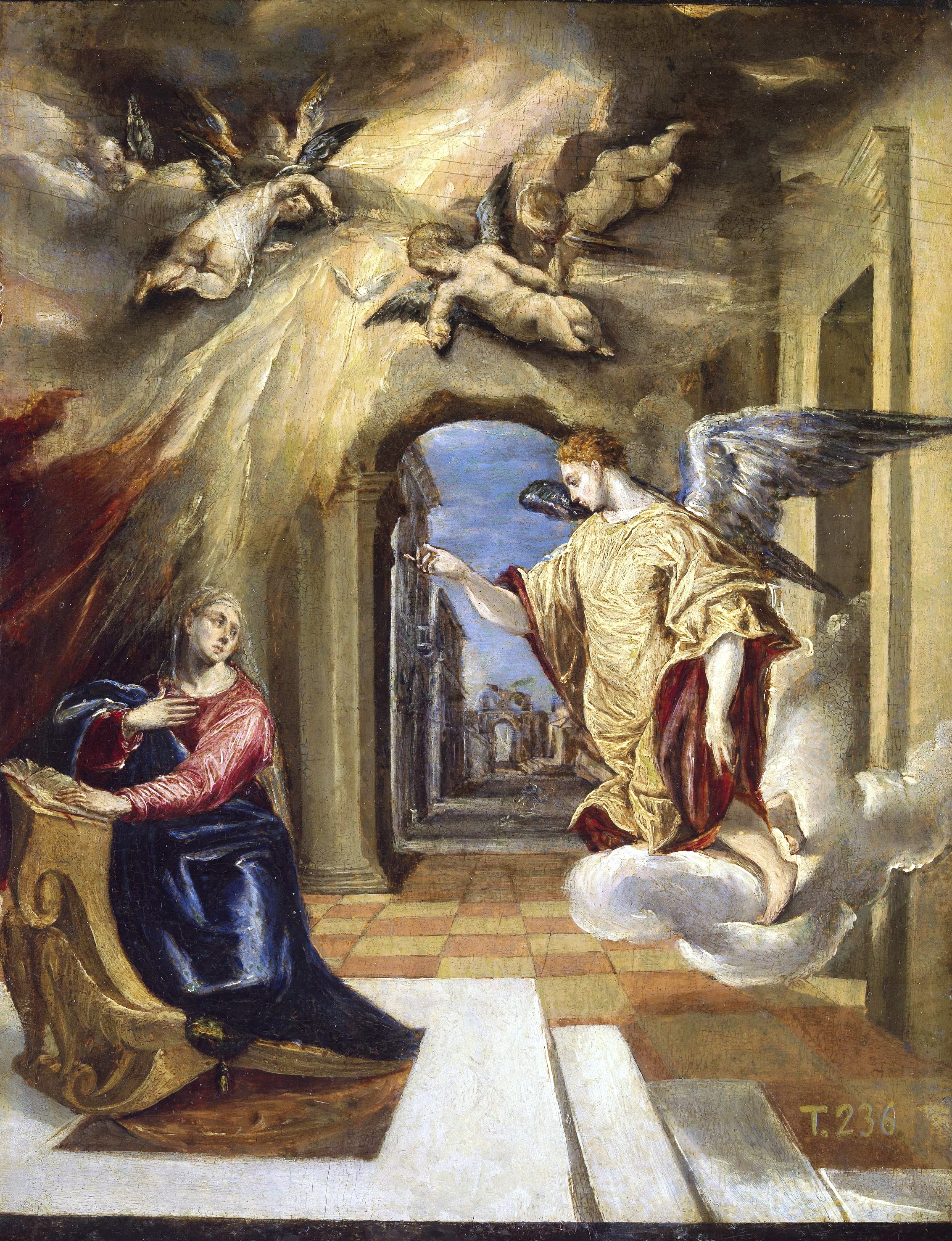
El Greco: Die Verkündung, 1570–1575, Museo del Prado in Madrid
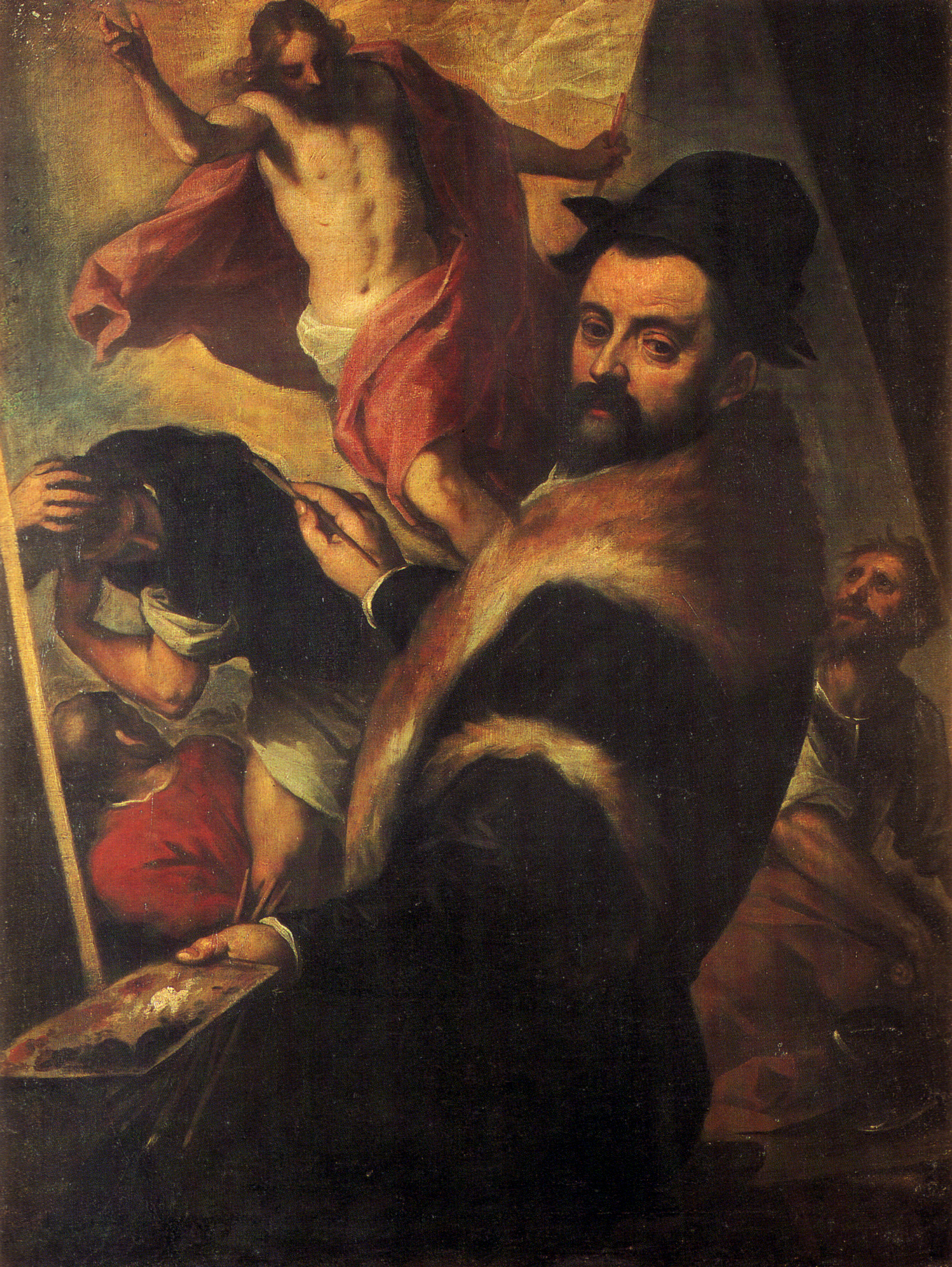
Palma il Giovane: Selbstporträt, Pinacoteca di Brera in Mailand

Insgesamt wurde Tizian von den meisten seiner Zeitgenossen, so auch von Giorgio Vasari vorgeworfen, dass er mit vielversprechenden Talenten in seinem Atelier nicht zurechtgekommen sei. Er habe seine Assistenten weder gefördert noch unterrichtet. Aus solchen Äußerungen seiner Zeitgenossen entstand auch das Bild eines missgünstigen, gar neidischen Malers, der alles tat, um seine Konkurrenz zu schwächen. Vielleicht ermöglichte aber auch erst diese Praktik Tizians imposantes Schaffen. Seine Assistenten eigneten sich, da ohne besondere künstlerische Ausbildung, sehr gut als verlängerter Arm des Meisters. So hieß es in Venedig: „Hätten seine Schüler ihm nicht so viel Arbeit abgenommen, hätte Tizian nie und nimmer so viele Bilder vollenden können.“
Erstaunlich ist auch der Vergleich mit der Werkstatt der Gebrüder Bellini: Diese brachten mit Giorgione, Tizian, Sebastiano del Piombo und Lorenzo Lotto vier sehr erfolgreiche Künstler hervor. Im Gegensatz dazu brachte Tizians Werkstatt keinen wirklich hochrangigen Künstler hervor. Diese Verhaltensweise Tizians führte dazu, dass nach seinem Tod eine große Lücke in der venezianischen Malerei entstand. Dies ist einer der Gründe, weshalb es während des 17. Jahrhunderts zu einem Bedeutungsschwund der venezianischen Malerei kam. Nach Tintorettos Tod sollte Venedig für mehr als eine Generation lang keinen „erstklassigen“ Maler mehr hervorbringen. Somit blieb Tizians Werk ohne einen würdigen Nachfolger.
Der Anteil seiner Werkstatt an seinen Werken variiert und ist auch heute noch ungeklärt. Gerade aus seinen letzten Lebensjahrzehnten sind jedoch viele Gemälde erhalten geblieben, die eindeutig seiner Werkstatt zuzuordnen sind. Auch ging er in seinen letzten Lebensjahren dazu über, unfertige Gemälde seiner Schüler selbst zu vollenden. Dies führte zu großen Datierungs- und Zuschreibungsproblemen für sein gesamtes Spätwerk. Nach seinem plötzlichen Tod befanden sich in seiner Werkstatt etliche, zum Teil auch heute noch sehr bekannte Gemälde. Diese waren jedoch nur zu einem Teil schon fertiggestellt, der Rest wurde von Tizians Schülern fertiggestellt und verkauft. Daher besteht besonders bei diesen letzten Werken das Problem, dass es unmöglich ist, den Werkstattanteil zu bestimmen.

### Beachtung und Bekanntheit
Tizian erlangte schon in der Frühzeit seines Schaffens überregionalen Ruhm. Später avancierte er zum erfolgreichsten lebenden Maler, mit Aufträgen aus ganz Europa und aus allen wichtigen Herrschaftshäusern. Besonders mit dem Königshof in Madrid verbanden ihn enge Beziehungen, sodass der Tod Karls V. für ihn ein harter Schicksalsschlag war. Andererseits schien auch Karl V. sehr an Tizian gelegen zu sein, denn, wie bereits erwähnt, ernannte ihn der Kaiser zum Hofmaler und adelte ihn selbst und auch seine Söhne. Er hätte Tizian am liebsten zu dauerhafter Gefolgschaft verpflichtet. Offensichtlich hatten dessen Werke für ihn auch einen persönlichen Wert, so nahm er nach seiner Abdankung in Brüssel 1556 überwiegend Gemälde Tizians mit sich. Auch Philipp II. war ein wichtiger Auftraggeber und großer Liebhaber Tizians. Andere wichtige Mäzene waren die Republik Venedig und besonders die Fürstenfamilie Gonzaga. Selbst Päpste aus Rom wie Papst Paul III. versuchten Tizian für sich als Hofmaler zu gewinnen. Seine Werke waren demzufolge zuerst in ganz Italien und dann auch im restlichen Westeuropa sehr begehrt.
Schon zu seinen Lebzeiten verglich man Tizian mit den Hauptmeistern der Hochrenaissance Raffael und Michelangelo. Tizians Ansehen als einer der bedeutendsten Künstler der europäischen Kunstgeschichte sollte bis heute keinen Abbruch nehmen. Tizians, trotz der starken physischen Präsenz der darstellenden Figuren, doch eher venezianisch, lyrisch geprägter Stil stellte einen wichtigen Streitpunkt über sein Werk dar. Insbesondere die zeitgenössische Kunsttheorie der Renaissance beschäftigte sich daher ausführlich mit ihm: So kritisierte Vasari in der zweiten Ausgabe seiner Lebensbeschreibungen 1568 alle venezianischen Maler bezüglich ihrer Vernachlässigung der Skizzen und anderer zeichnerischer Vorarbeiten; er implizierte hierbei den Vorwurf der geistigen Inkonsequenz. In ebendieser Ausgabe wird Tizian jedoch erstmals ausführlich erwähnt und dadurch auf eine Ebene mit anderen großen italienischen Meistern gestellt. Auch später noch sollte Vasari seine kritische Einstellung gegenüber Tizian beibehalten. 1548 empfahl Pino erstmals die Kombination von Tizians Kolorit und Michelangelos Zeichenkunst für den „idealen“ Künstler, eine Redewendung, die sich so noch für lange Zeit halten sollte und mit der später unter anderem Jacopo Tintoretto bezeichnet wurde. Dolce wiederum definierte die Malerei als die Verknüpfung von Zeichenkunst, Erfindungsgabe und Kolorit. Er hielt Tizian in den ersten beiden Kategorien für ebenbürtig, in letzterer sogar für überlegen. Daraus leitete er ab, Tizian habe mehr mit Raffael als mit Michelangelo gemein. Im Rahmen dieses Disputs zeigt sich klar der Bruch zwischen den Anhängern der venezianischen und oberitalienischen Malerei und den Anhängern der „römischen“ Malerei. Die dabei wichtigsten Fürsprecher Tizians waren Ludovico Dolce und sein enger Freund Pietro Aretino. Tizians ernstzunehmendster Widersacher war wohl Michelangelo, der bei der Betrachtung der Danaë gesagt haben soll: „Wie schade, dass man in Venedig nicht von Anfang an richtig zeichnen lernt und dass jene Maler nicht auf bessere Weise ausgebildet werden.“
Insgesamt wurden typische Eigenschaften von Tizians Malerei, wie die große Bewegtheit oder die psychische Sensibilität, bereits von seinen Zeitgenossen meist auf den Begriff des Kolorits reduziert. Zwar hat die Farbgebung in seinem Gesamtwerk eine sehr wichtige Stellung, jedoch zeichnet es sich auch durch die physische Kraft der dargestellten Personen und meist durch eine ausgeklügelte Komposition aus. Posthum wurde sein Werk jedoch deutlich positiver betrachtet, sei es Carlo Ridolfi, der die Assunta geradezu überschwänglich in den Himmel lobt, Joshua Reynolds oder Eugène Delacroix, der meinte: „Wenn man hundertundzwanzig Jahre lebte, würde man Tizian schließlich allem anderen vorziehen.“ Diese Aussage spielt auch auf den langen Reifeprozess an, der sich hinter jedem von Tizians Bildern verbirgt.
Im 19. Jahrhundert begannen dann die Kunsthistoriker sich parallel zur allgemeinen Entwicklung der kunstgeschichtlichen Forschung verstärkt Tizian zu widmen. In diese Zeit fällt die berühmte zweibändige Biographie über Tizian von Crowe und Cavalcaselle. Auch der bedeutendste deutschsprachige Kunsthistoriker dieser Zeit, Jacob Burckhardt, beschäftigte sich eingehend mit Tizian und widmete ihm ein langes Kapitel in seinem Hauptwerk Cicerone. Als zusammenfassende Einleitung dazu schreibt er:

„In der Mitte der Schule steht die gewaltige Gestalt Tizians, der in seinem fast hundertjährigem Leben alles, was Venedig in der Malerei vermochte in sich aufgenommen oder selbst hervorgebracht oder vorbildlich in der jüngeren Generation geweckt hat. Es ist sein geistiges Element in der Schule, das er nicht irgendwo vollendet darstellt; allerdings repräsentiert er auch ihre Beschränkung […]
Der göttliche Zug in Tizian besteht darin, dass er den Dingen und Menschen diejenige Harmonie des Daseins anfühlt, welche in ihnen nach Anlage ihres Wesens sein sollte oder noch getrübt und unkenntlich in ihnen lebt; was in der Wirklichkeit zerfallen, zerstreut, bedingt ist, dass stellt er als ganz, glückselig und frei dar. Die Kunst hat diese Aufgabe wohl durchgängig; allein Keiner löst sie mehr so ruhig, so anspruchslos, mit einem solchen Ausdruck der Notwendigkeit. In ihm war diese Harmonie eine prästablierte, um einen philosophischen Terminus in einem besonderen Sinn zu brauchen. Alle äußern Künstmittel besass er wohl in einem besonders hohen Grade, doch erreichen ihn Mehrere im einzelnen Falle. Wesentlich ist immer seine große Auffassung […]“

Auch die 1911 erschienene 11. Auflage der Encyclopædia Britannica, die heutzutage als die Kulmination des Wissens aus dem 19. Jahrhundert und als wohl bestes jemals veröffentlichtes Lexikon gilt, widmet Tizian einen langen Artikel und lobt ihn in den höchsten Tönen:

„Titian may properly be regarded as the greatest manipulator of paint in relation to colour, tone, luminosity, richness, texture, surface and harmony and with a view to the production of a pictorial whole conveying to the eye a true, dignified and beautiful impression of its general subjectmatter and of the objects of sense which form its constituent parts.“

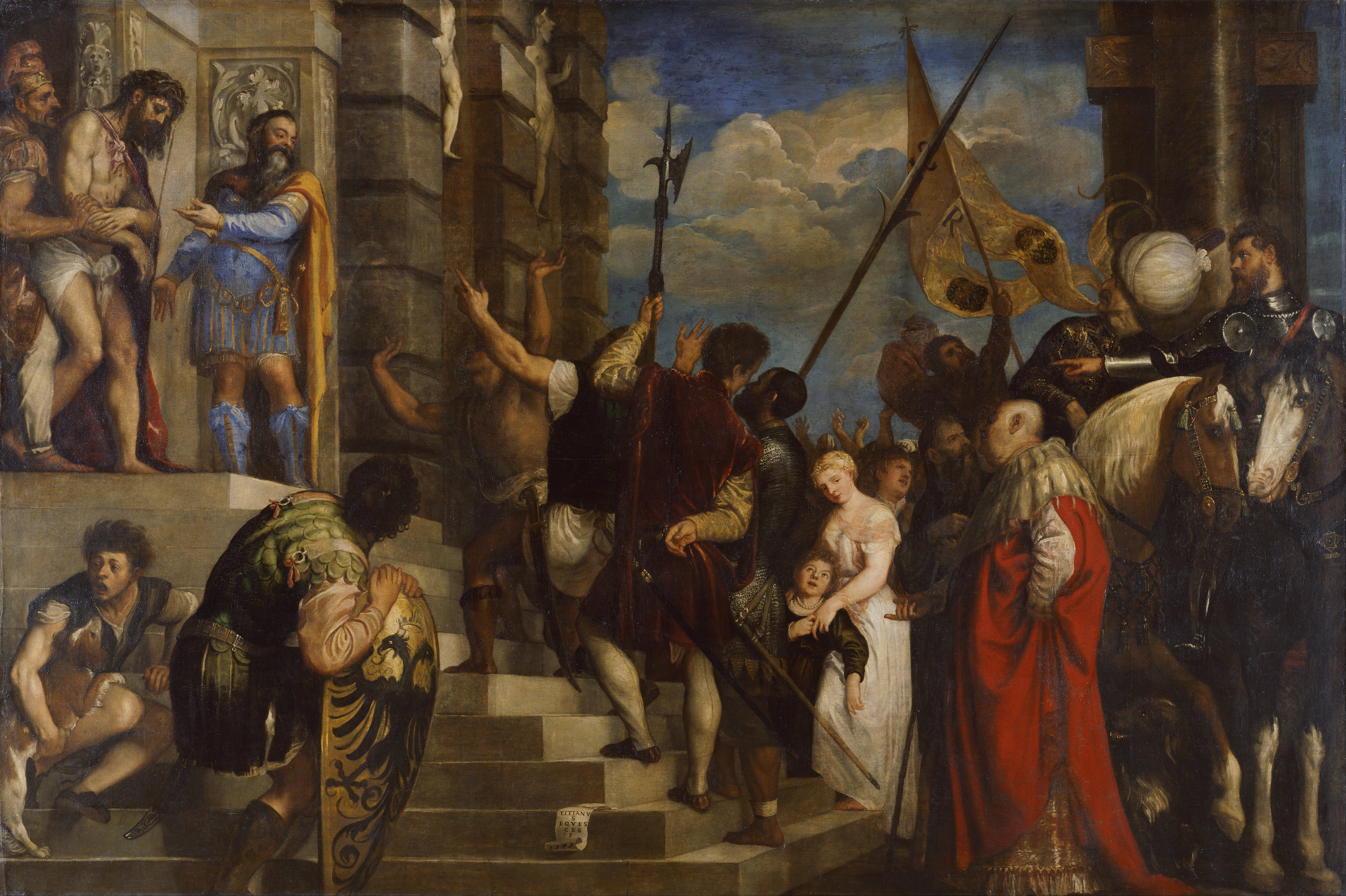
Ecce homo, 1543, Kunsthistorisches Museum, Wien

Mitte des 20. Jahrhunderts beschäftigte sich der einflussreiche deutsche Kunsthistoriker Theodor Hetzer eingehend mit Tizian. Oft wird Tizian als sein bzw. als einer seiner Lieblingsmaler genannt. Zwischen den Zeilen kritisiert er deutlich die angeblich zu geringe Anerkennung, die Tizian zuteil würde. Zu Beginn des 20. Jahrhunderts rückte Tizian, wenn auch weiterhin hochangesehen, aufgrund des allgemeinen „Hypes“ um Tintoretto etwas in den Hintergrund. Doch auch von Theodor Hetzer waren kritische Töne zu hören. Besonders Tizians „manieristische Phase“ stieß bei ihm nicht auf ungeteilte Begeisterung. So kritisierte er beispielsweise das heute sehr bekannte Ecce Homo aus Wien deutlich:

„Der Ruhm, Venedigs größter Maler und einer der ersten der europäischen Kunst zu sein, ist Tizian nie bestritten worden und wird ihm auch heute nicht streitig gemacht. Aber man hat in letzter Zeit, und besonders in Deutschland, Tizians Größe mehr anerkannt und geachtet als lebendig gefühlt. (….) Groß darf Tizians Kunst in mehr als einer Hinsicht genannt werden.“

„Aber Tizian ist nicht die Leichtigkeit und Eleganz Paolos beschieden, nicht die Kostbarkeit der Juwelen und des Goldes. Er ist in jeder einzelnen Figur zu nachdrücklich, zu lebensnah, um im Großdekorativen einen Vorgang verklingen zu lassen, um in aller Unschuld mit dem ernsten zu spielen. So erweckt gerade dieses Bild, wie sonst keines bei Tizian, bei außerordentlichen Qualitäten recht zwiespältige Gefühle.“

Die Meinungen zum Spätwerk Tizians waren schon zu dessen Lebzeiten gegensätzlich. Manche Zeitgenossen hielten seinen fast impressionistisch anmutenden Kunststil für eine Folge von Vergreisung, schwindenden Sehvermögens und seiner insgesamt nachlassenden Kräfte. Andere wiederum betrachteten die neue Form der elementaren Verknappung und der gebrochenen Farben und Pinselstriche als die Vollendung von Tizians Schaffens; beispielsweise bezeichnete der lombardische Künstler und Kunstkritiker Giovanni Paolo Lomazzo diesen letzten Lebensabschnitt als „chromatische Alchemie“. Seiner Meinung nach arbeitete Tizian in dieser Zeit wie ein Alchemist, der unedle Metalle in Gold verwandelt. Roberto Longhi sah sein Spätwerk als „magischen Impressionismus“.

### Tizian auf dem Kunstmarkt
In den letzten Jahren wurden zwei Werke Tizians, die zuvor in Privatbesitz waren, zum Verkauf angeboten. Eines der beiden, die Diana und Actaeon, wurde am 2. Februar 2009 von der Londoner National Gallery und der Scottish National Gallery zusammen für umgerechnet 71 Millionen Dollar (50 Millionen Pfund) erworben. Die beiden Museen hatten bis zum 31. Dezember 2008 ein Vorkaufsrecht, bevor das Werk öffentlich versteigert worden wäre. Diese Frist wurde jedoch verlängert, so dass die Museen doch noch davon Gebrauch machen konnten. Für das andere Gemälde Diana und Callisto haben die Museen bis zum Jahr 2012 die gleichen Modalitäten, bevor es auch privaten Sammlern zum Verkauf angeboten wird. Nach Schätzungen führender Kunstexperten hätten beide Gemälde, soweit angeboten, einen Marktwert von 300 Millionen Pfund besessen.
Der Kauf wurde schnell zum Thema einer politischen Kontroverse, da einige führende Politiker der Meinung waren, dass das Geld in Zeiten der Rezession besser verwendet hätte werden können. Der Kauf wurde jedoch nur teilweise durch staatliche Mittel finanziert. Die schottische Regierung stellte 12,5 Millionen Pfund zur Verfügung, 10 Millionen Pfund kamen aus Mitteln des National Heritage Memorial Fund. Der Rest des Gelds kam von weiteren Stiftungen, privaten Spendern und von den Nationalgalerien in London und Edinburgh.
Im Frühjahr 2011 versteigerte Sotheby’s in New York das Gemälde Die Madonna mit Kind mit St. Lukas und Katherina von Alexandria in New York aus der Sammlung Heinz Kisters. Der erwartete Schätzpreis von 20 Millionen Dollar wurde nicht ganz erreicht, das Bild ging für 16,9 Millionen Dollar (10,7 Mio. Pfund) an einen anonymen Käufer. Der Preis ist dennoch einer der höchsten bisher bezahlten.
2004 erwarb das Getty Museum das Bild Porträt des Alfonso d’Avalos mit einem Pagen, das damals als Leihgabe des Versicherungskonzerns Axa im Louvre ausgestellt war, zu einem – offiziell nicht bestätigten – Preis von 70 Millionen US-Dollar.

## Rezeption

### Malerei

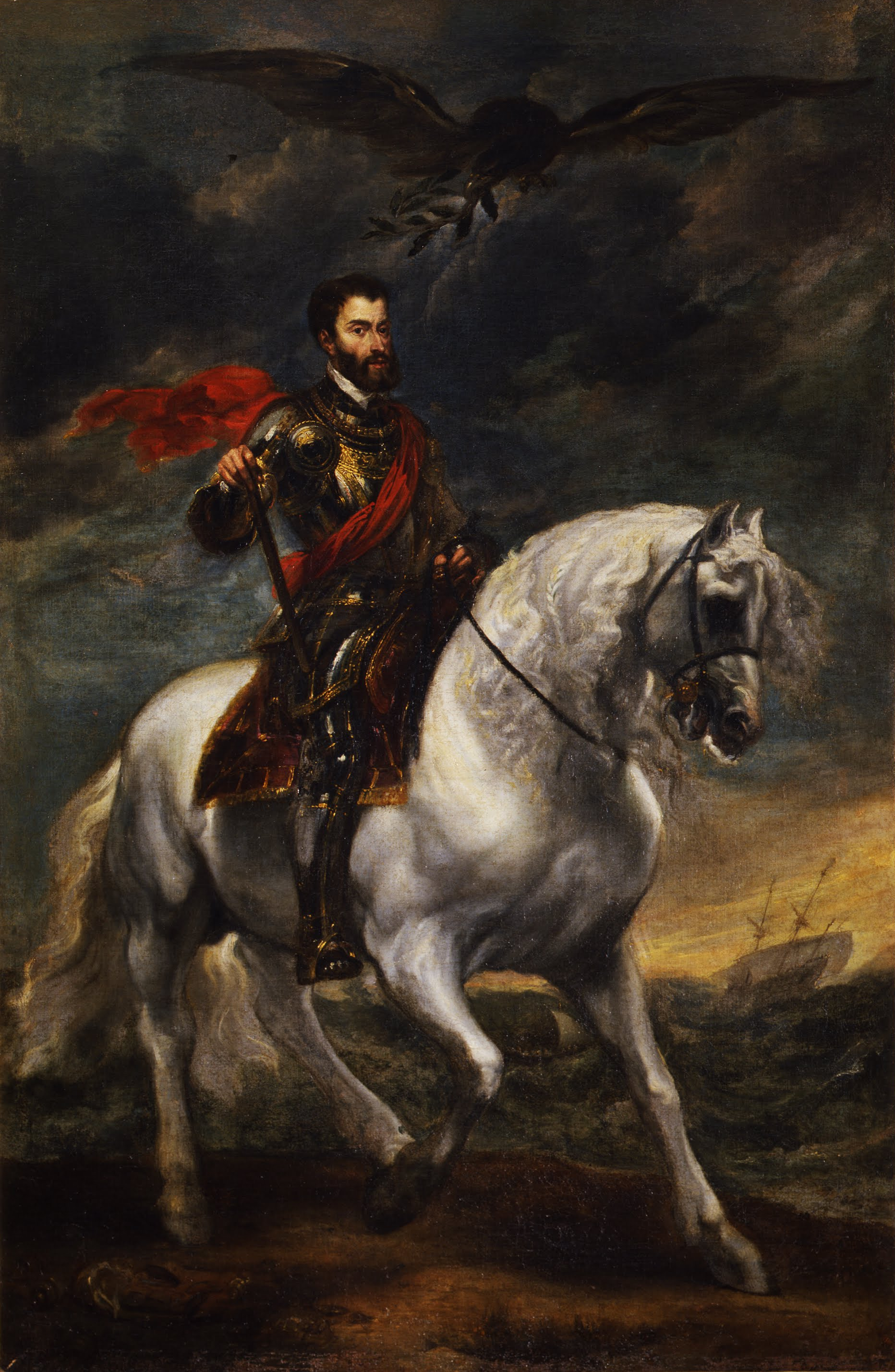
Anthonis van Dyck: Kaiser Karl V. zu Pferd, um 1620

Der durch die flandrischen Schulen beeinflusste koloristische Realismus der Venezianer gelangte durch Tizian zu seinem Höhepunkt. Als unbestrittener Hauptmeister der venezianischen Renaissance nimmt er eine bedeutende Stellung in der Kunstgeschichte ein. Nur wenige Maler hatten einen größeren Einfluss auf nachfolgende Künstlergenerationen. Mit der Mariä Himmelfahrt aus der Frari-Kirche schuf Tizian den ersten „modernen“ Hochaltar. Dieser Typus sollte die religiöse Malerei in Europa für zwei Jahrhunderte lang prägen. Doch auch im Bereich der mythologischen Themen war Tizians Einfluss auf nachfolgende Künstlergenerationen gewaltig. Er brachte dieses Sujet erstmals zur Perfektion und schuf die wichtigsten mythologischen Darstellungen der Renaissance. Zusätzlich beachtet werden muss die wichtige Rolle Tizians in der Geschichte der europäischen Porträtmalerei. Tizian kann nahtlos zusammen mit Raffael und Michelangelo als der wichtigste Künstler der italienischen Renaissance eingeordnet werden. Dementsprechend groß war auch seine Rezeption. Er dominierte dabei mindestens zwei Generationen venezianischer Malerei von Giorgione und Sebastiano del Piombo bis hin zu Tintoretto und Veronese. Lambert Sustris wurde als Mitarbeiter so stark von Tizian beeinflusst, dass sein Porträt Kaiser Karls V. aus der Münchner Pinakothek lange Zeit für ein Hauptwerk Tizians gehalten wurde. Tintoretto wiederum behauptete stolz von sich, er verkörpere die Verbindung von Michelangelos Zeichenkunst mit Tizians Kolorismus. Besonders mit dem Gemälde Wunder des hl. Markus versuchte er von seinen Fähigkeiten zu überzeugen; dieses Gemälde sollte seinen Durchbruch in Venedig bedeuten. Ohne Tizians Einfluss auf die venezianische Malerei wäre solch ein Gemälde nie möglich gewesen.
Anders als bei Michelangelo entwickelte sich bei Tizian keine eigene Schule. Seine Farbgebung blieb und bleibt bewundert, doch jeder Künstler, der Tizians Werk studierte, nahm es anders auf, sodass sich nie eine einheitliche Form der Nachahmung durchsetzen konnte. Dieser Weg zieht sich von Peter Paul Rubens’ „tiefer, so schön blühender Liebe, zu van Dycks geschickter, aber oberflächlicher Ausnutzung“, wie Theodor Hetzer anmerkt. Somit war Tizians posthumer Einfluss auf den europäischen Barock groß. Schon sehr bald gehörte Tizian zum „Ausbildungsbestandteil“ für ambitionierte Maler aller Art. Besonders Rubens bediente sich oft Tizians Werken als Anregung oder versuchte sie nachahmend zu übertreffen. Prinzipiell kann von einem sehr engen künstlerischen Verhältnis zwischen Rubens und Tizian gesprochen werden. Nicht nur in seinen Ausbildungs- und Lehrjahren, als er unter anderem Hofmaler in Mantua war, griff er stark auf diesen zurück, sondern er kam sogar als reifer Künstler nochmals auf ihn zurück. Mittlerweile wird vermutet, dass sein verjüngter Spätstil nicht auf seine sehr junge zweite Gemahlin Fourment, sondern auf die neuerliche Beschäftigung mit Tizian zurückzuführen ist. Rubens’ Dialog mit Tizian begann mit einem Porträt der Isabella d’Este in Mantua und erreichte mit der Kopie des Venusfests und des Bacchanals der Andrier seinen Höhepunkt. Kein anderer Maler hat Rubens wohl so beeinflusst, wie Tizian es tat. Auch Rubens’ Schüler Anthony van Dyck bediente sich mit großem Erfolg Tizians als Vorbild. Erstmals mit dessen Kunst in Kontakt kam er in England, wo er die am Hof befindlichen italienischen Meisterwerke sehr genau studierte. In diesem Zusammenhang kann sogar von einer Verwässerung von Rubens’ Einfluss zugunsten Veroneses und vor allem Tizians gesprochen werden. Wohl kein anderer Künstler verstand es derart geschickt und erfolgreich, Tizian nachzuahmen.

Rezeption von Tizians Werken
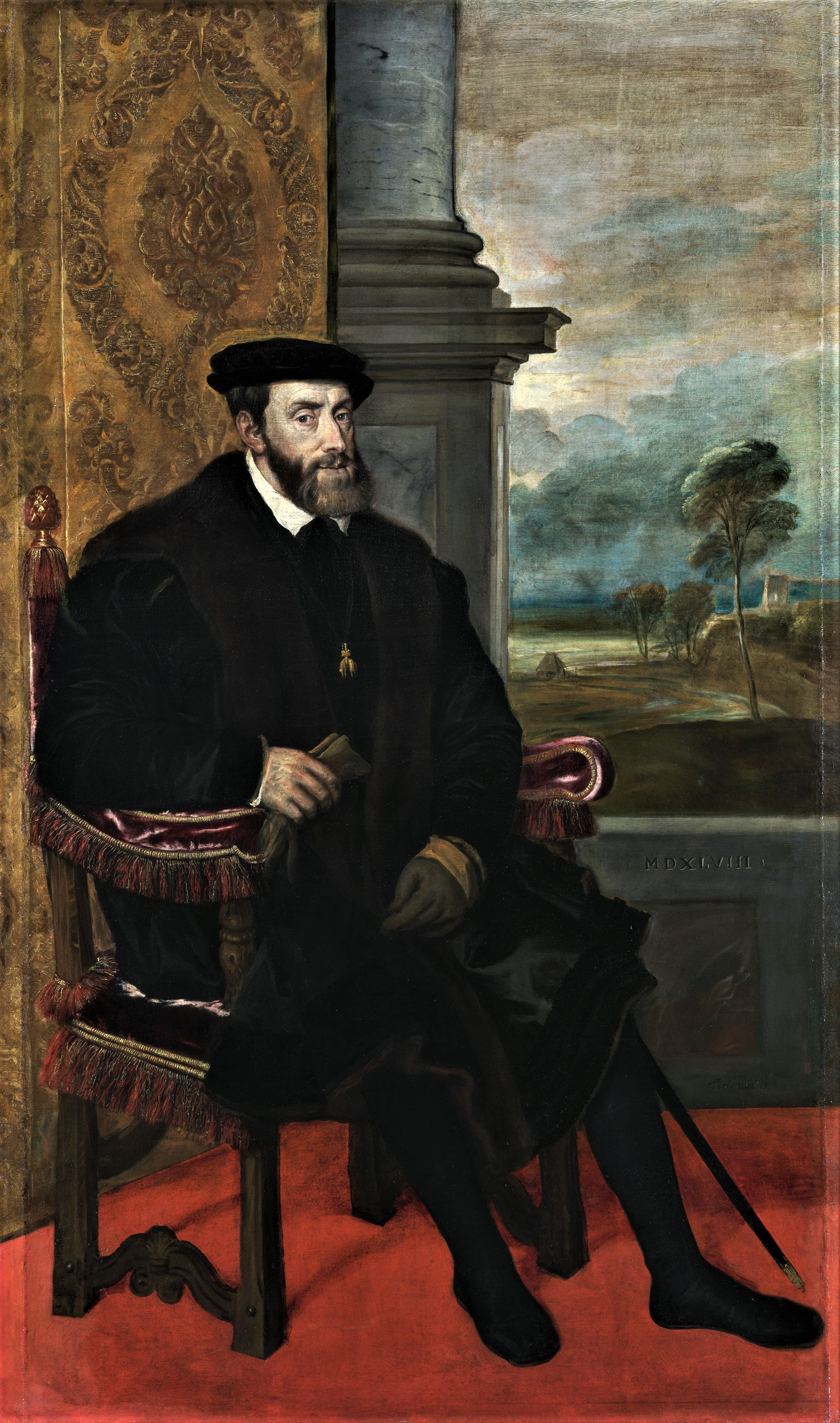
Lambert Sustris: Porträt Karl V., 1548, Alte Pinakothek in München
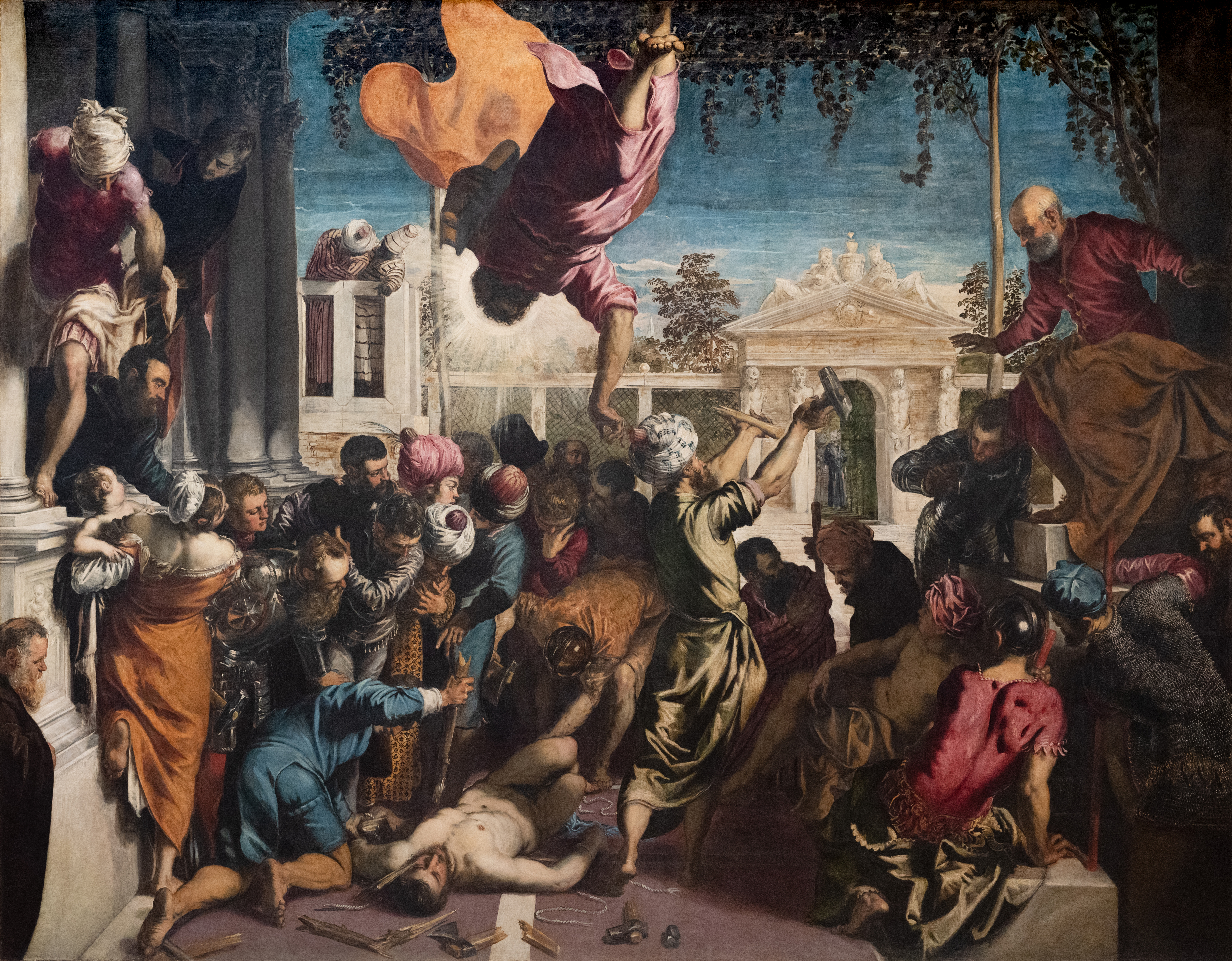
Jacopo Tintoretto: Wunder des hl. Markus, um 1548, Accademia in Venedig
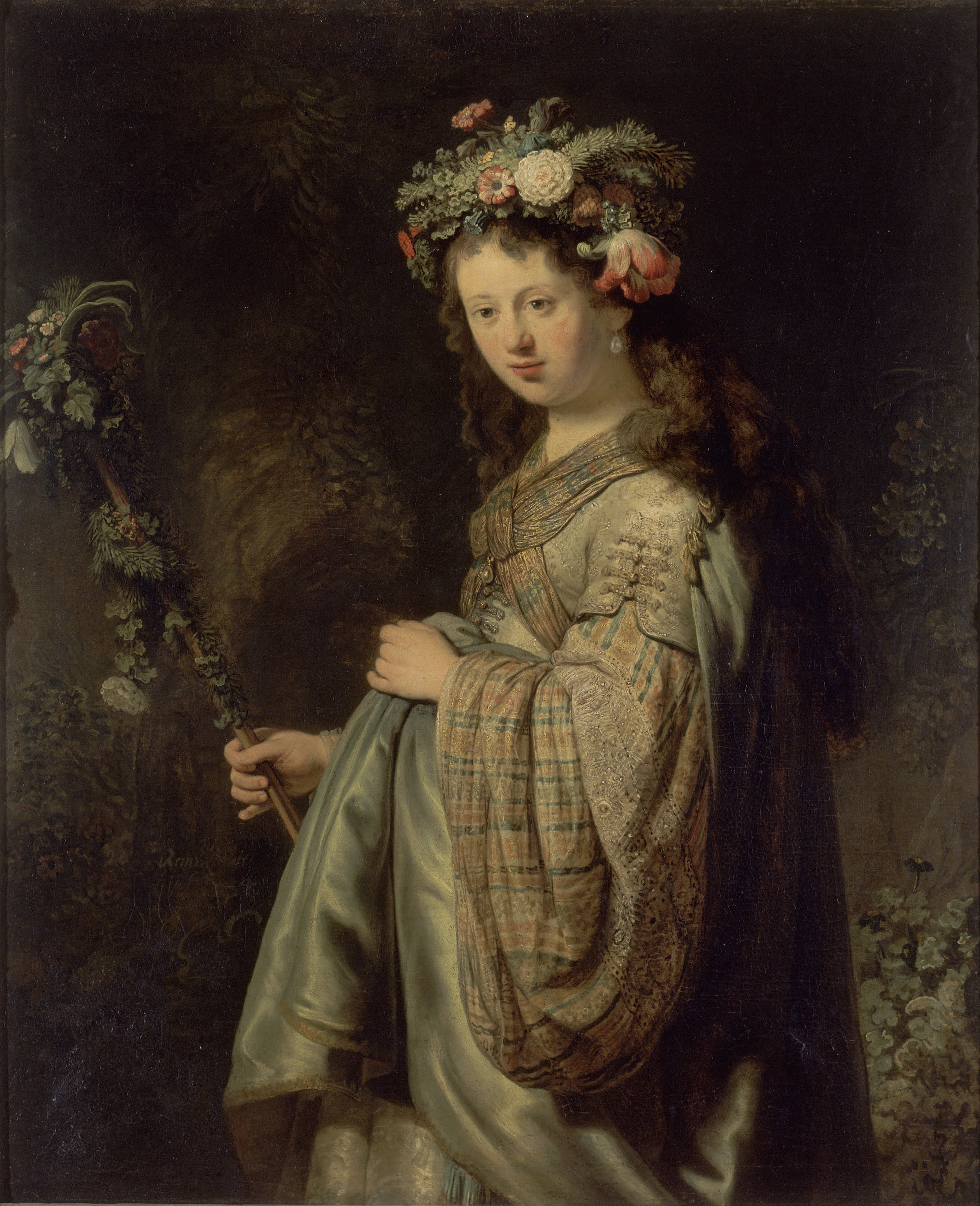
Rembrandt: Saskia als Flora, 1634, Eremitage in Sankt Petersburg
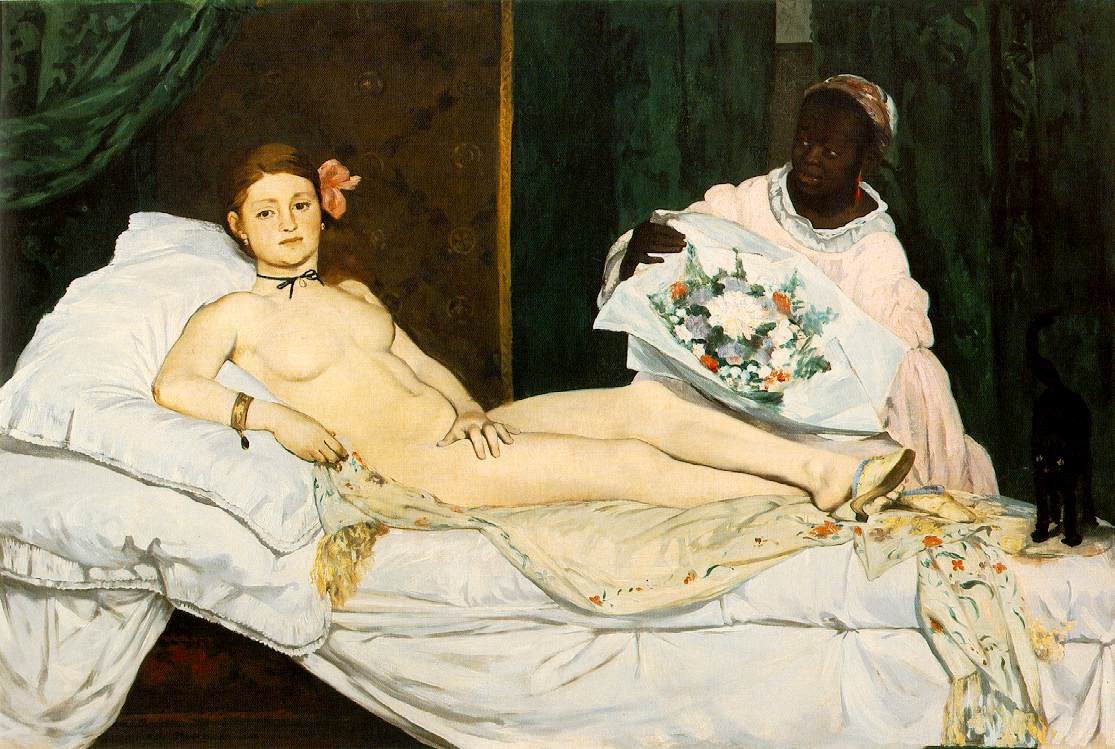
Édouard Manet: Olympia, 1863, Musée d’Orsay in Paris

Doch hatte Tizian nicht nur großen Einfluss auf den flämischen Barock, sondern auch auf das goldene Zeitalter niederländischer Kunst. Der wohl wichtigste Künstler dieser Epoche, Rembrandt, wurde – vor allem in der Porträtmalerei – stark durch Tizian beeinflusst. Besonders sein Frühwerk Bildnis eines jungen Mannes war eine wichtige Inspiration für Rembrandts berühmte Selbstporträts. Noch unmittelbarer wird Tizians Einfluss bei Saskia als Flora. Tizians Flora regte hierbei Rembrandt erst dazu an, ein solches Gemälde, indem er seine Frau Saskia als Flora zeigt, zu malen. Insgesamt ist die Rezeption Tizians in Rembrandts Werken allgegenwärtig. Sogar der französische Barock bzw. Klassizismus wurde von Tizian nicht unwesentlich geprägt. Einige Beispiele dafür sind Nicolas Poussin, Claude Lorrain und Antoine Watteau. Besonders die ersten beiden wurden stark von ihm beeinflusst. Beide verbrachten den größten Teil ihres Lebens in Italien und gerieten deshalb zwangsläufig in Berührung mit Tizian. Poussins erste Werke, so z. B. die Ruhe auf der Flucht nach Ägypten aus dem Jahr 1627, zeugt deutlich von Poussins Bewunderung für das quirlige, lebendige Leben im Venusfest Tizians. Joachim von Sandrart ließ sich 1640 zur Schaffung der Flora (Sandrart) inspirieren. Auch die Landschaftsmalerei der beiden französischen Barockmaler wurde deutlich von Tizian beeinflusst.
Nicht nur die großen Meister bis zum 18. Jahrhundert wie Rubens, Poussin und Watteau gehörten zu seinen Verehrern, sondern auch Hauptmeister des 19. Jahrhunderts wie Eugène Delacroix, Jean-Auguste-Dominique Ingres und besonders die Impressionisten wie z. B. Édouard Manet erhielten durch Tizian wichtige Anregungen. Bei Ingres’ Hauptwerk, dem Türkischen Bad, handelt es sich um eine logische Fortentwicklung der Edinburgher Poesie-Reihe. Doch weit bedeutender ist die tizianische Auffassung der Impressionisten, und hier vor allem die Manets. Die verführerische Venus von Urbino provozierte Manet und veranlasste ihn zu einer polemischen Nachahmung in Form der Olympia. Hierbei wollte er bewusst polarisieren; aus Kritik an dem für das 19. Jahrhundert typischen Voyeurismus, stellt er die nackte Frau in aufreizender Pose und mit den typischen Stellungsmerkmalen einer Dirne dar. Somit handelt es sich bei der Olympia um die ganz persönliche Reaktion Manets auf die Venus von Urbino.

### Literarische Verarbeitung
Hugo von Hofmannsthal schrieb im Alter von 18 Jahren ein kurzes Drama über das Ableben des Malers – Der Tod des Tizian (1892). Hierbei handelt es sich um eine Projektion der Situation bei Tizians Tod auf Themen und Probleme des Fin de siècle.

## Gedenken

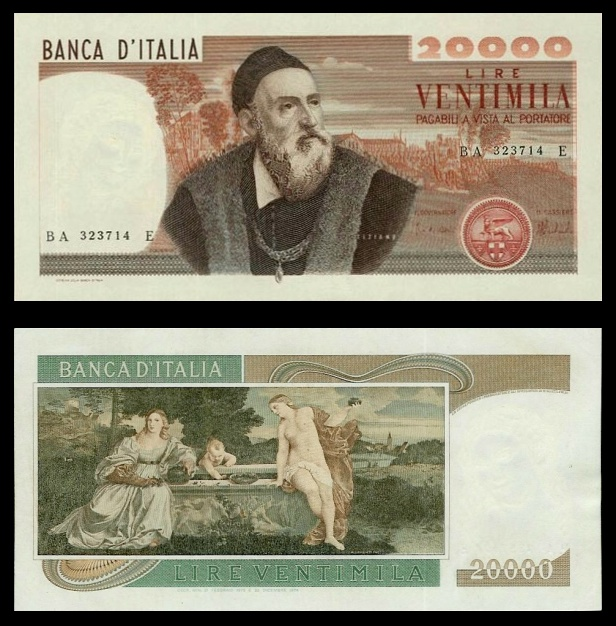
Tizian und sein Gemälde Himmlische und irdische Liebe auf der italienischen 20.000-Lire-Banknote

Tizian und sein Gemälde Himmlische und irdische Liebe wurden auf der italienischen 20.000-Lire-Banknote abgebildet, die von der Banca d’Italia zwischen 1975 und 1985 ausgegeben wurde.